# Ford Escort
Ford Escort (укр. Форд Ескорт) — компактні автомобілі (Клас C), що вироблялися концерном Ford в Європі (з 1967 по 2000 рік) і Північній Америці (з 1981 по 2003 рік). Ford Escort є найуспішнішою легковою моделлю Форда, що дозволяє йому і сьогодні займати 5-те місце у списку найпродаваніших автомобілів світу. 
Брав участь також у ралі. До 2000 року модель Ford Escort вироблялася, після чого її замінив Ford Focus.
З 2015 року в Китаї для місцевого ринку виготовляється модель під назвою Ford Escort.

## Європа

### Ford Escort I (1968—1975)

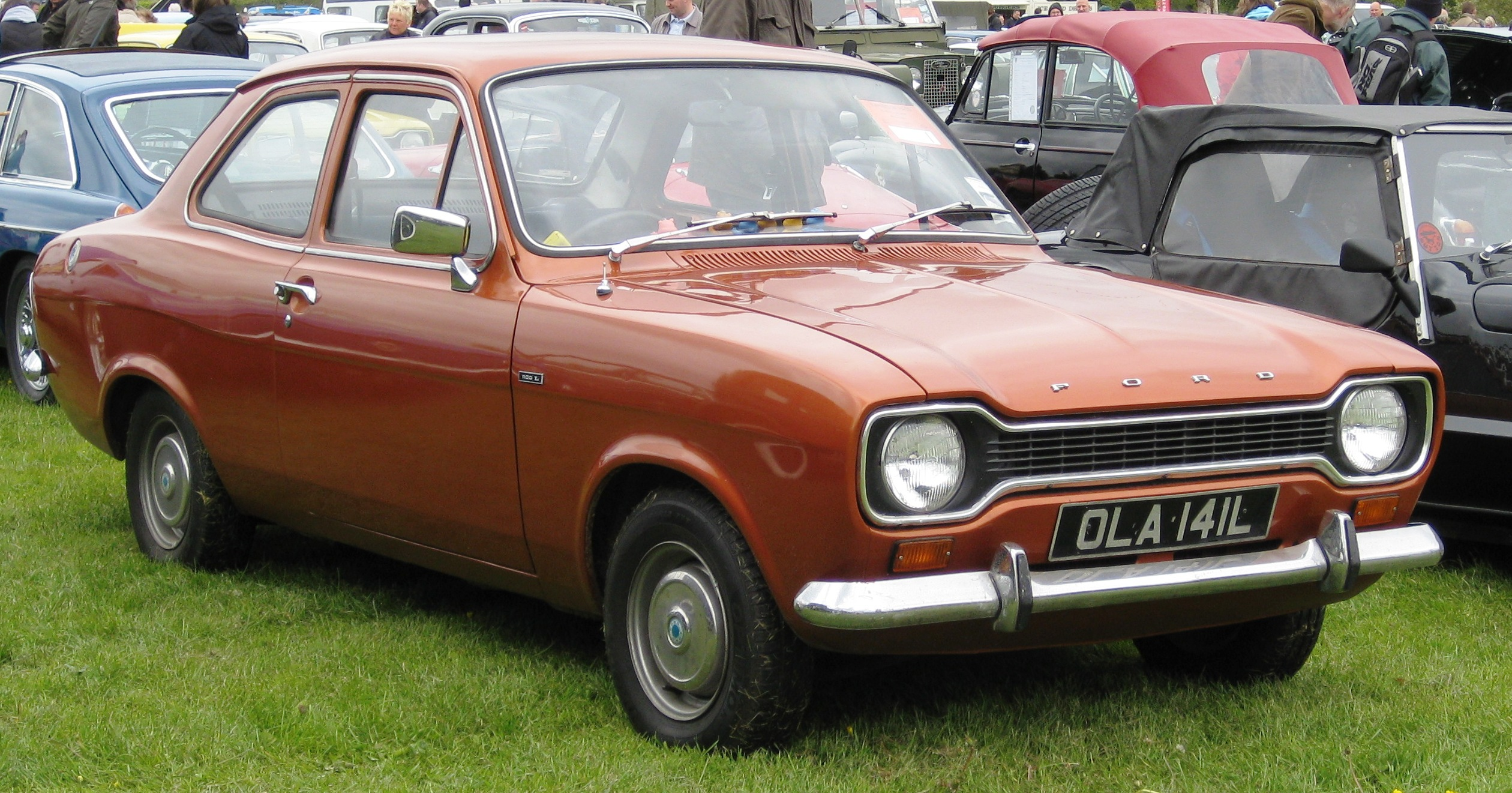
Ford Escort I (1968-1975)

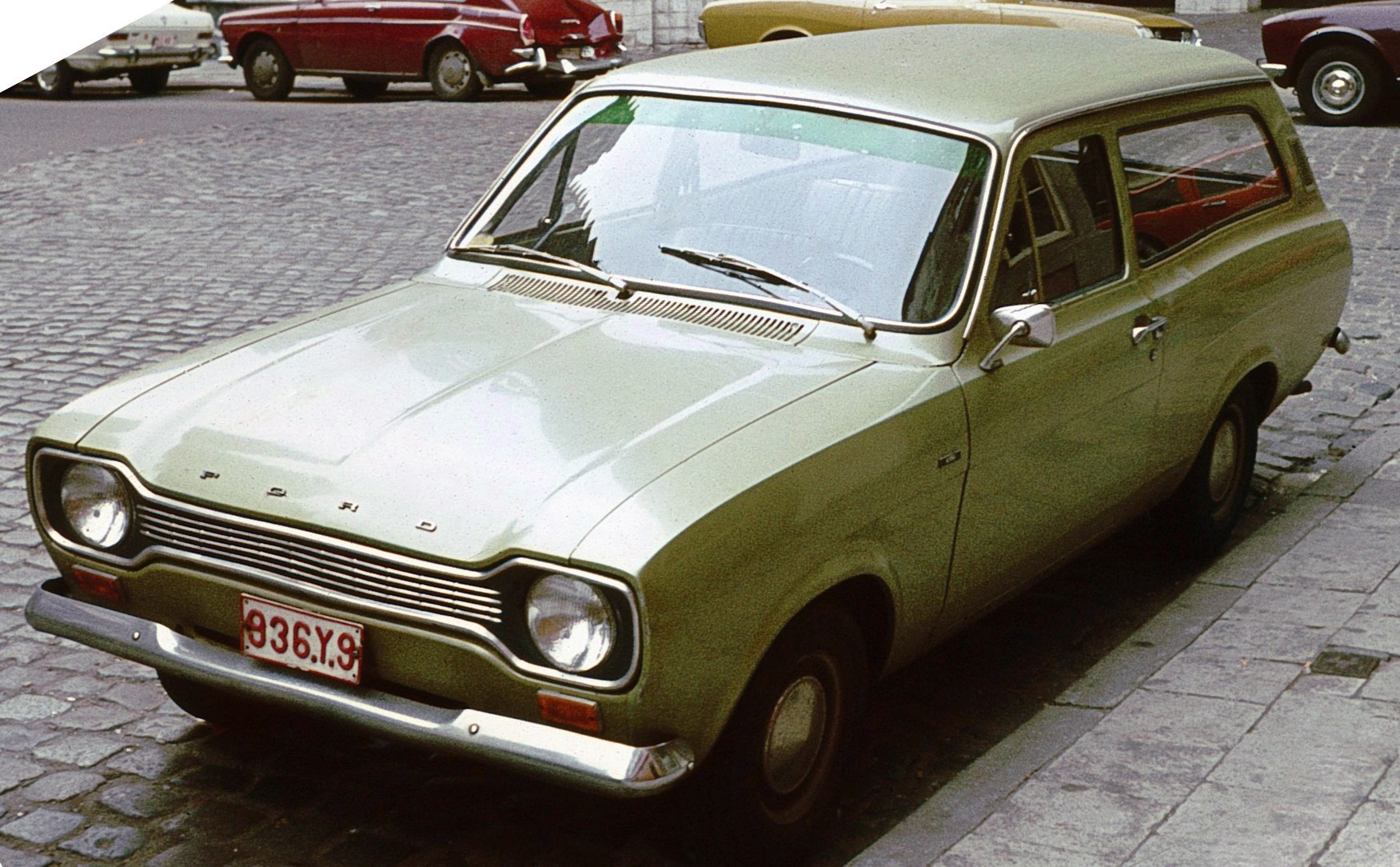
Ford Escort I Estate (1968-1975)

У 1967 році на зміну Anglia прийшов Ford Escort. Escort першого покоління був представлений у вигляді задньопривідного седана у дво-та чотирьохдверній версіях і універсала. У ролі рушійної сили виступали бензинові двигуни сімейства Kent об'ємом 1,1 л (39 і 45 к.с.) і 1,3 л (від 52 до 72 к.с.).
Пропонувалося декілька комплектацій Standart, De Luxe і Super з варіантами виконання Estate (4 двері, 4 місця) і Saloon (2 / 4 двері, 4 місця). Існувало багато спортивних модифікацій (GT, Sport, Twin Cam, Мексика, 1300E, RS1600, RS2000), на які встановлювалися і потужніші двигуни об'ємом до 2,0 л.
За вісім років випуску Escort I розійшовся накладом більш ніж у мільйон автомобілів. Запорукою такої популярності стала участь Escort у різних перегонах.
На початку 1975 року був модернізований автомобіль.

### Ford Escort II (1975—1980)

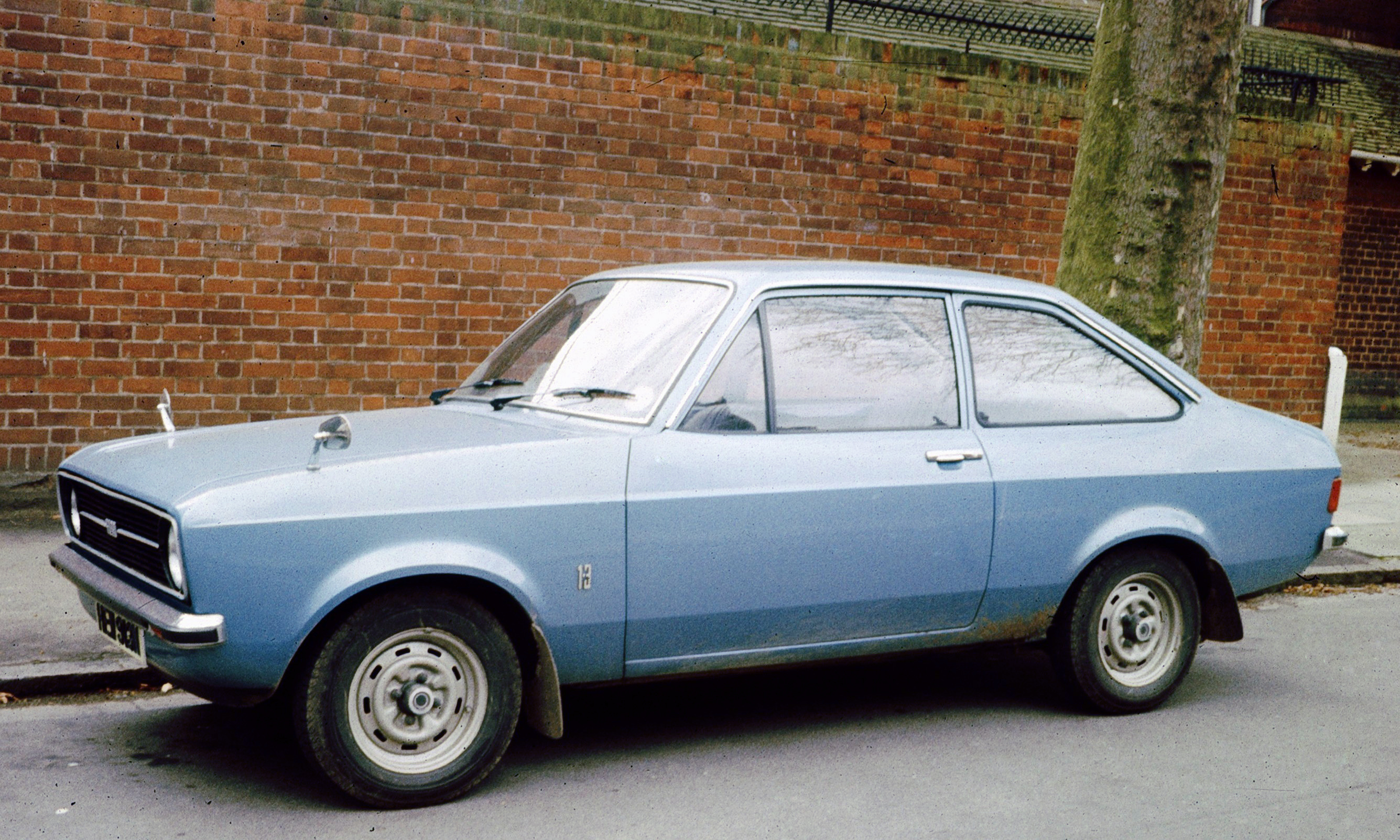
Ford Escort II (1975-1980)

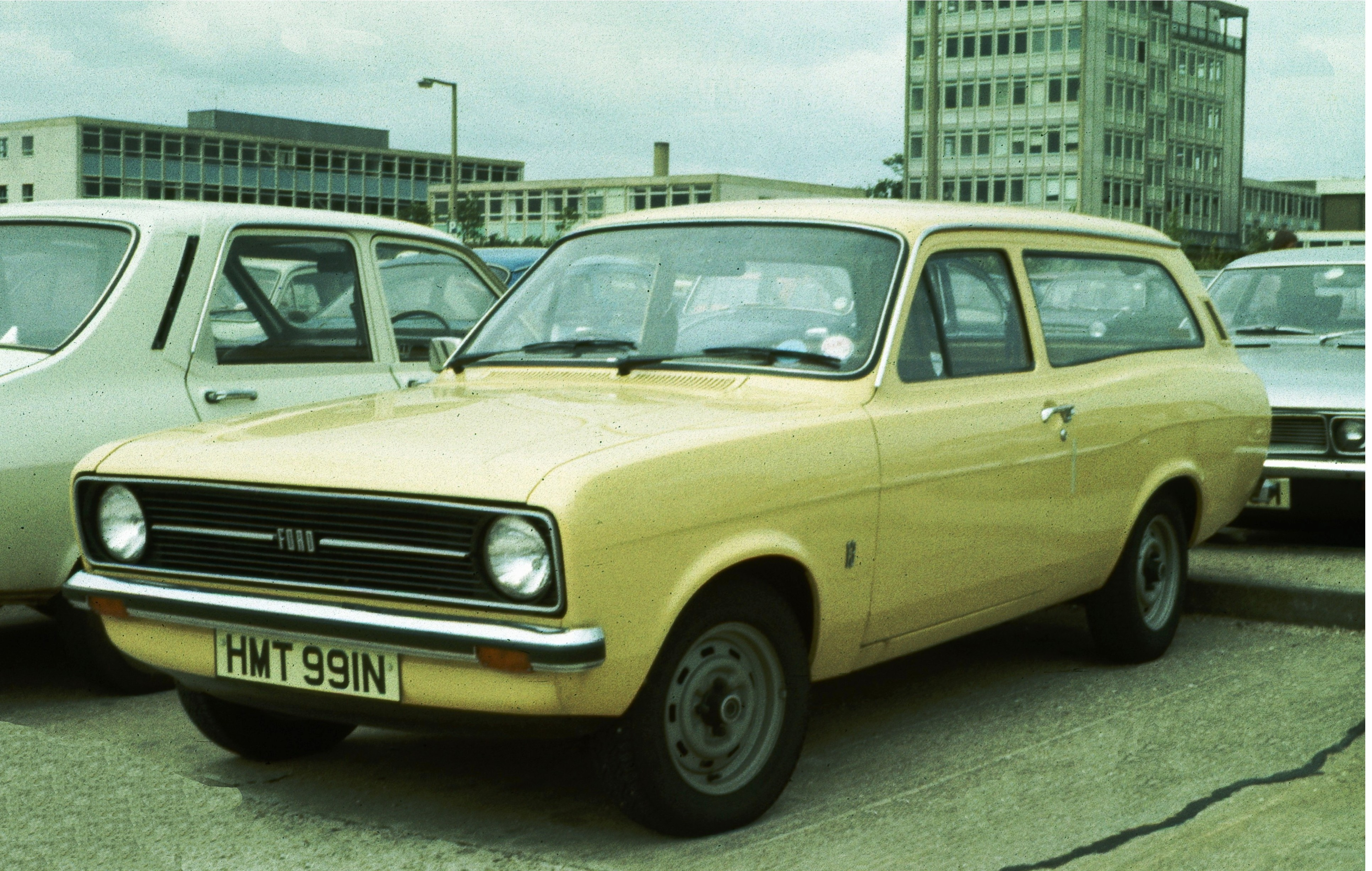
Ford Escort II Turnier (1975-1980)

У 1975 році представлено друге покоління Escort. Його візитною карткою стали модні на той час прямокутні форми. Модель випускалася з кількома варіантами кузовів: седан та універсал (2 / 4 двері, 4 місця), а крім стандартної існували комплектації L, GL, Sport і Ghia.
Гамма двигунів для Escort II була модернізована. На вибір покупця надавалися двигуни об'ємом 1,1 і 1,3 л (від 45 до 70 к.с.), а на спортивні версії Escort II RS встановлювалися двигуни об'ємом 1,6 л (84 к.с.) і 2,0 л (101 і 110 к.с.). На деякі модифікації могла встановлюватися автоматична трансмісія.
Друге покоління протрималося на конвеєрі шість років, за цей час було випущено близько 2 мільйонів автомобілів.

### Ford Escort III (1980—1986)

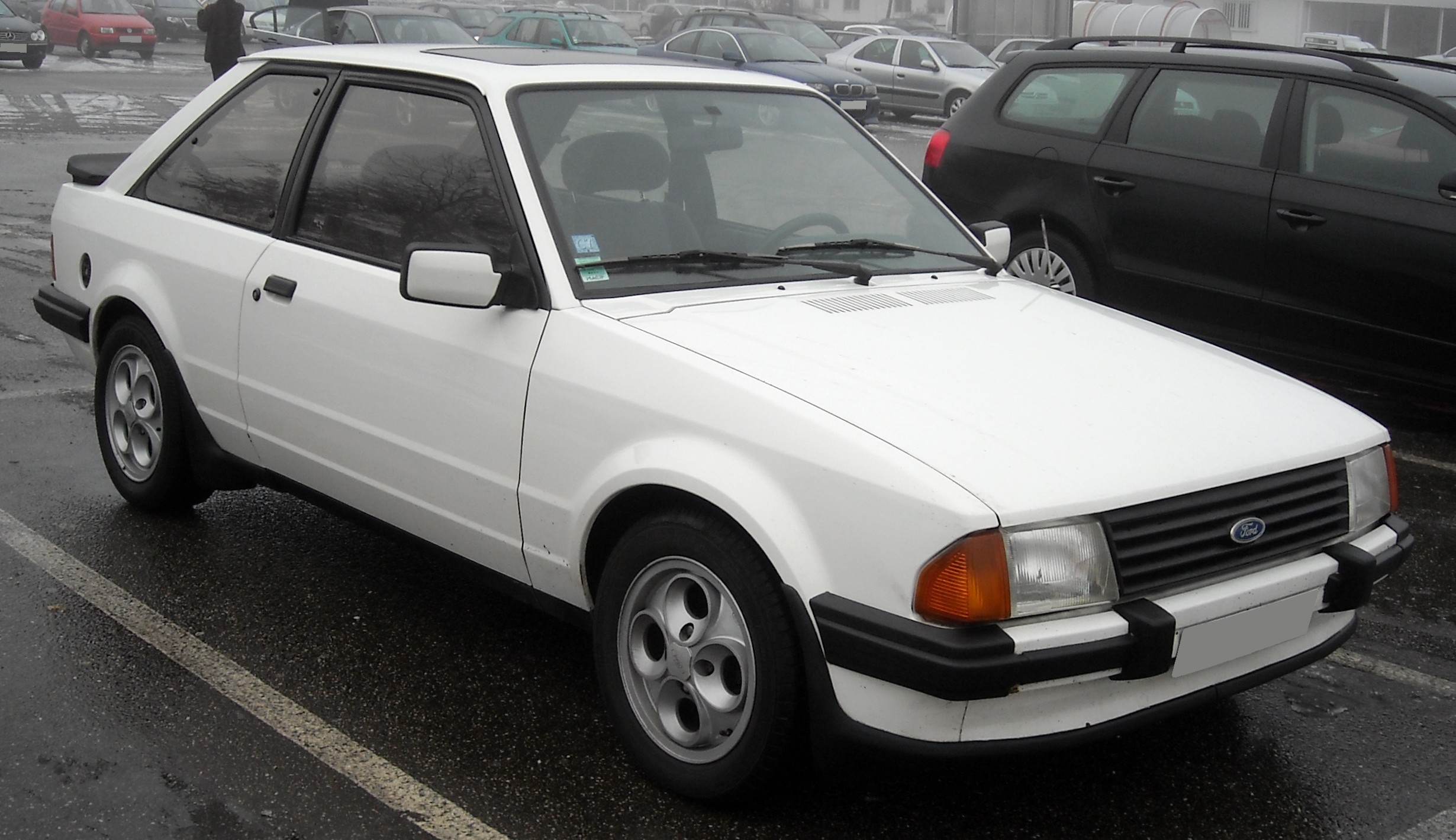
Ford Escort III XR3i (1982-1986)

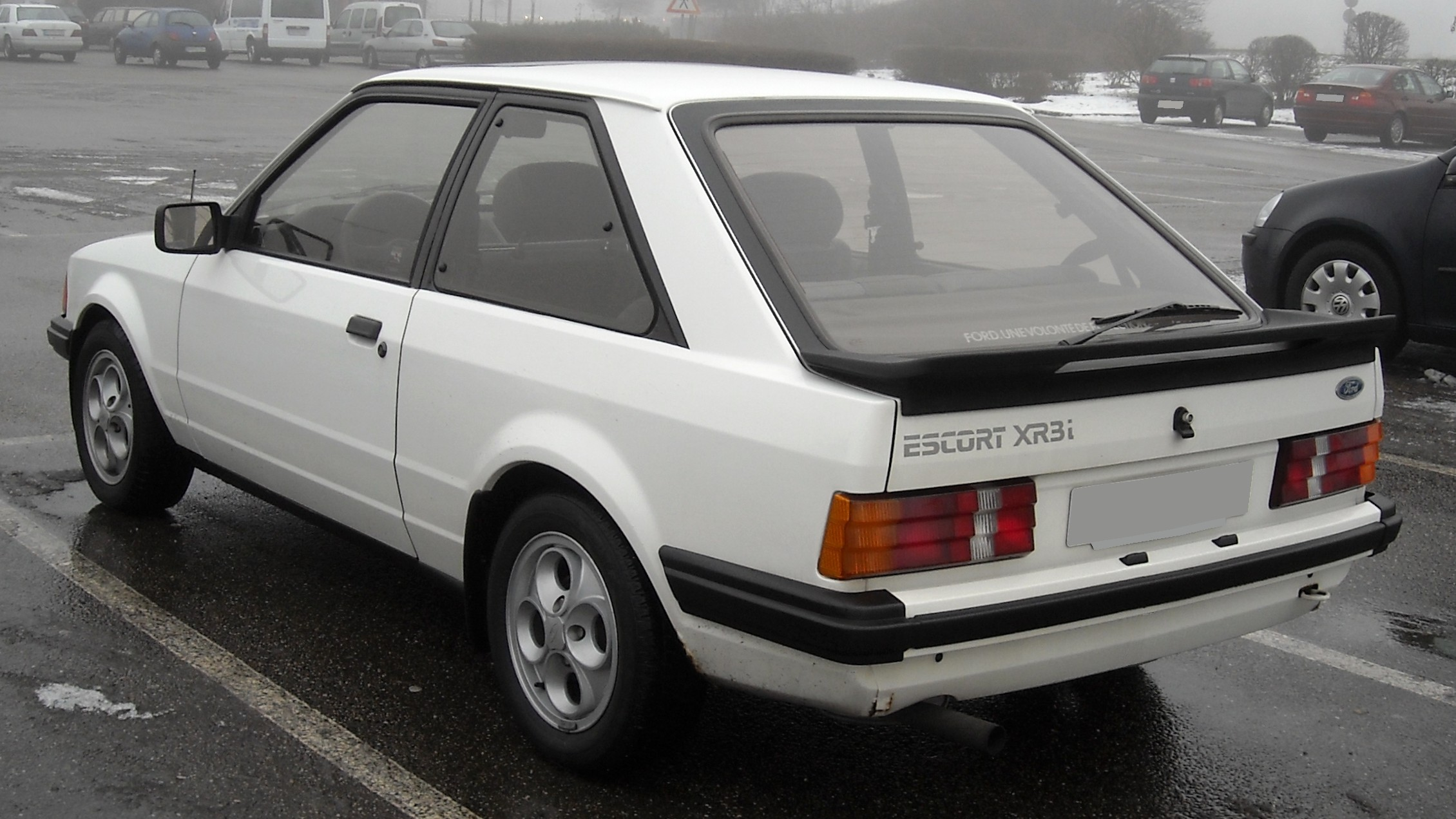
Ford Escort III XR3i (1982-1986)

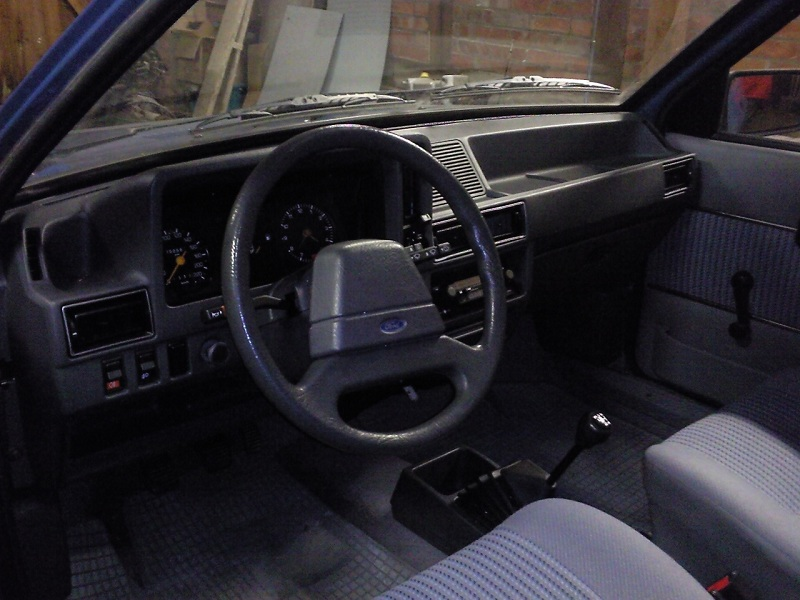

У 1980 році дебютував Escort III. Від своїх попередників він відрізнявся переднім приводом з поперечно розташованим двигуном. Випускався у вигляді трьох-або п'ятидверного хетчбека з модним тоді кутастим дизайном та оригінальною ступеневою формою задніх дверей. 
Escort III Turnier вийшов в 1980 році і мав місткий багажник до 1200 л.
У 1981 році на базі універсала створили пікап Escort Express III.
На Escort III встановлювалися бензинові двигуни сімейств OHV Kent CVH об'ємом від 1,1 до 1,6 л (від 50 до 97 к.с.), а також дизель об'ємом 1,6 л (54 к.с.).
З 1982 року починає випускатися спортивний трьохдверний Escort XR3i III. Цей автомобіль оснащувався інжекторним двигуном об'ємом 1,6 л (105 к.с.) і додатковими спойлерами.
З 1983 року випускається модифікація з кузовом седан, яка називалася Orion. Також в 1983 році на світ з'явився кабріолет Escort III Cabrio.
Для всіх модифікацій пропонувалися найрізноманітніші комплектації - від простої базової до люксової Ghia.
У 1984 році виходить потужніша модифікація Escort III RS Turbo з турбованим інжекторним двигуном об'ємом 1,6 л (132 к.с.). На модифікації з двигуном об'ємом 1,6 л потужністю 90 к.с. встановлювалися 3 діапазонна автоматична трансмісія.

#### Двигуни
- 1.1 L Valencia I4
- 1.1 L CVH I4
- 1.3 L CHT I4
- 1.3 L CVH I4
- 1.6 L CHT I4
- 1.6 L CVH I4
- 1.6 L CVH Turbo I4
- 1.6 L LT diesel I4

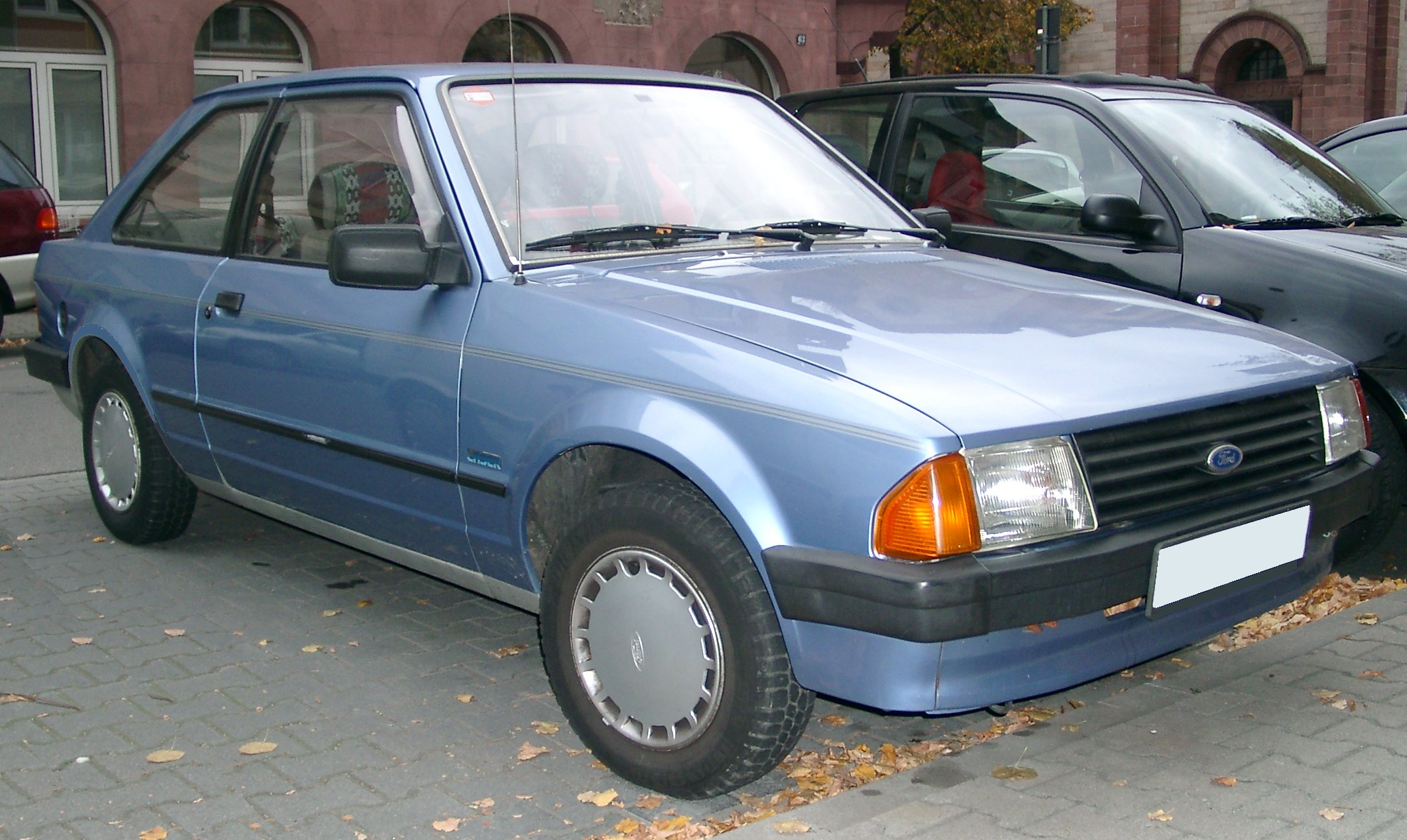
Ford Escort III 3дв. (1980-1986)
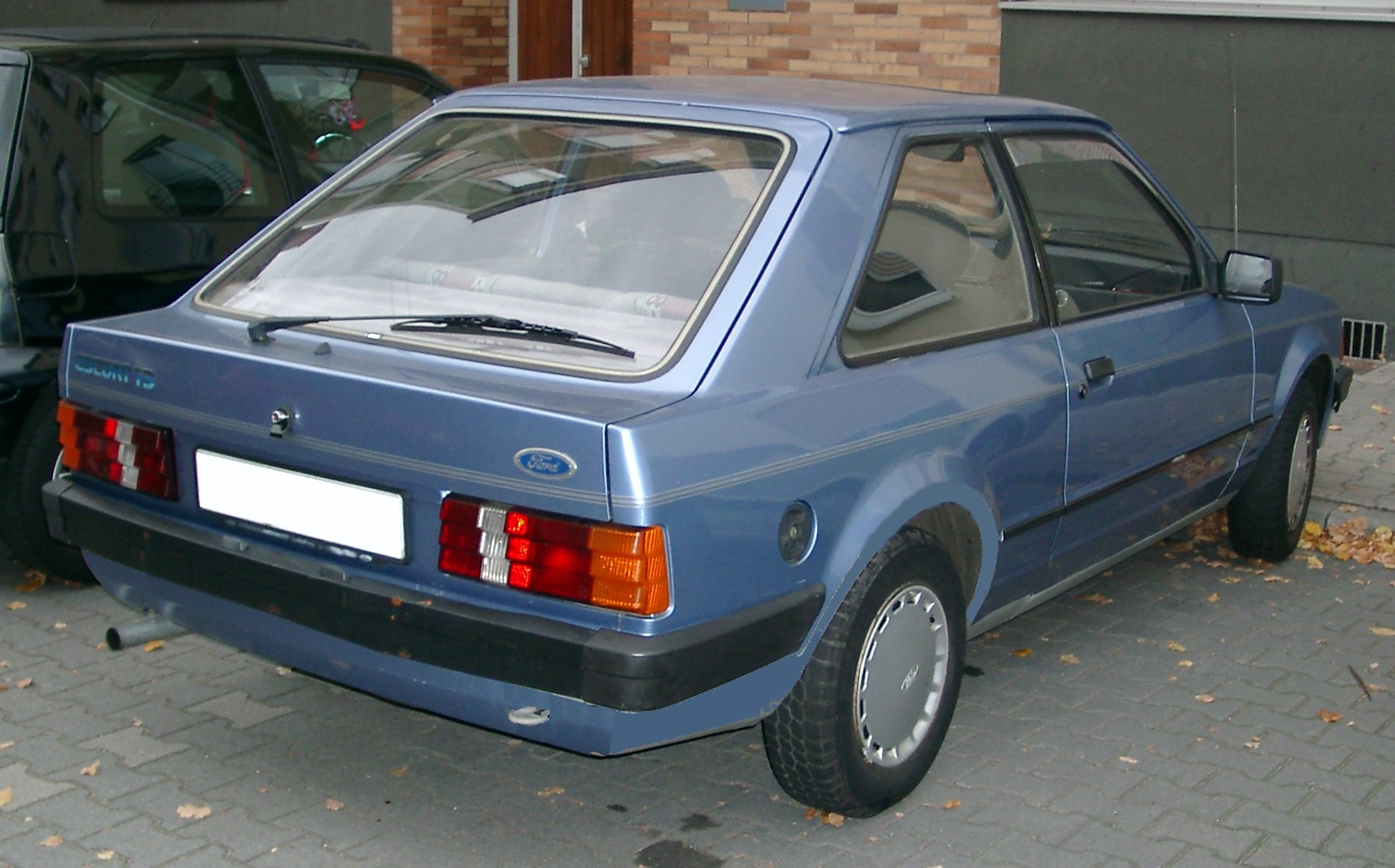
Ford Escort III 3дв. (1980-1986)
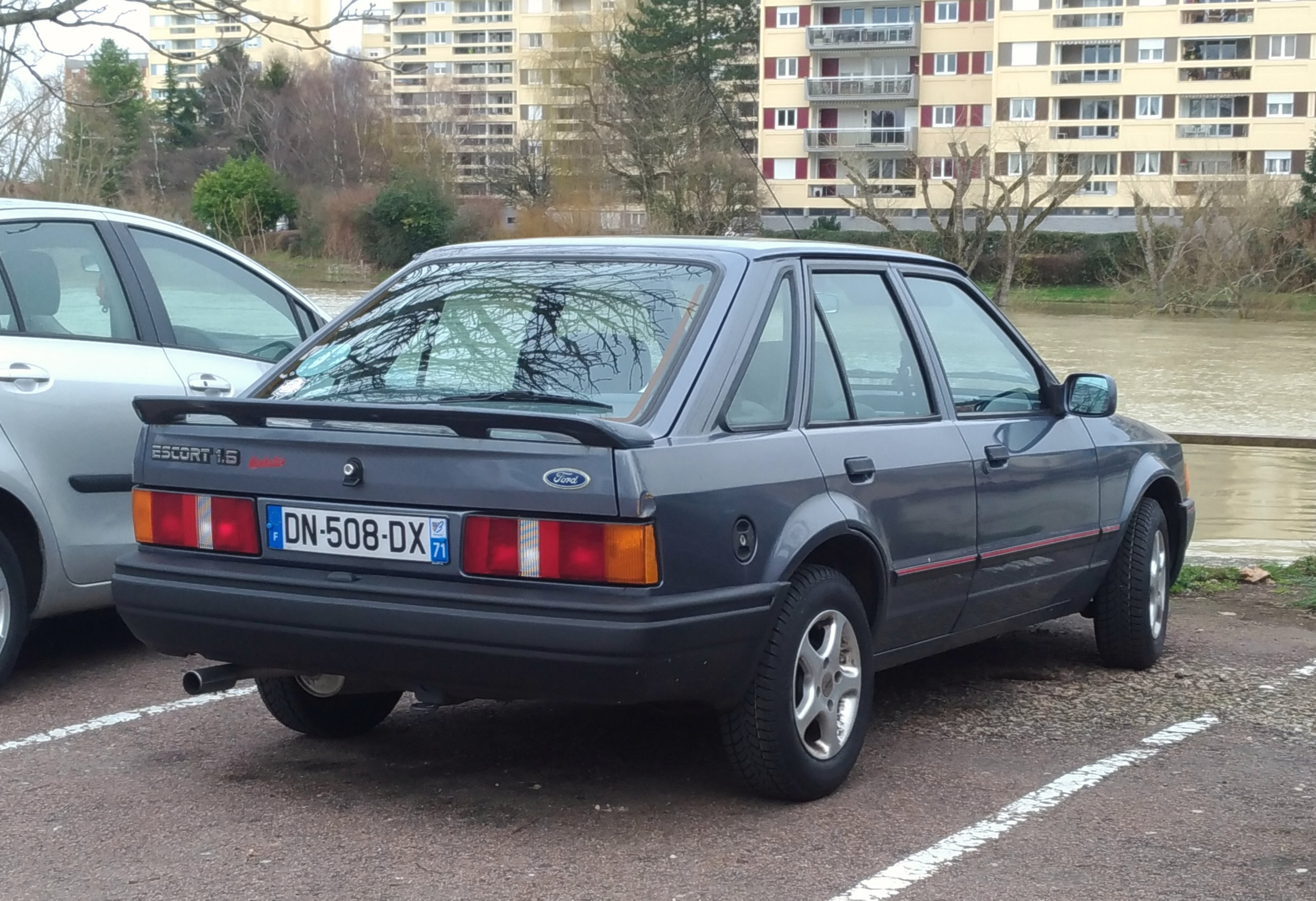
Ford Escort III 5дв. (1980-1986)
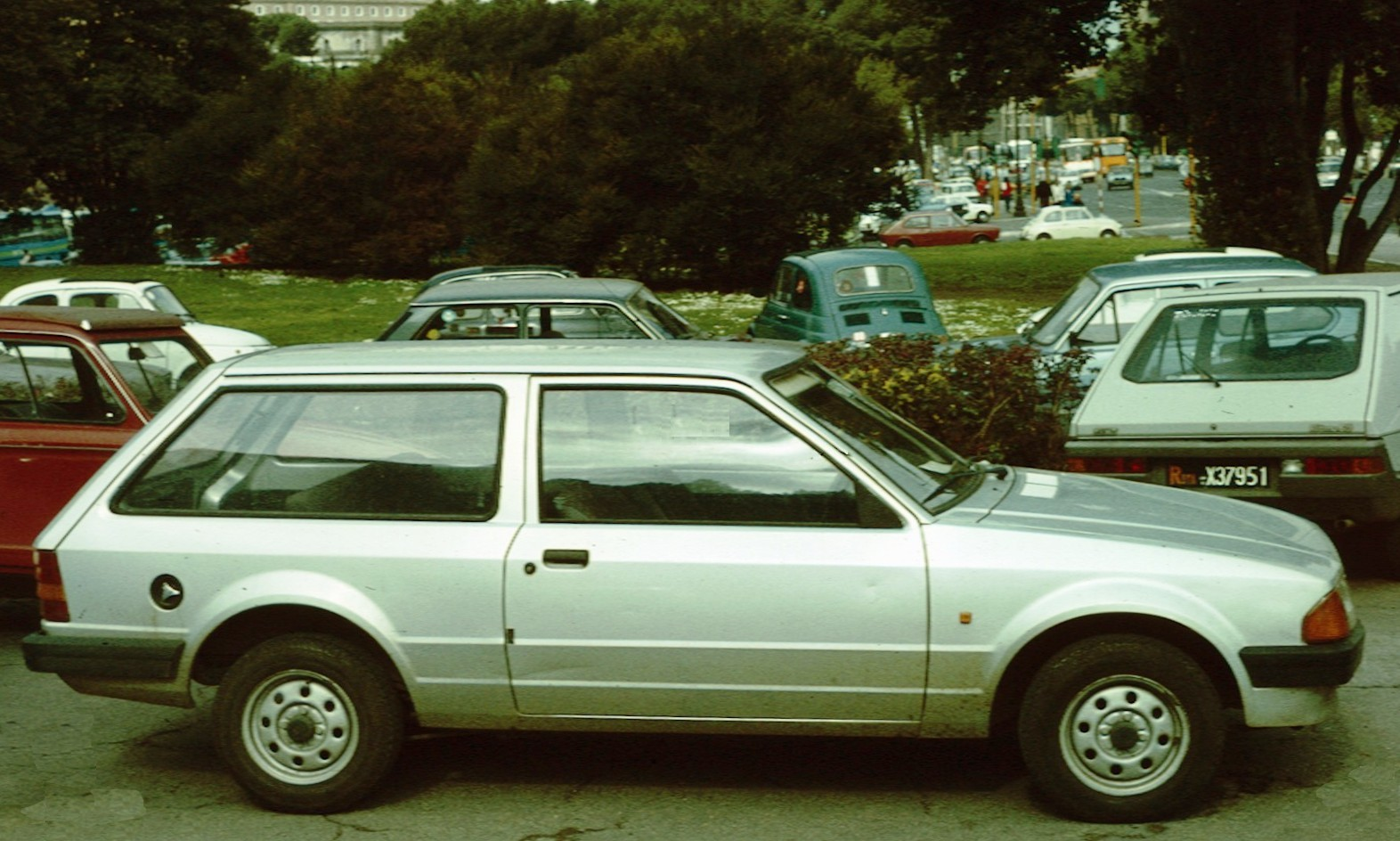
Ford Escort III Turnier (1980-1986)
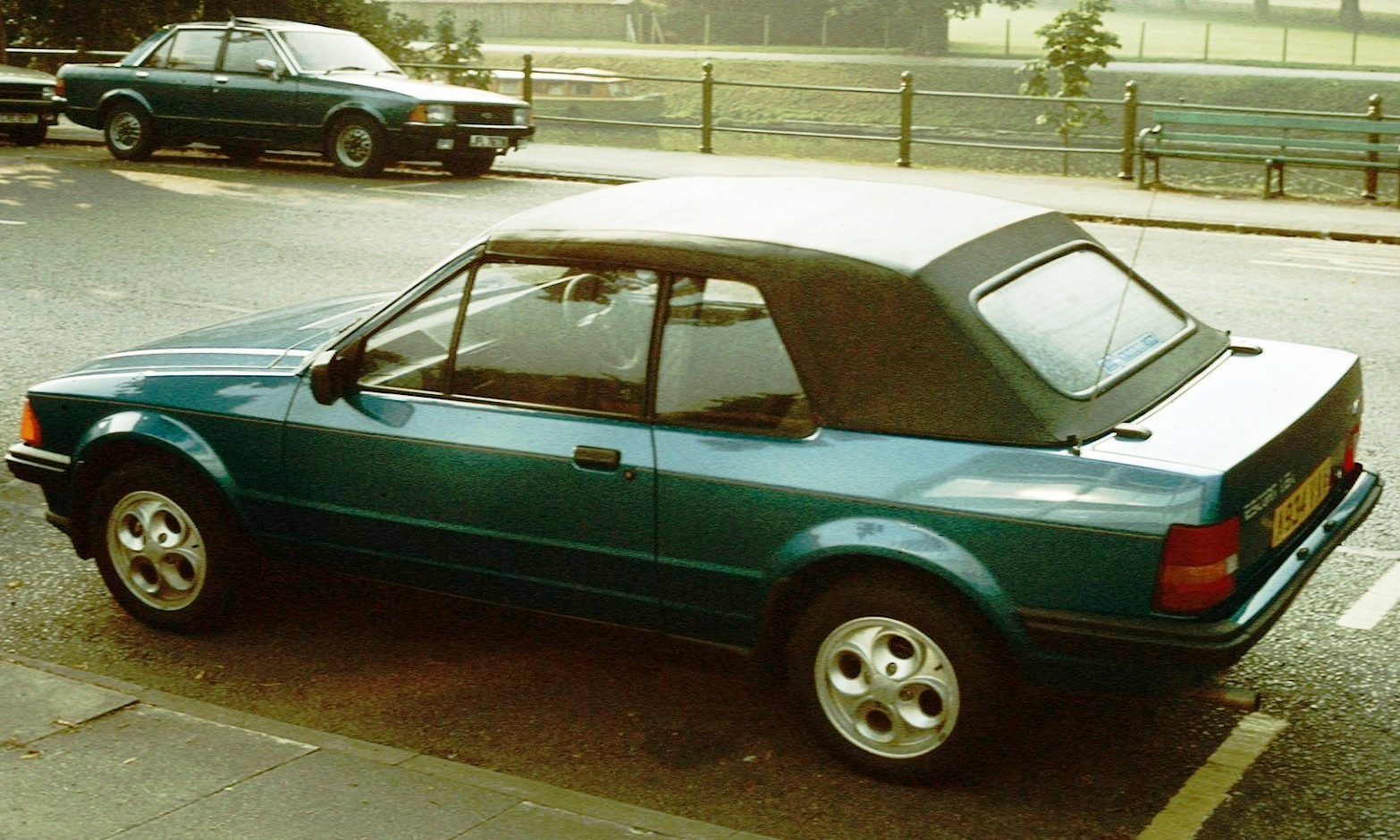
Ford Escort III Cabriolet (1983-1986)
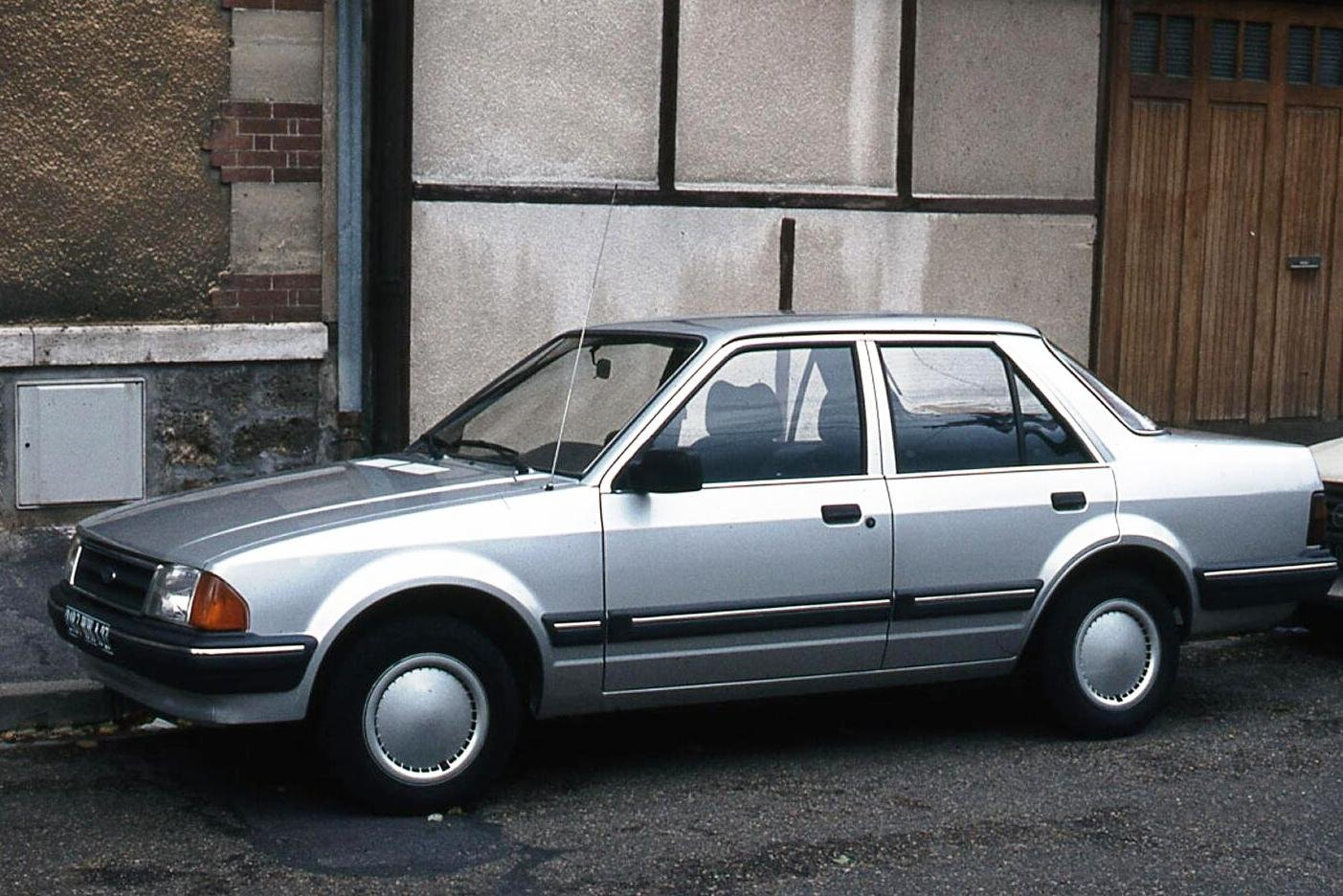
Ford Orion I (1983-1986)

### Ford Escort IV (1986—1990)

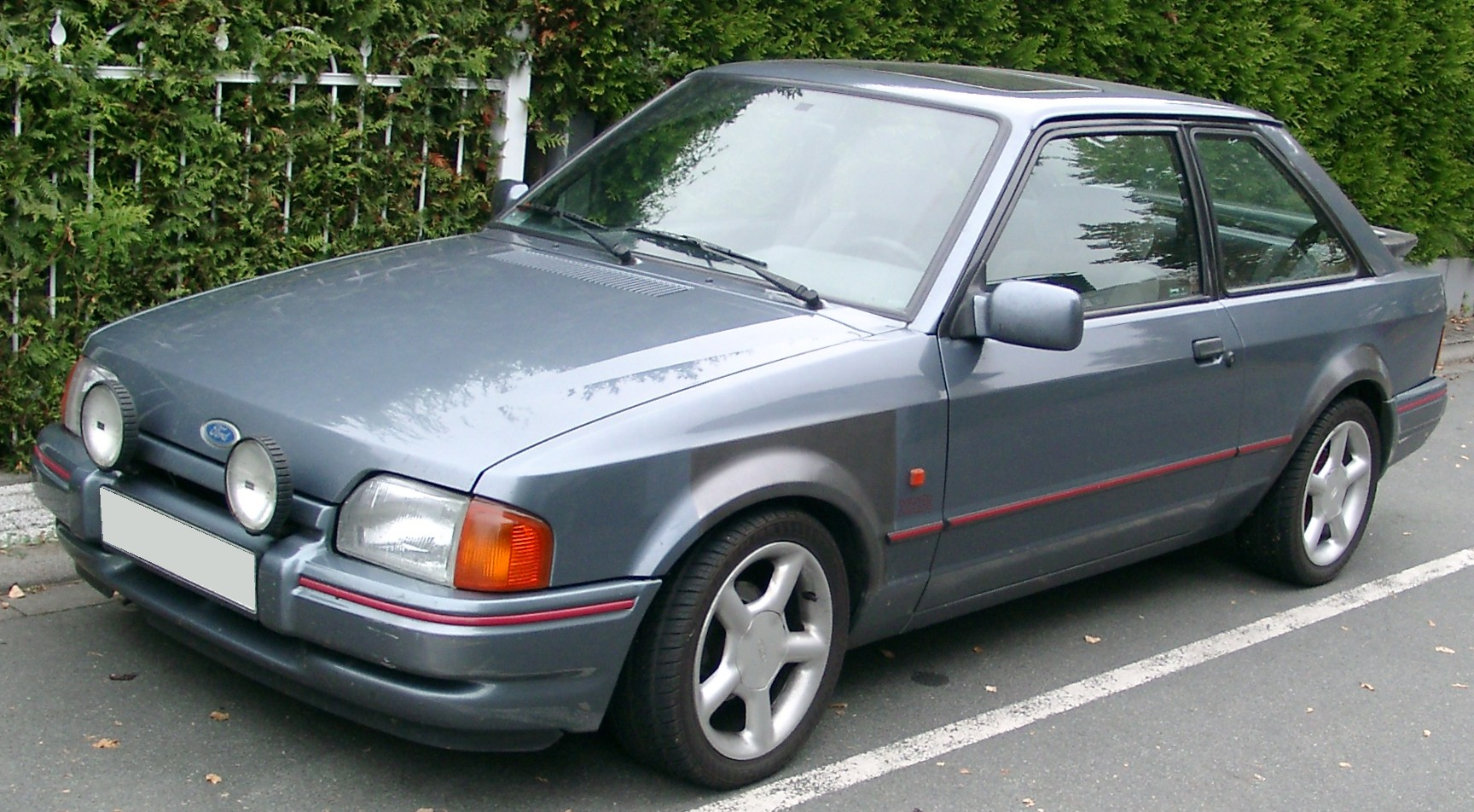
Ford Escort IV XR3i (1986-1990)

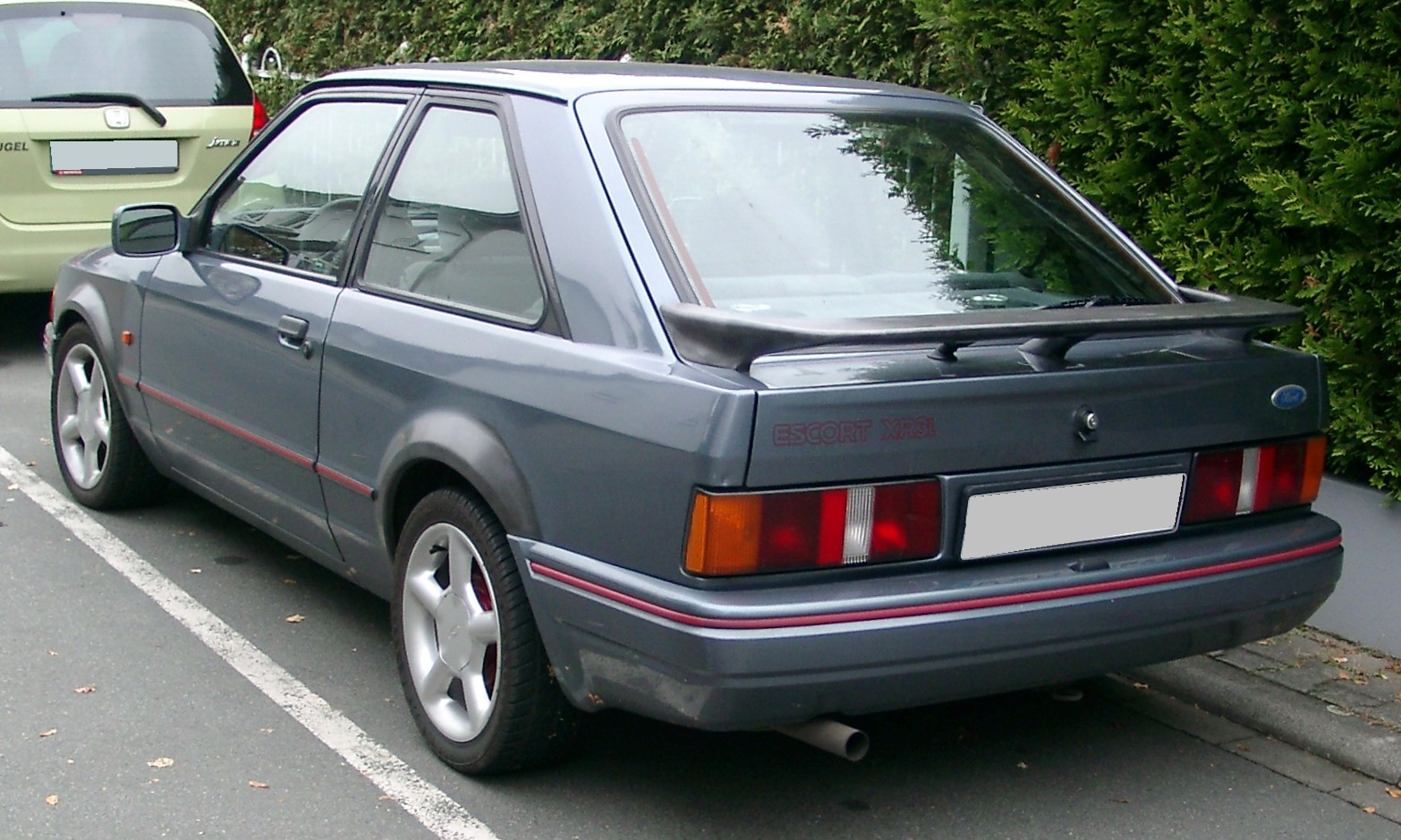
Ford Escort IV XR3i (1986-1990)

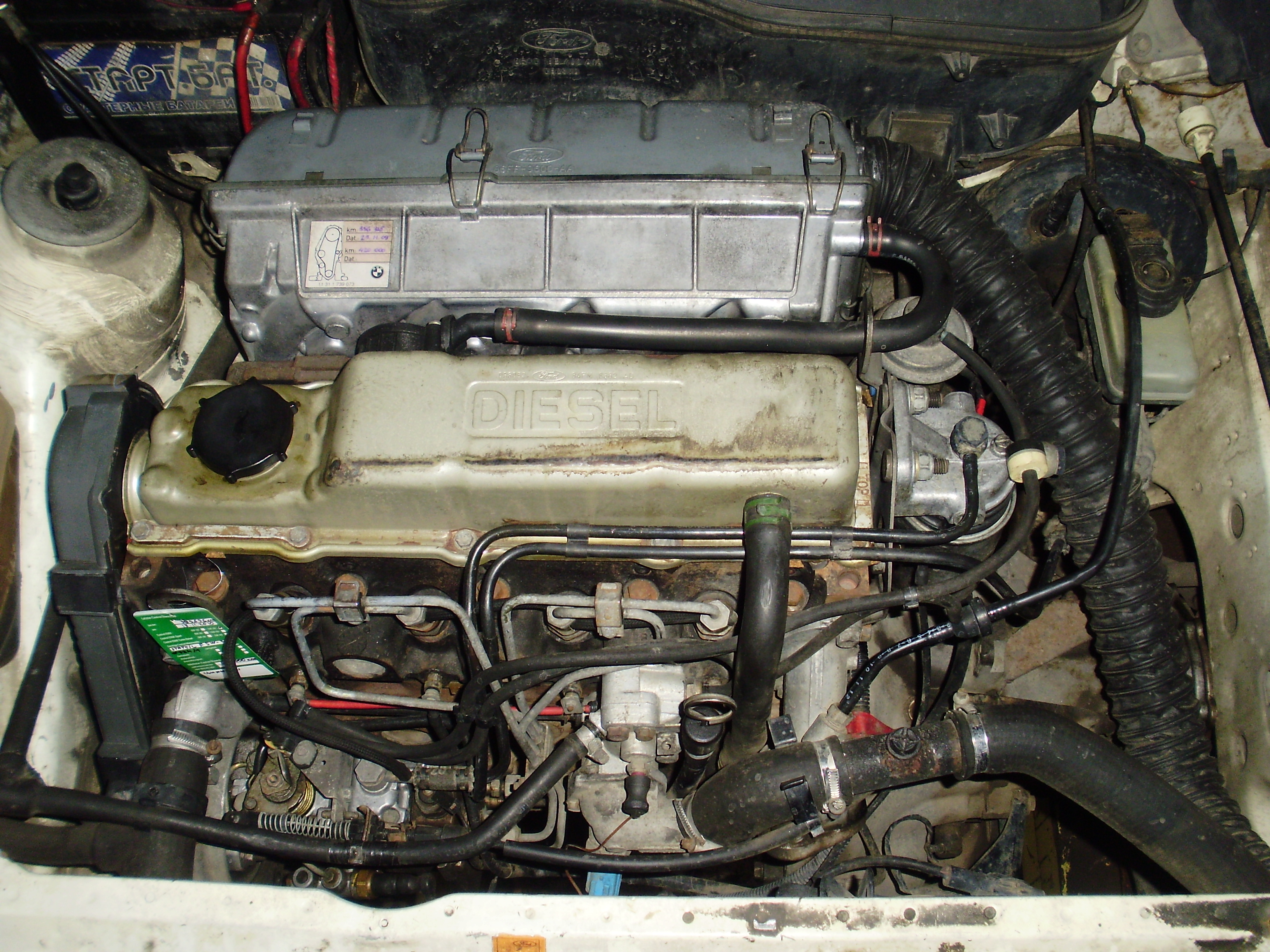
двигун 1,6 дизель LTC (1986-1988)

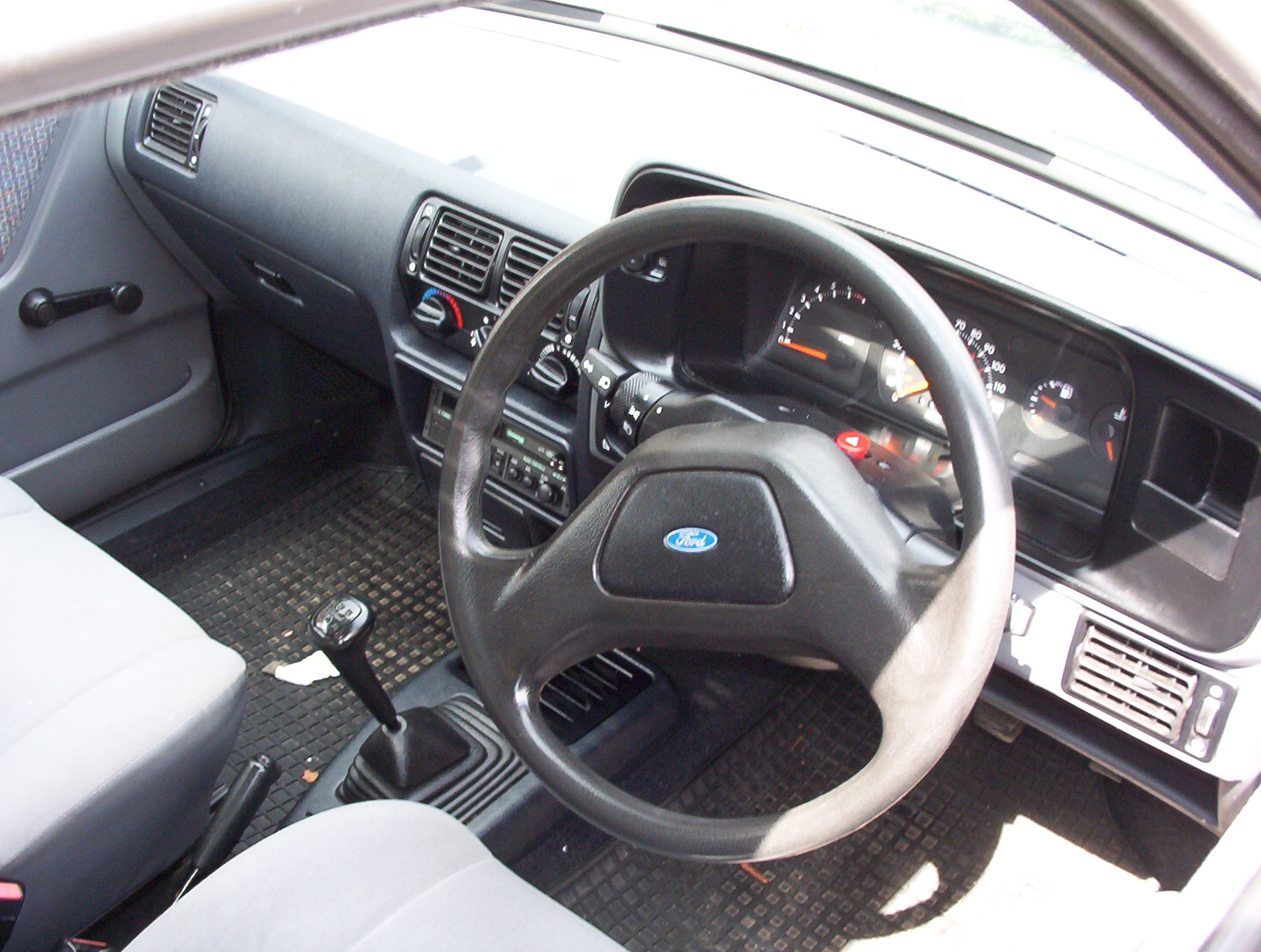

У 1986 році Escort III пережив косметичну модернізацію, в результаті якої з'явилося четверте покоління Escort.
В основному зміни торкнулися дизайну бамперів (вони стали ширшими) капота і салону. Модифікація з кузовом седан і раніше називалася Orion. Крім неї, випускалися 3-і 5-ти дверні хетчбеки Escort IV, універсал Escort IV Turnier, пікап Escort IV Express і кабріолет Escort IV Cabriolet.
Змінилася й лінійка двигунів — на Escort IV встановлювалися бензинові карбюраторні і інжекторні двигуни об'ємом від 1,1 до 1,6 л (від 50 до 102 к.с.), а також дизель об'ємом 1,6 л (54 к.с.) до 1988 року, якому на заміну прийшов модернізований двигун 1,8 л (60 к.с.). Тривав випуск спортивних версій Escort IV XR3i і Escort RS Turbo з двигунами об'ємом 1,6 л (відповідно, 105 і 132 к.с.).
З січня 1987 року всі автомобілі почали оснащувати каталітичним нейтралізатором відпрацьованих газів.
Виробництво Escort IV тривало до осені 1990 року.

### Двигуни
(станом на 1988 рік)
| 4-х ціліндрові рядні двигуни    | 1.3 л       | 1.3 л з кат. | 1.4 л       | 1.4 л і з кат. | 1.6 л       | 1.6 л і з кат.      | 1.6 л і             | 1.6 л і RS Turbo    | 1.6 л Diesel                                                         | 1.8 л Diesel                                                         |
| ------------------------------- | ----------- | ------------ | ----------- | -------------- | ----------- | ------------------- | ------------------- | ------------------- | -------------------------------------------------------------------- | -------------------------------------------------------------------- |
| 4-х ціліндрові рядні двигуни    | OHV         | OHV          | CVH         | CVH            | CVH         | CVH                 | CVH                 | CVH                 | OHC                                                                  | OHC                                                                  |
| Об'єм (см³)                     | 1297        | 1297         | 1392        | 1392           | 1597        | 1597                | 1597                | 1597                | 1608                                                                 | 1753                                                                 |
| Потужність кВт (к.с.) при об/хв | 44(60) 5000 | 44(60) 5000  | 54(73) 5500 | 54(73) 5600    | 66(90) 5800 | 66(90) 5800         | 77(105) 6000        | 97(132) 5750        | 40(54) 4800                                                          | 44(60) 4800                                                          |
| Обертаючий момент Нм/ при об/хв | 100/3000    | 97/3000      | 108/4000    | 103/4000       | 133/4000    | 123/4600            | 138/4800            | 180/2750            | 95/3000                                                              | 110/2500                                                             |
| Система живлення                | карбюратор  | карбюратор   | карбюратор  | центр. вприск  | карбюратор  | розподілений вприск | розподілений вприск | розподілений вприск | розподільний ПНВТ типу VE «Bosch» або роторний ПНВТ типу DPC «Lucas» | розподільний ПНВТ типу VE «Bosch» або роторний ПНВТ типу DPC «Lucas» |

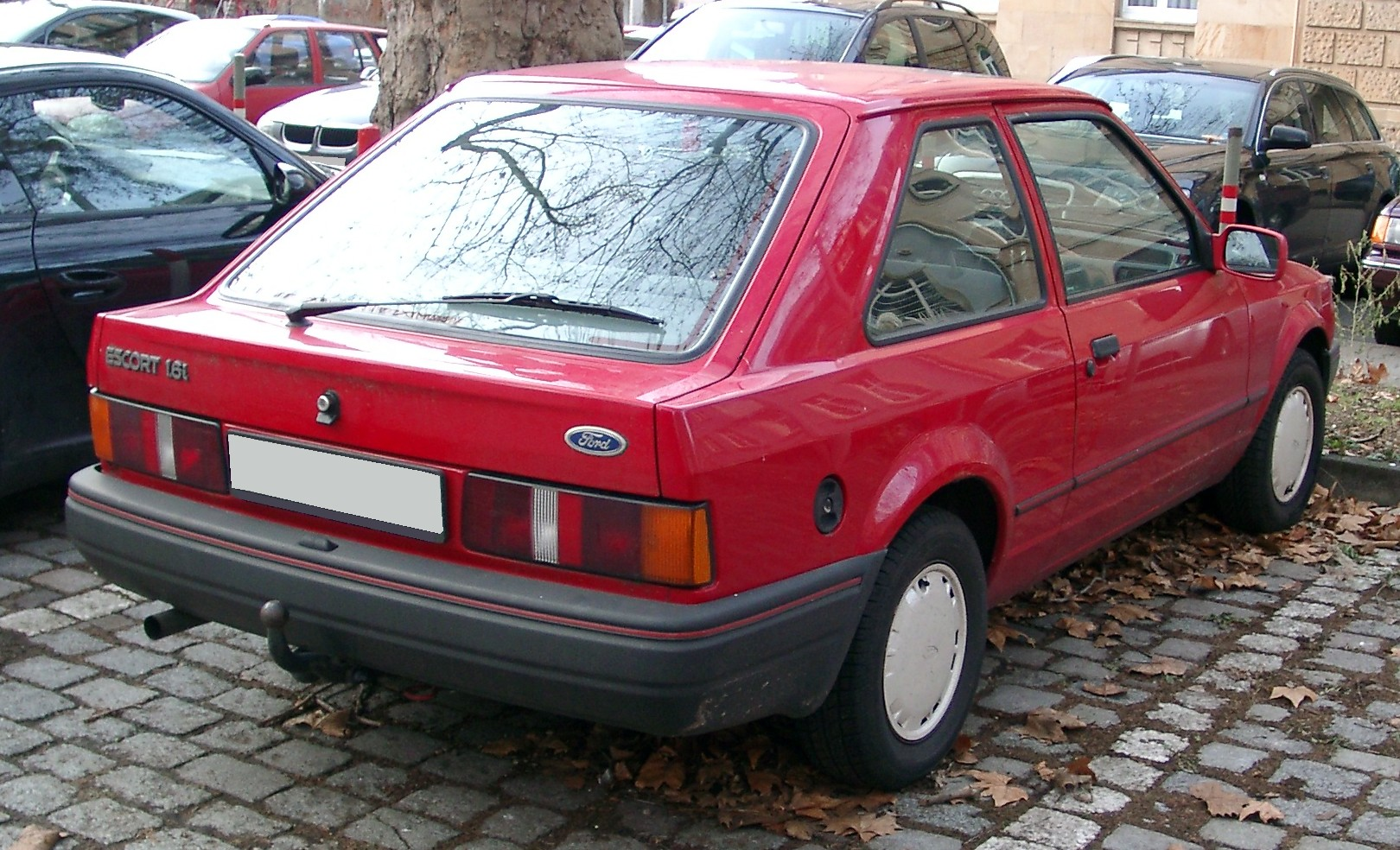
Ford Escort IV 3дв. (1986-1990)
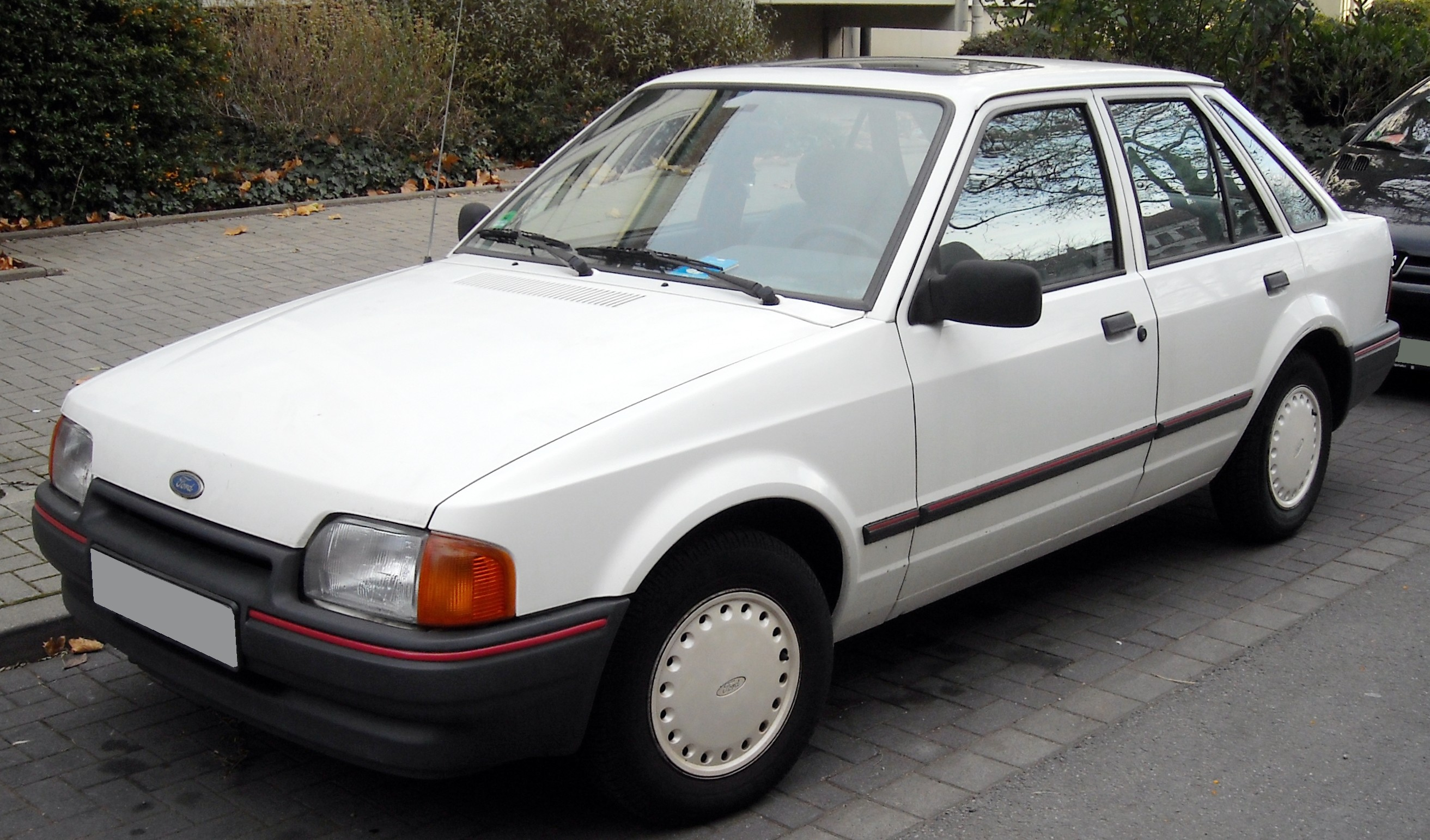
Ford Escort IV 5дв. (1986-1990)
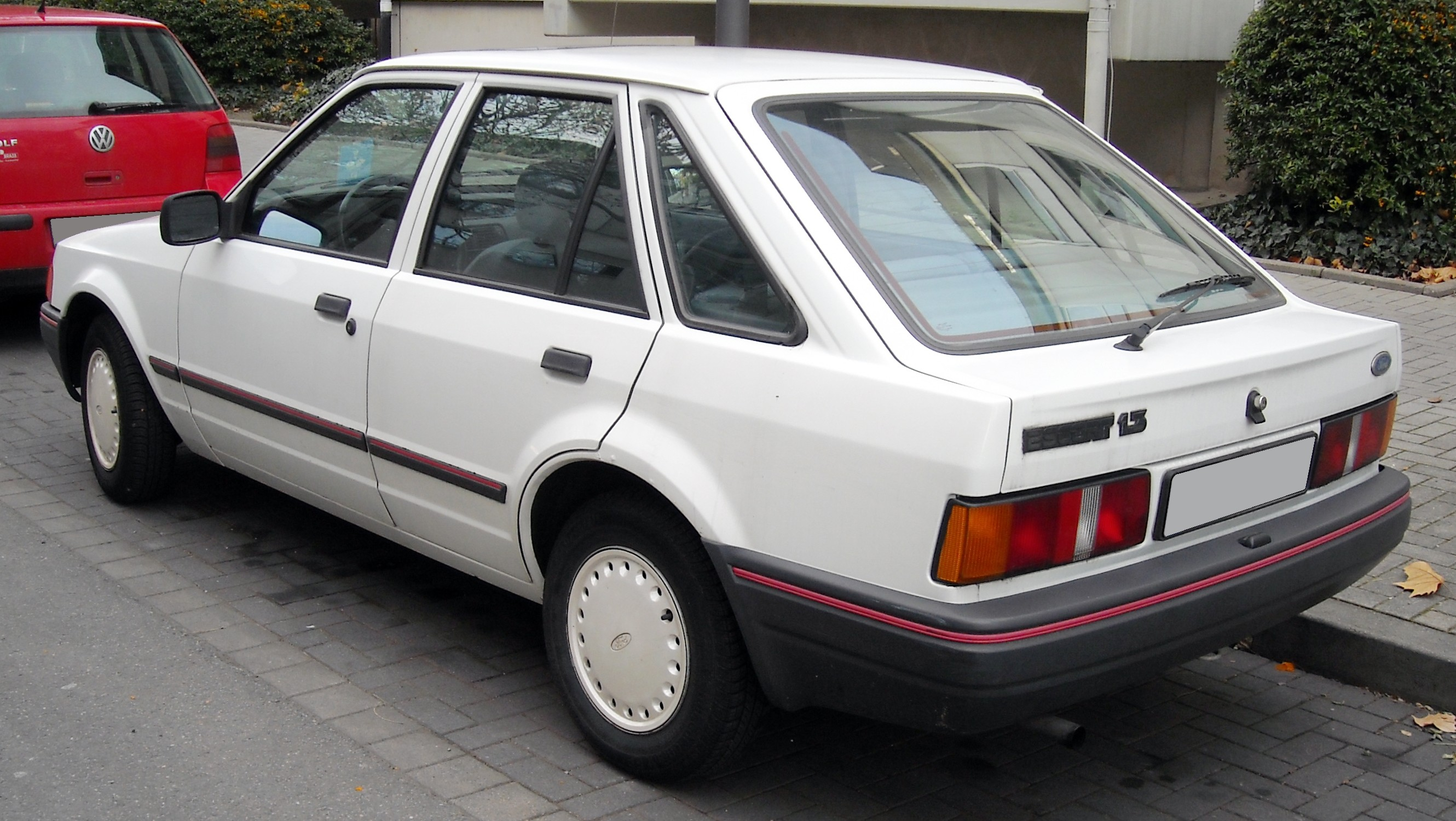
Ford Escort IV 5дв. (1986-1990)
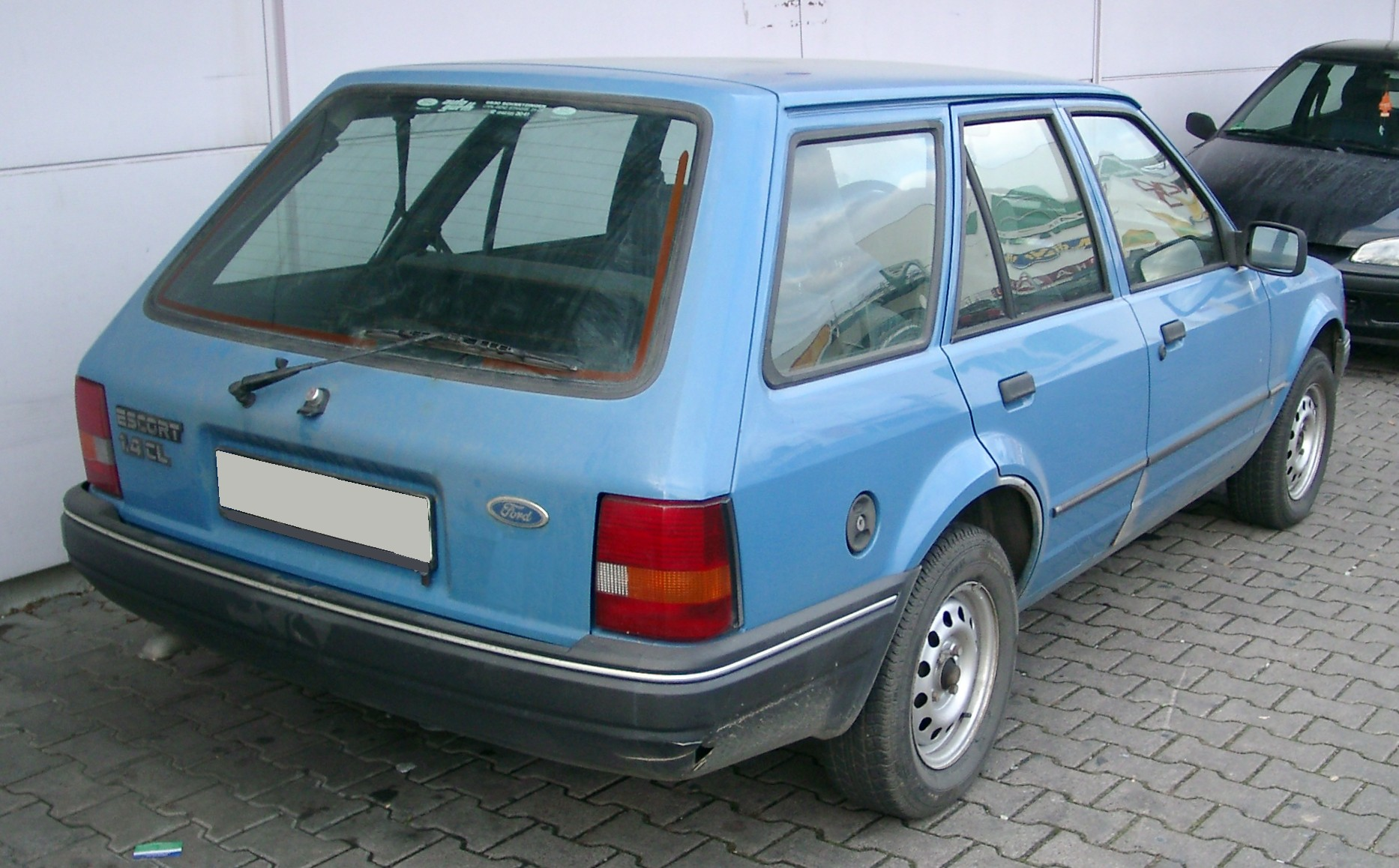
Ford Escort IV Turnier (1986-1990)
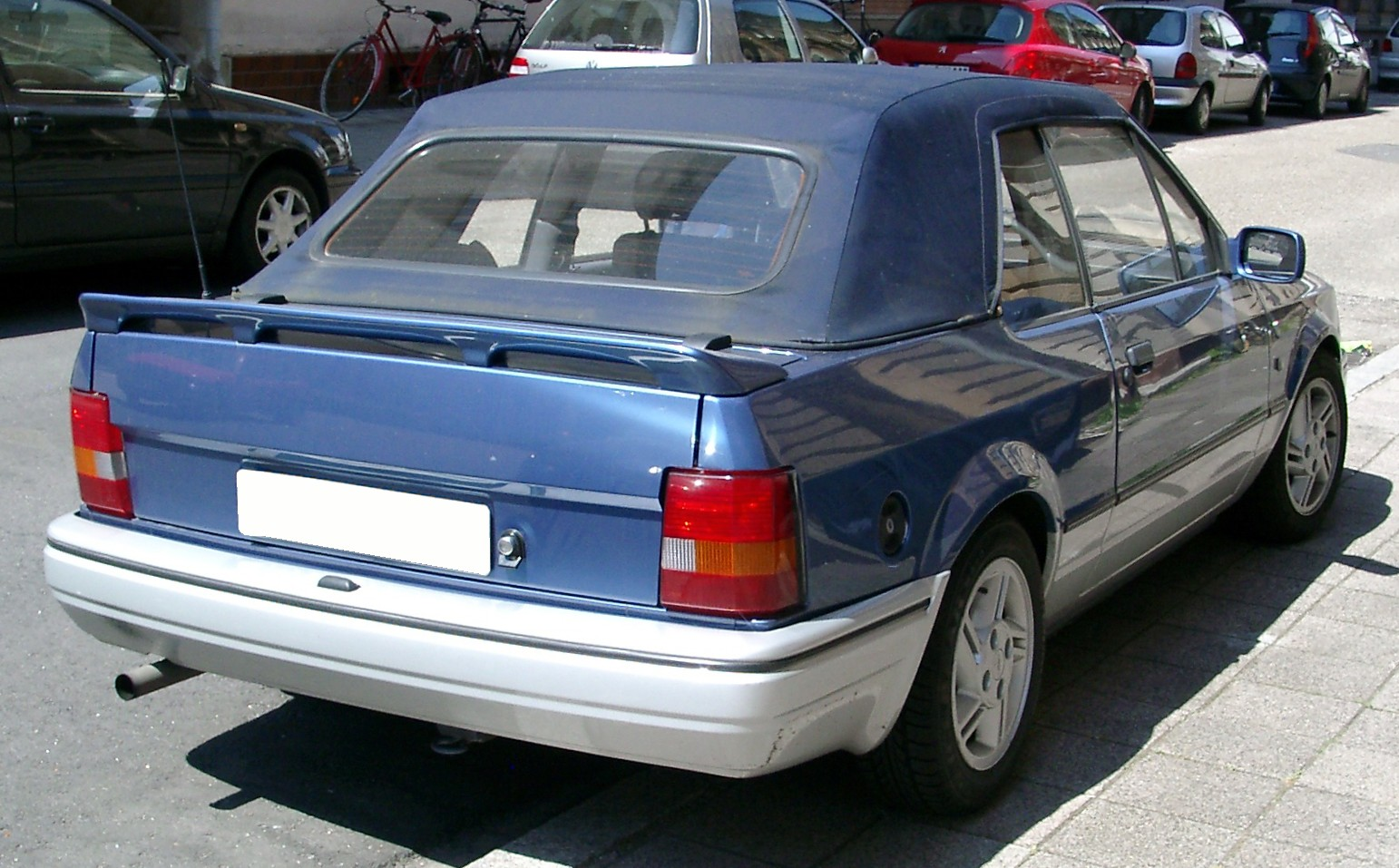
Ford Escort IV Cabriolet (1986-1990)
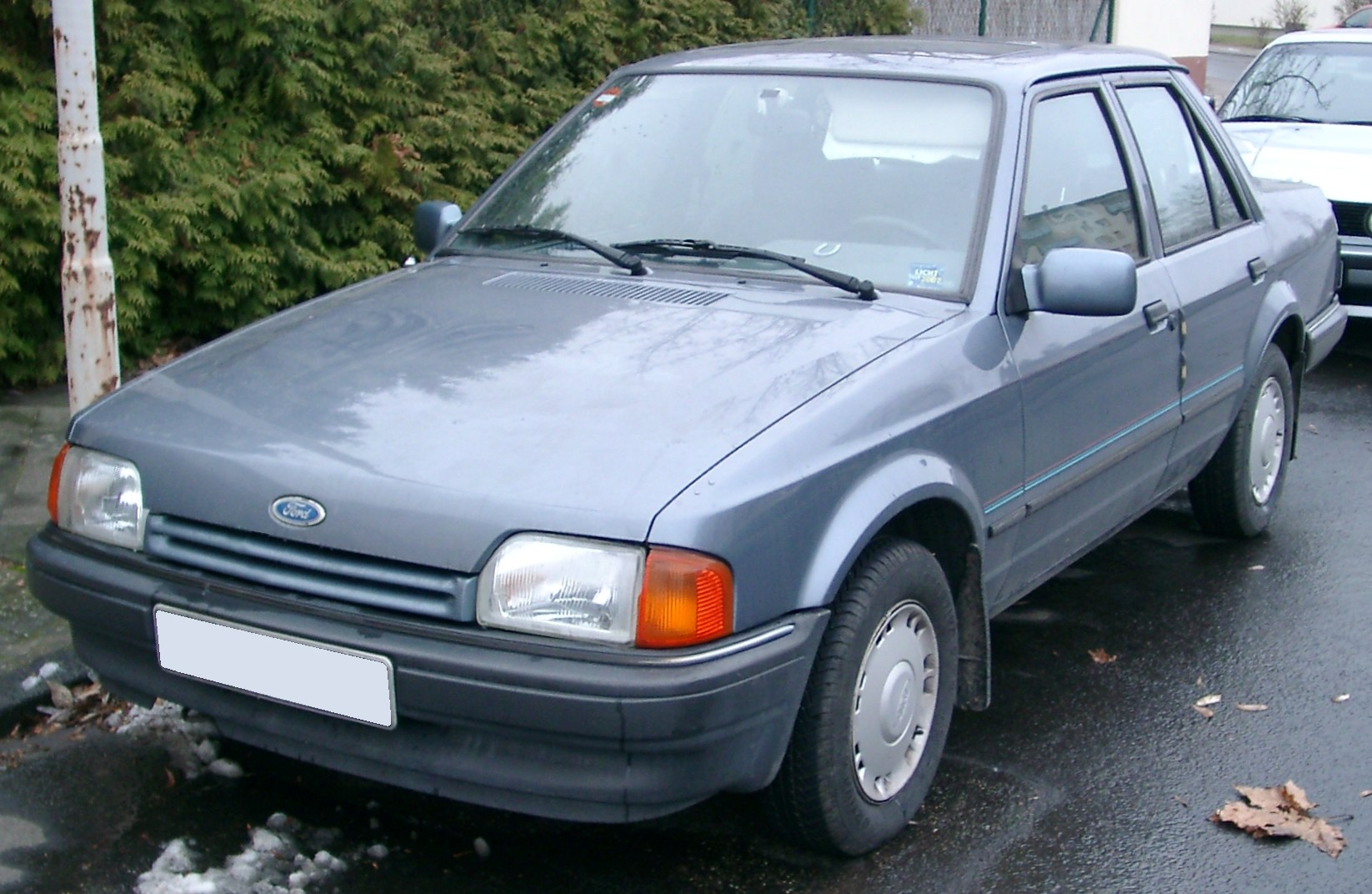
Ford Orion II (1986-1990)
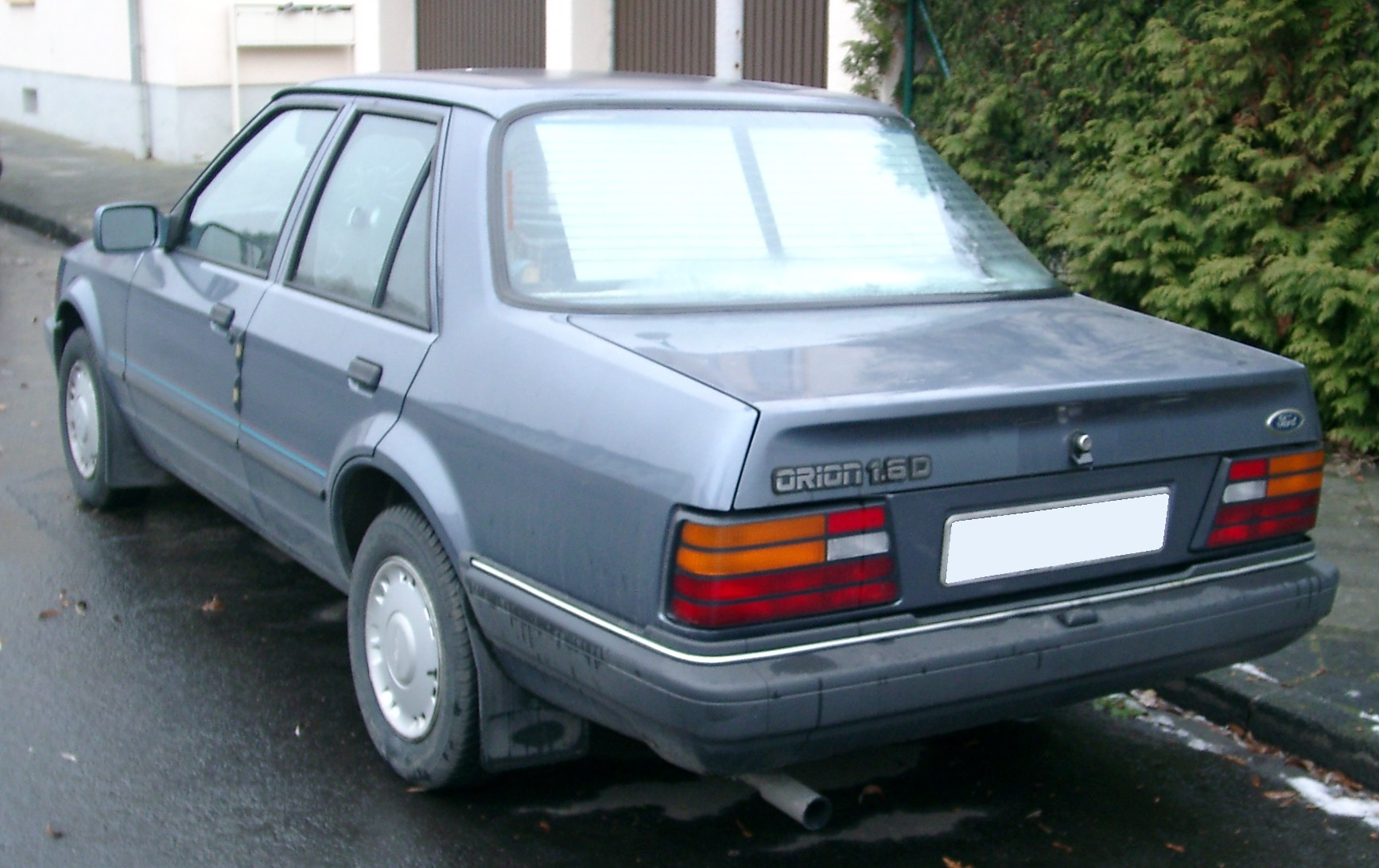
Ford Orion II (1986-1990)

### Ford Escort V (1990—1992)

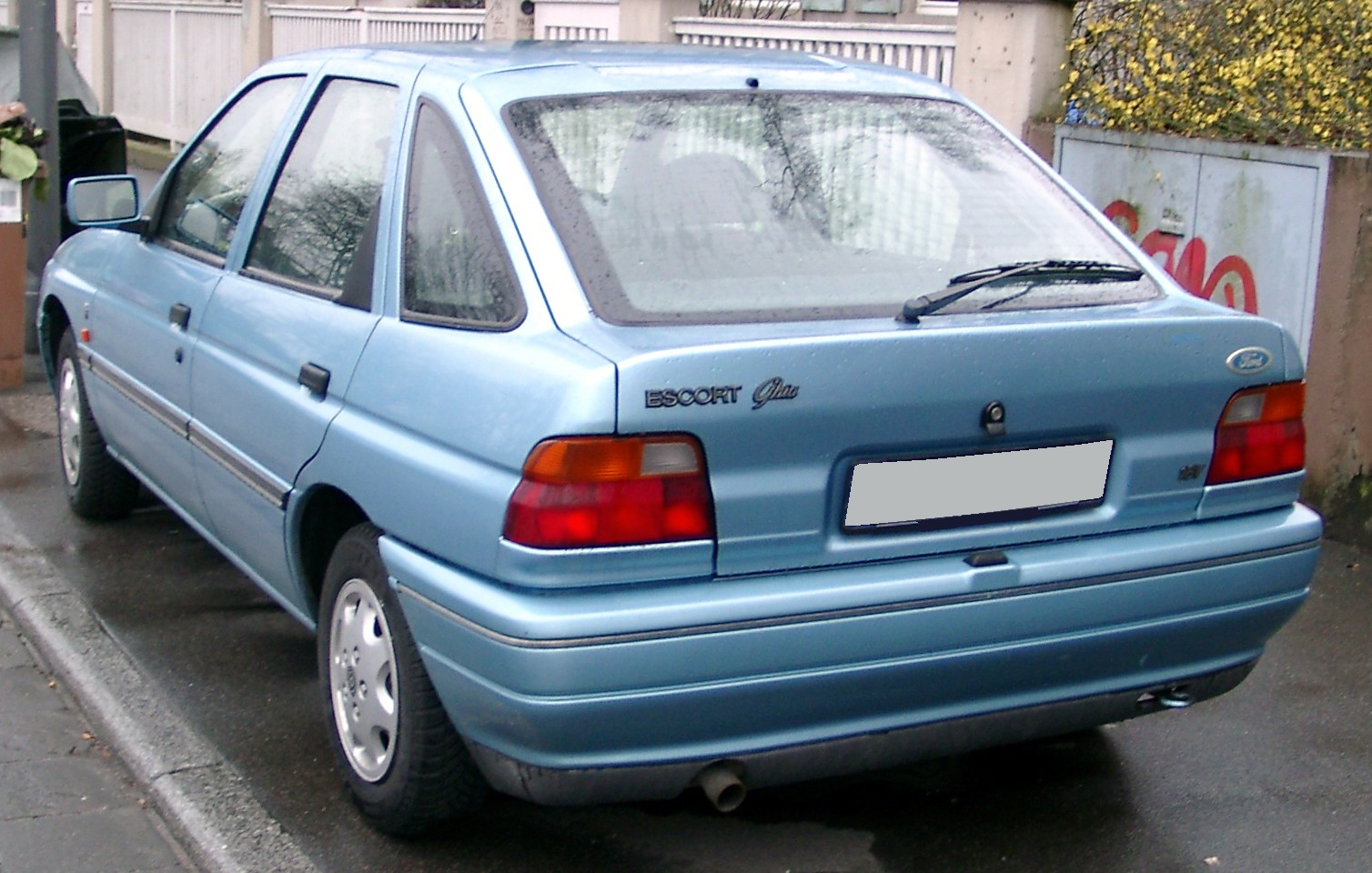
Ford Escort V 5дв. (1990-1992)

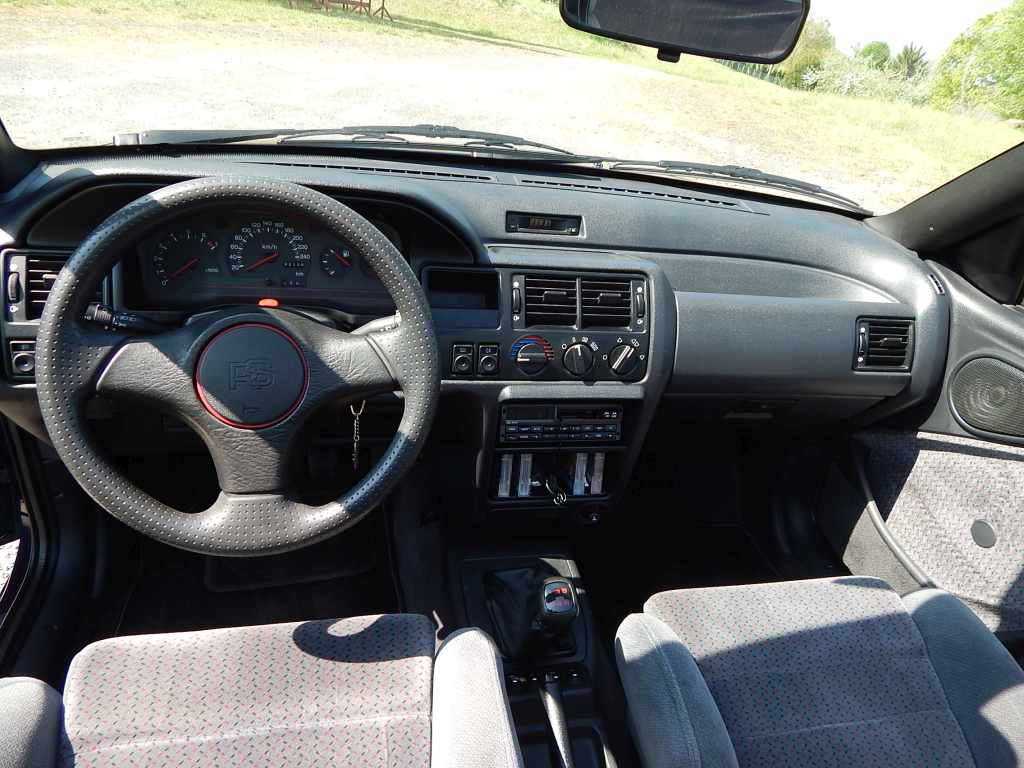

В вересні 1989 року був представлений Escort V. Автомобіль тепер мав повністю оновлений кузов і модернізовані двигуни, але, попри це публіка сприйняла нову модель не дуже тепло.
Крім хетчбека продовжували випускатися універсал Escort V Turnier, пікап Escort Express V і седан Orion. На базі Ecsort V випускався і кабріолет.
На Escort V встановлювалися бензинові двигуни об'ємом від 1,3 до 1,6 л (від 60 до 105 к.с.), а також дизелі об'ємом 1,8 л (60 і 90 л.с. з турбонадувом)
У вересні 1991 року з'явилася спортивна модифікація Escort RS2000 з двигуном об'ємом 2,0 л (150 к.с.), а в 1992 році - скромніший, але теж спортивний Escort XR3i з 16-клапанним двигуном об'ємом 1,8 л (105 і 130 к.с.).

#### Двигуни
- 1.3 L (1297 cm³) HCS 60 к.с.
- 1.4 L CFi (1392 cm³) CVH 71 к.с.
- 1.4 L EFi (1392 cm³) CVH 75 к.с.
- 1.6L G/H (1597 cm³) CVH 90 к.с.
- 1.6L EFi (1597 cm³) CVH 105 к.с.
- 1.6 L EFi (1598 cm³) Zetec 90 к.с.
- 1.8 L EFi (1796 cm³) Zetec 105 к.с.
- 1.8 L EFi (1796 cm³) Zetec 115 к.с.
- 1.8 L EFi (1796 cm³) Zetec 130 к.с.
- 1.8 L D (1753 cm³) Endura D diesel 60 к.с.
- 1.8 L TD (1753 cm³) Endura D diesel 70 к.с.
- 1.8 L TD (1753 cm³) Endura D  diesel 75 к.с.
- 1.8 L TD (1753 cm³) Endura D  diesel 90 к.с.
- 2.0 L EFi (1998 cm³) I4 DOHC 150 к.с.
- 2.0 L (1993 cm³) 16V Cosworth YBT Turbo 220 к.с.

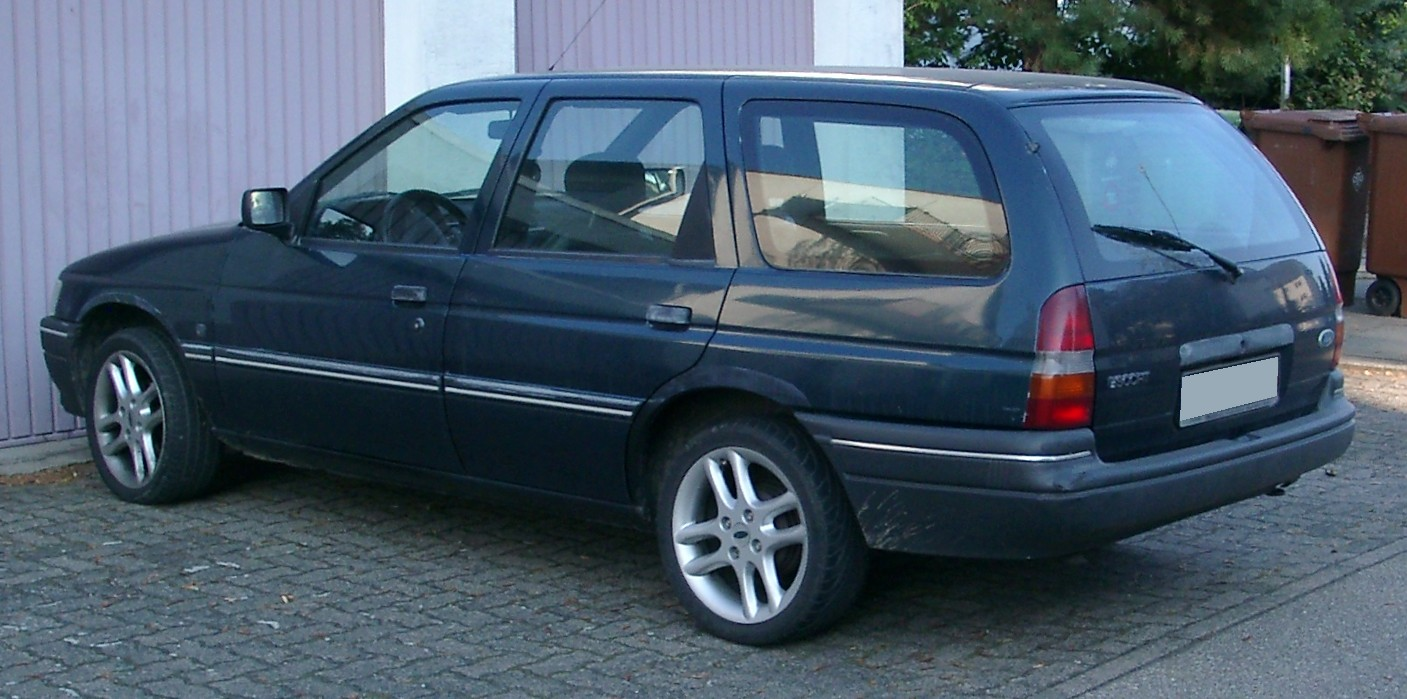
Ford Escort V Turnier (1990-1992)
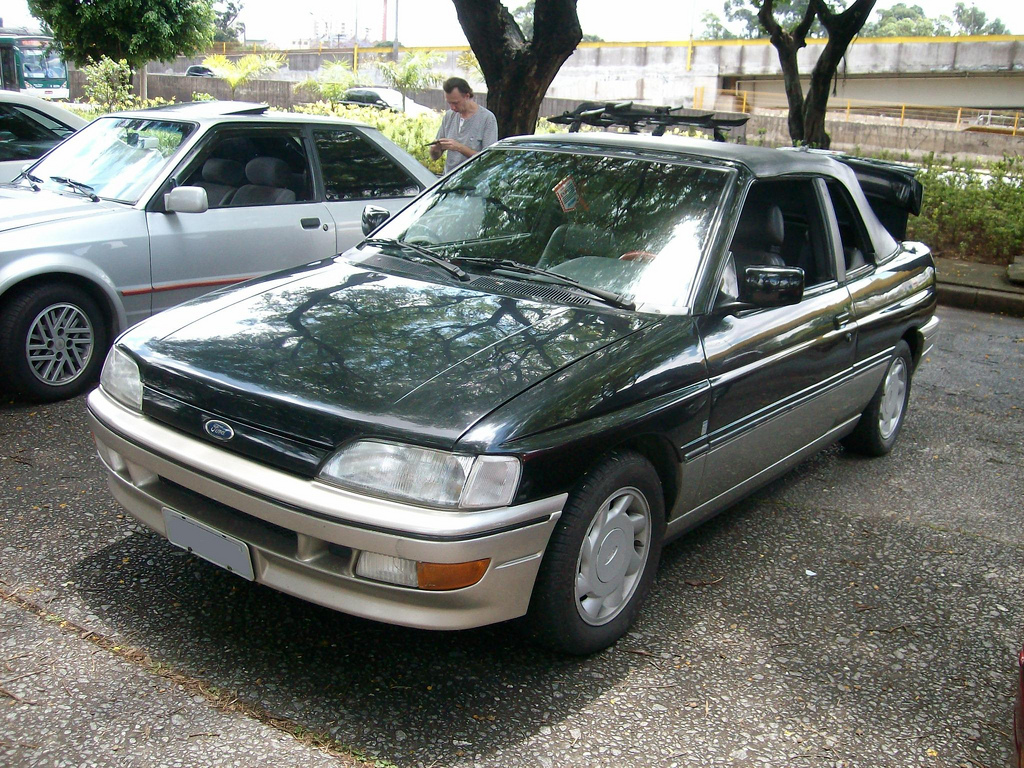
Ford Escort V Cabriolet (1990-1992)
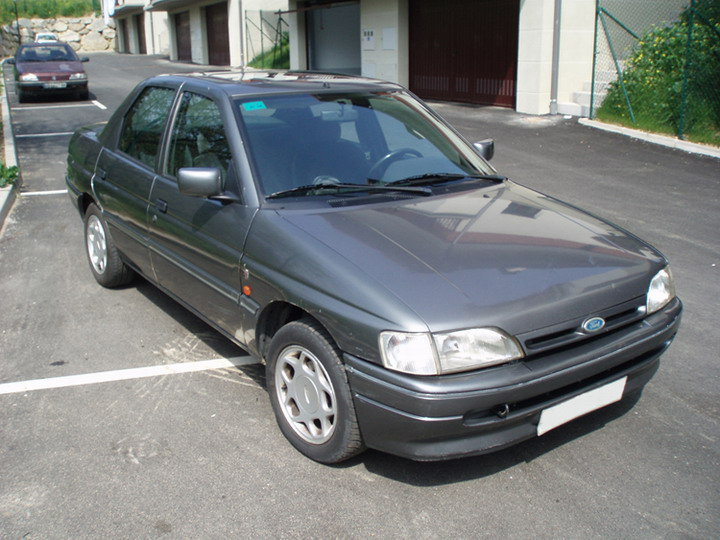
Ford Orion III (1990-1992)
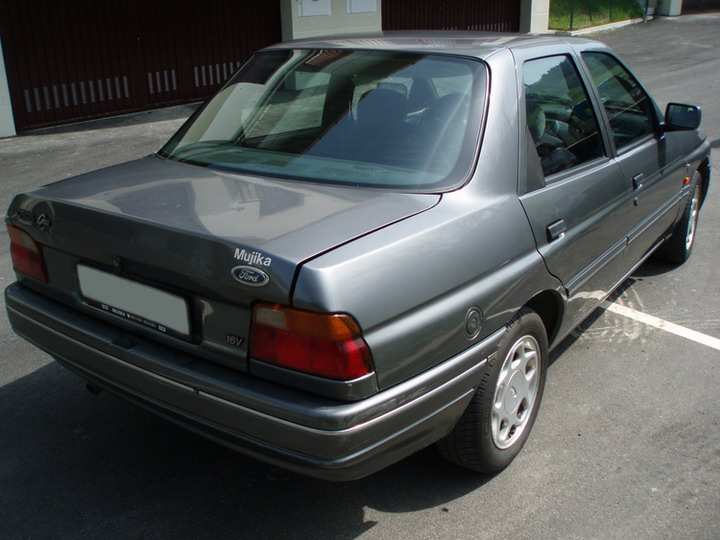
Ford Orion III (1990-1992)

### Ford Escort VI (1992–1995)

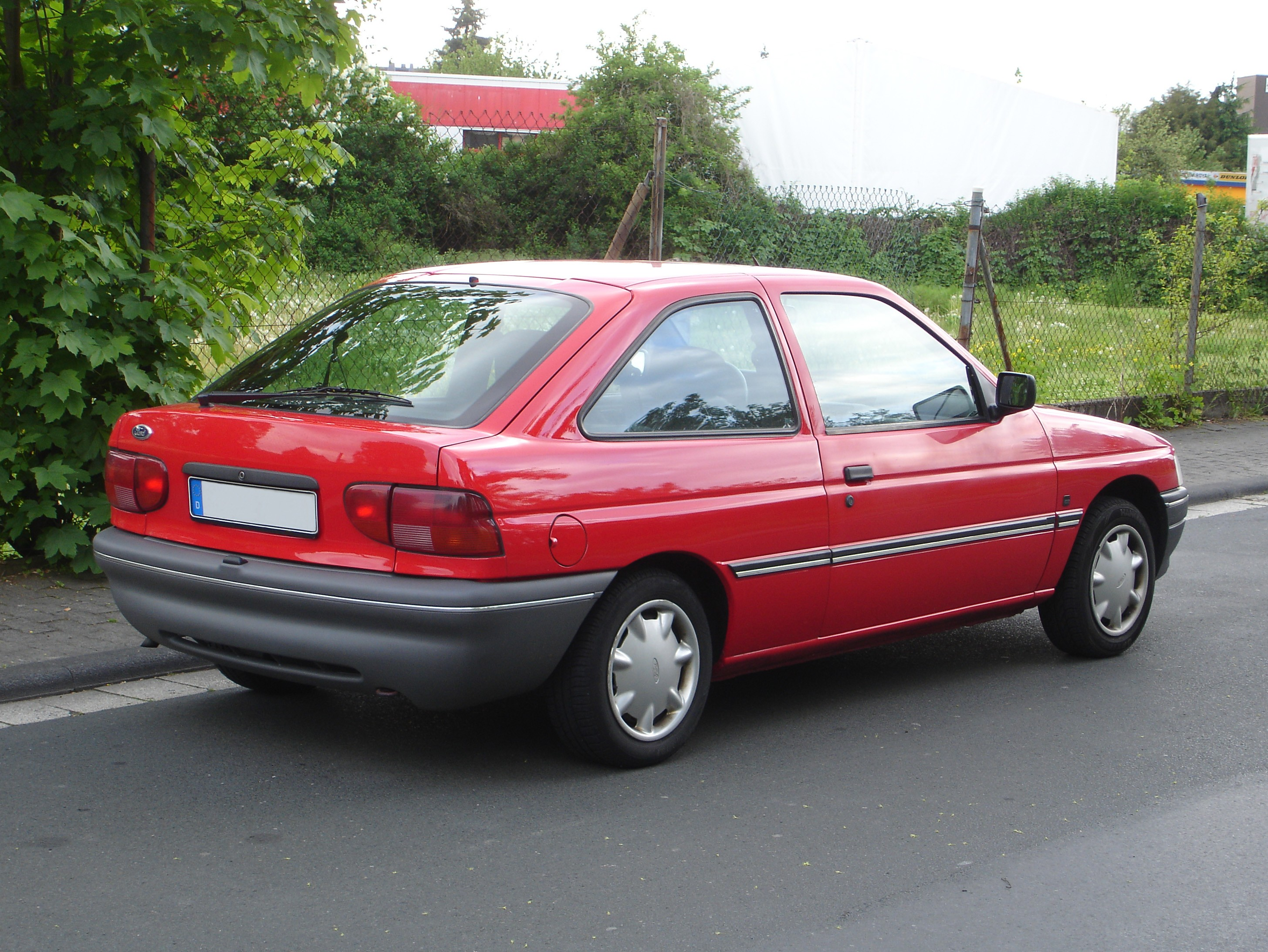
Ford Escort VI 3дв. (1992-1995)

В 1992 році на світ з'явилося шосте покоління Escort. Головним чином зміни торкнулися зовнішнього вигляду: іншими стали обриси фар, розсіювачі передніх поворотників стали білими, капот отримав решітку радіатора з овальним прорізом повітрозабірника і інші бампери без покажчиків повороту.
Одночасно з початком випуску нового Escort VI, був оновлений і седан, який відтепер перестав називатися Orion. Продовжував випускатися автомобіль з кузовом універсал Escort VI Turnier.
Модернізація практично не торкнулася механічної частини автомобіля. На Escort VI встановлювалися бензинові двигуни об'ємом від 1,3 до 1,8 л (від 60 до 105 к.с.), а також дизель об'ємом 1,8 л (60 і 90 к.с. з турбонаддувом). Всі модифікації могли оснащуватися 16-клапанними двигунами об'ємом 1,6 і Zetec 1,8 л, проте в основному ці двигуни ставилися на спортивні версії Escort XR3i VI. Вперше за всю історію моделі Escort з'явилася повнопривідна версія Escort VI 4x4.
З 1993 року пропонувався тридверний Ford Escort RS 2000, оснащений 16-клапанним двигуном об'ємом 2,0 л (150 к.с.).
У цьому ж році випустили модифікацію з кузовом кабріолет Escort VI Cabrio, на яку встановлювалися інжекторні двигуни об'ємом 1,4 л (73 к.с.), а також 16-клапанні інжекторні двигуни об'ємом 1,6 л (90 к.с.) і 1,8 л (105 і 130 к.с.). Останні двигуни встановлювалися на спортивні версії кабріолета Escort XR3i Cabrio VI.

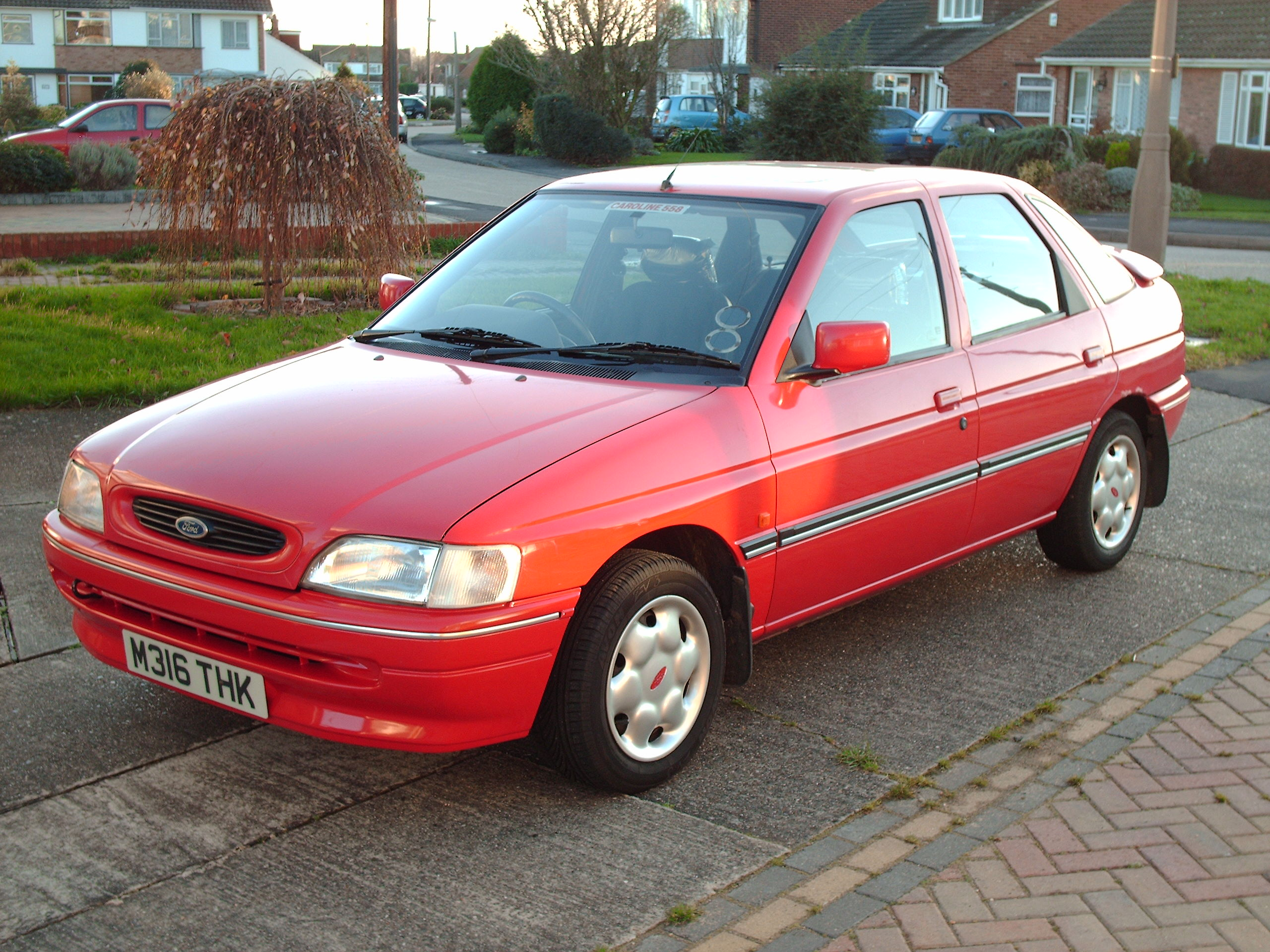
Ford Escort VI 5дв. (1992-1995)
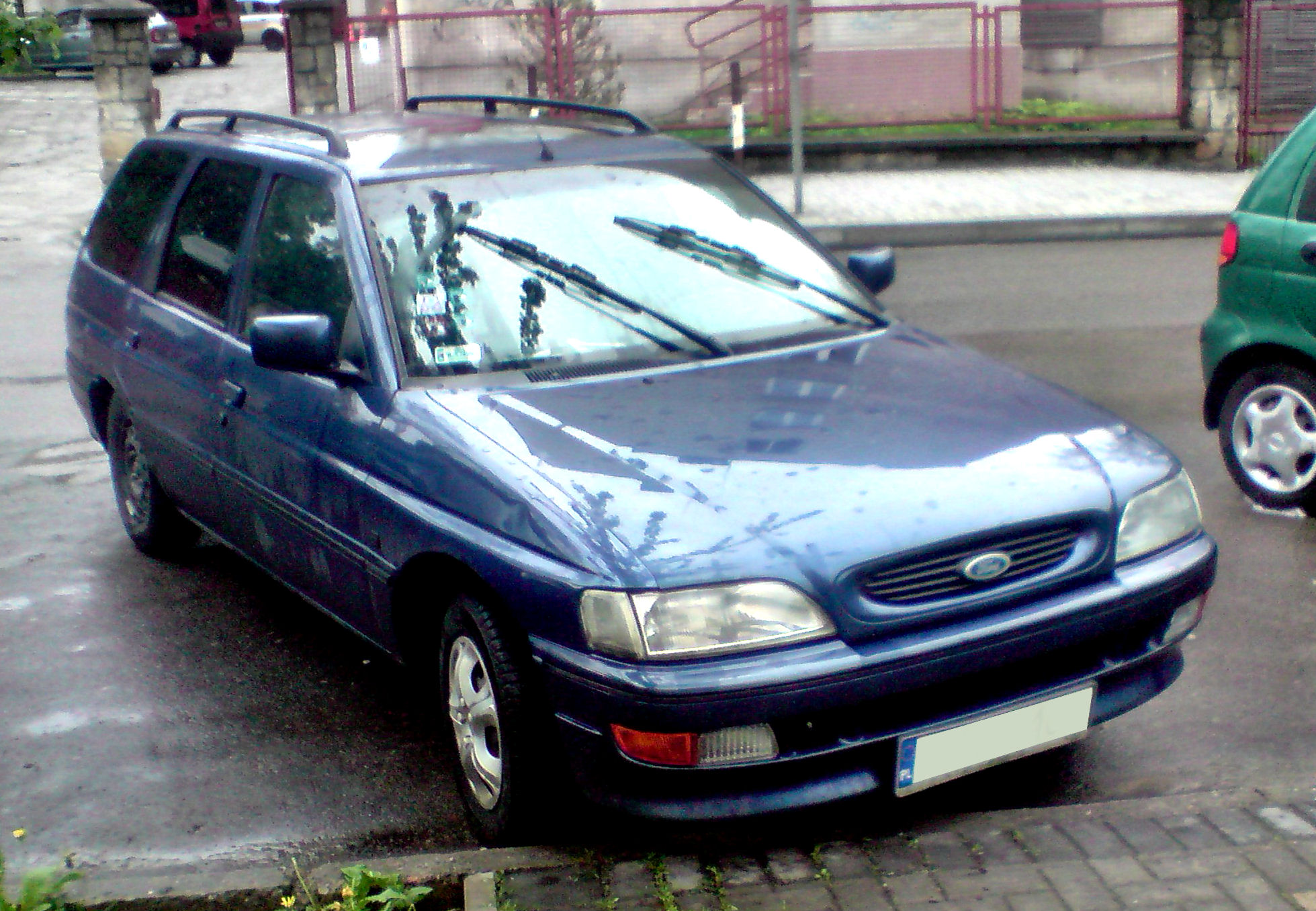
Ford Escort VI Turnier (1992-1995)
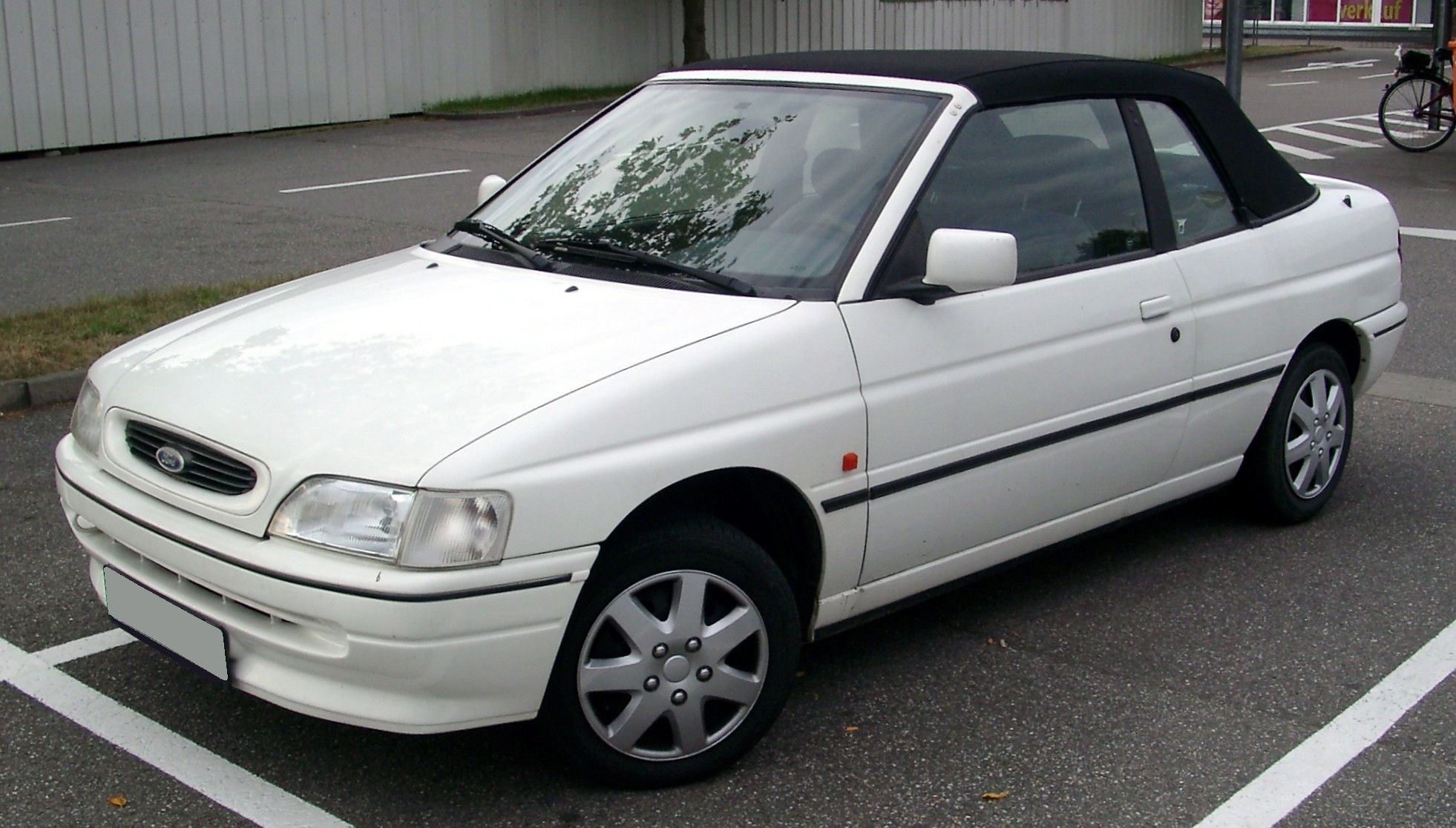
Ford Escort VI Cabriolet (1992-1995)
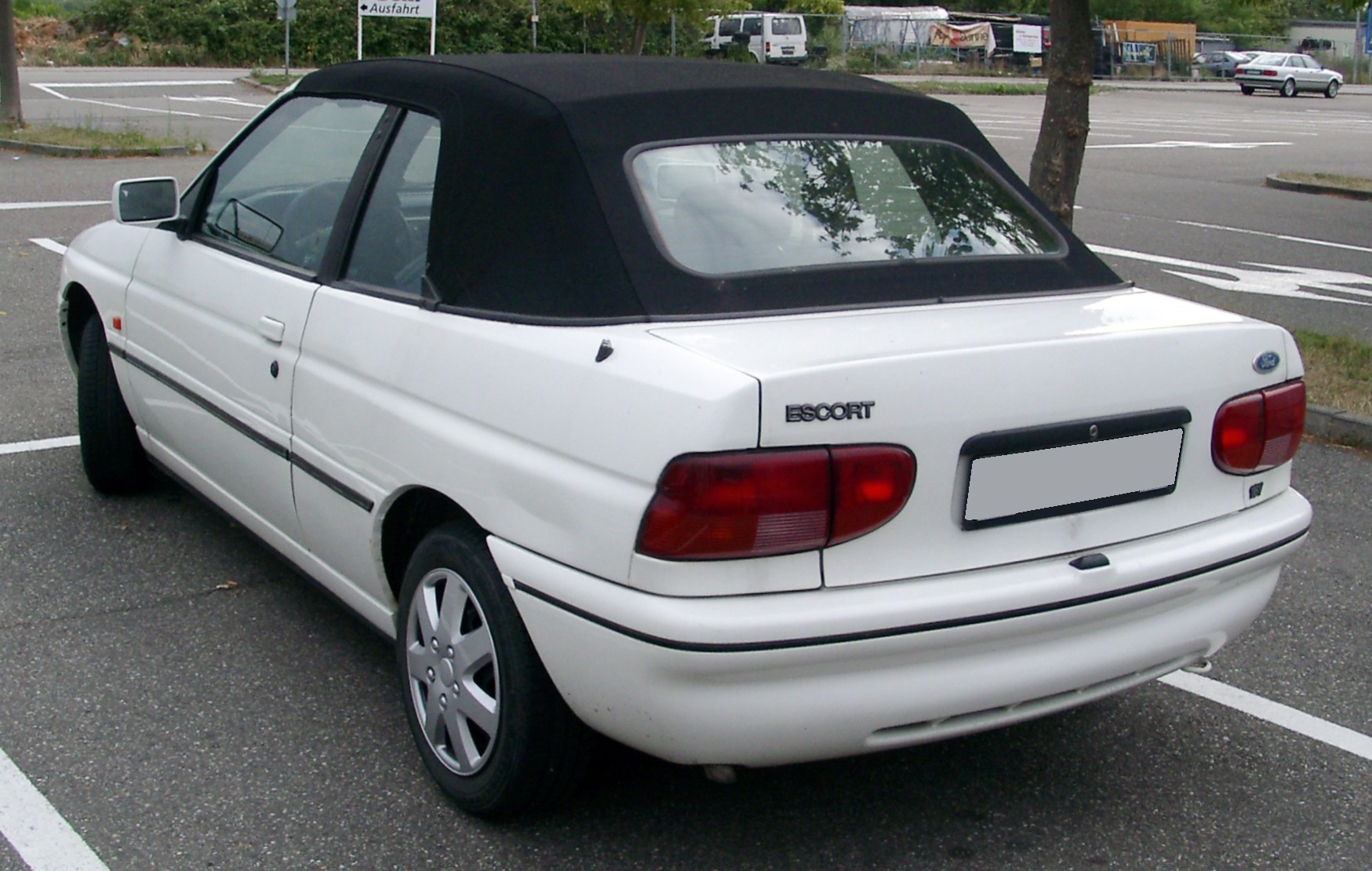
Ford Escort VI Cabriolet (1992-1995)
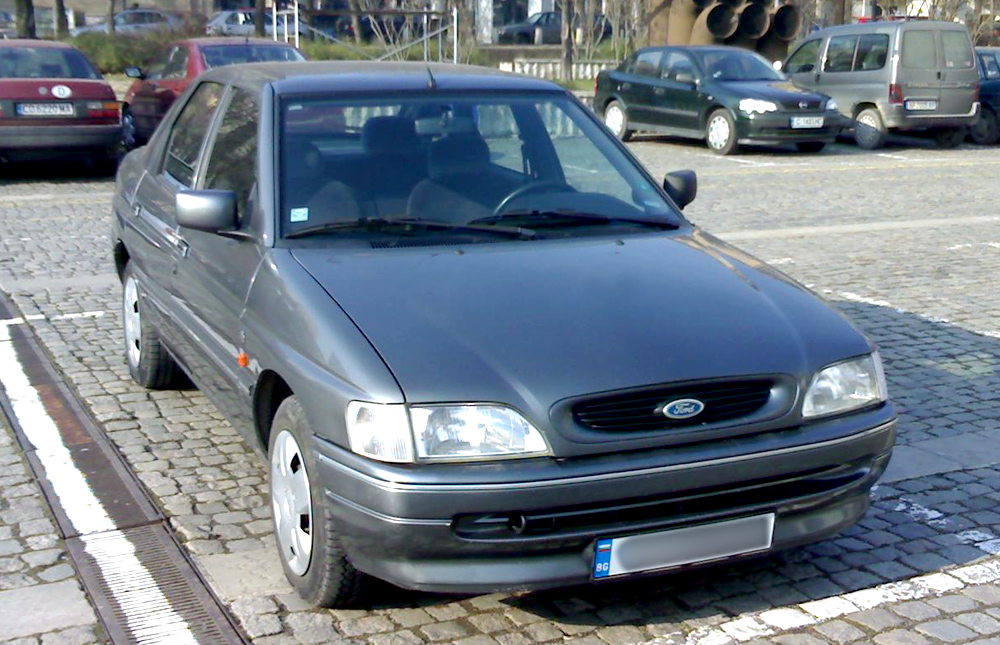
Ford Escort VI седан (1992-1995)

#### Escort RS Cosworth

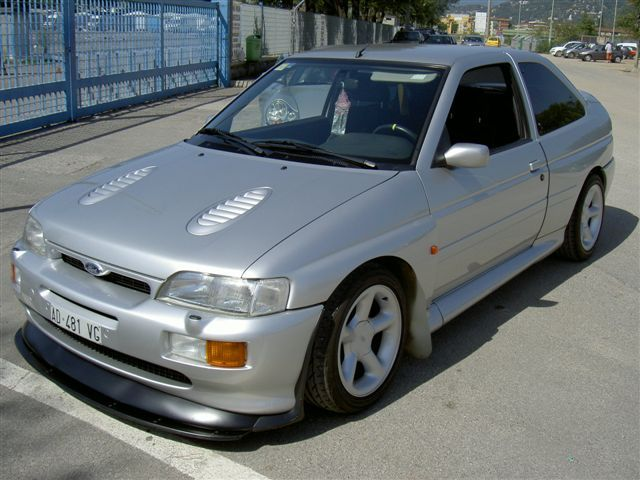
Ford Escort RS Cosworth (1992-1996)

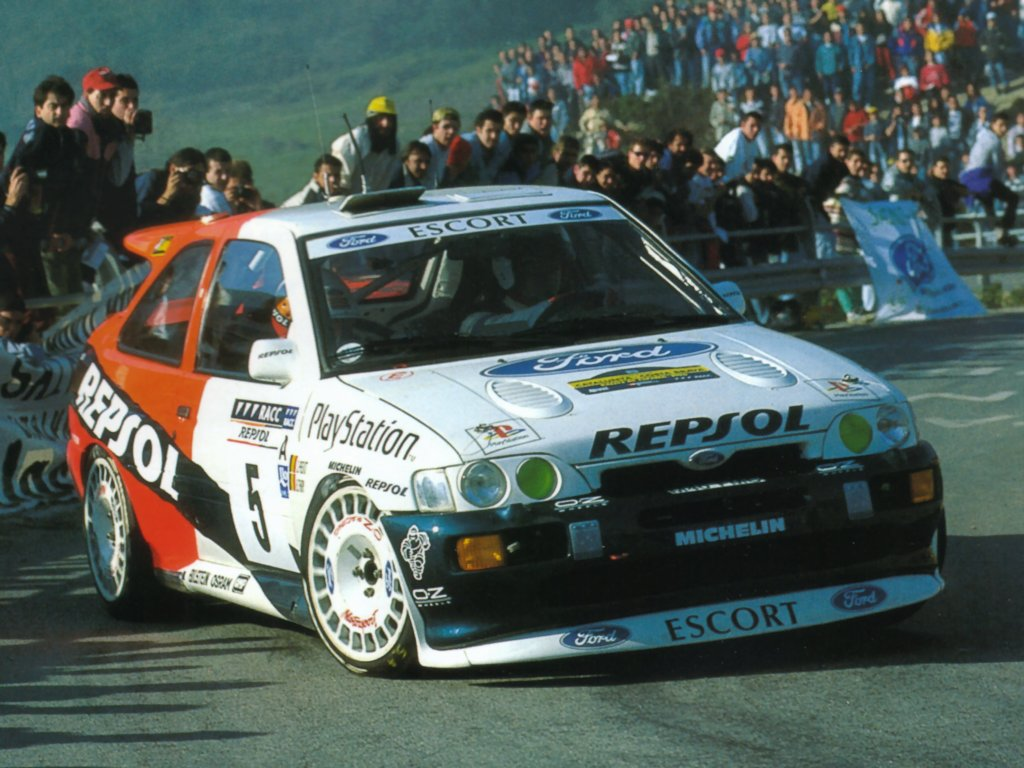
Ралійний Ford Escort RS Cosworth

Найпотужнішою модифікацією Ескорта став трьохдверний повнопривідний Escort RS Cosworth VI з двигуном об'ємом 2,0 л потужністю 220 к.с., до 100 км / год цей автомобіль розганявся за 5,8 с.
З 1992 по 1996 рік було виготовлено всього 7145 автомобілів.
Він став основою для ралійного автомобіля Ford Escort RS Cosworth, який брав участь у Чемпіонаті світу з ралі 1993 ÷ 1996 років, та Ford Escort WRC, який брав участь у Чемпіонаті світу з ралі 1997 та 1998 років.

### Ford Escort VII (1995–1998); Escort Classic (1998–2000)

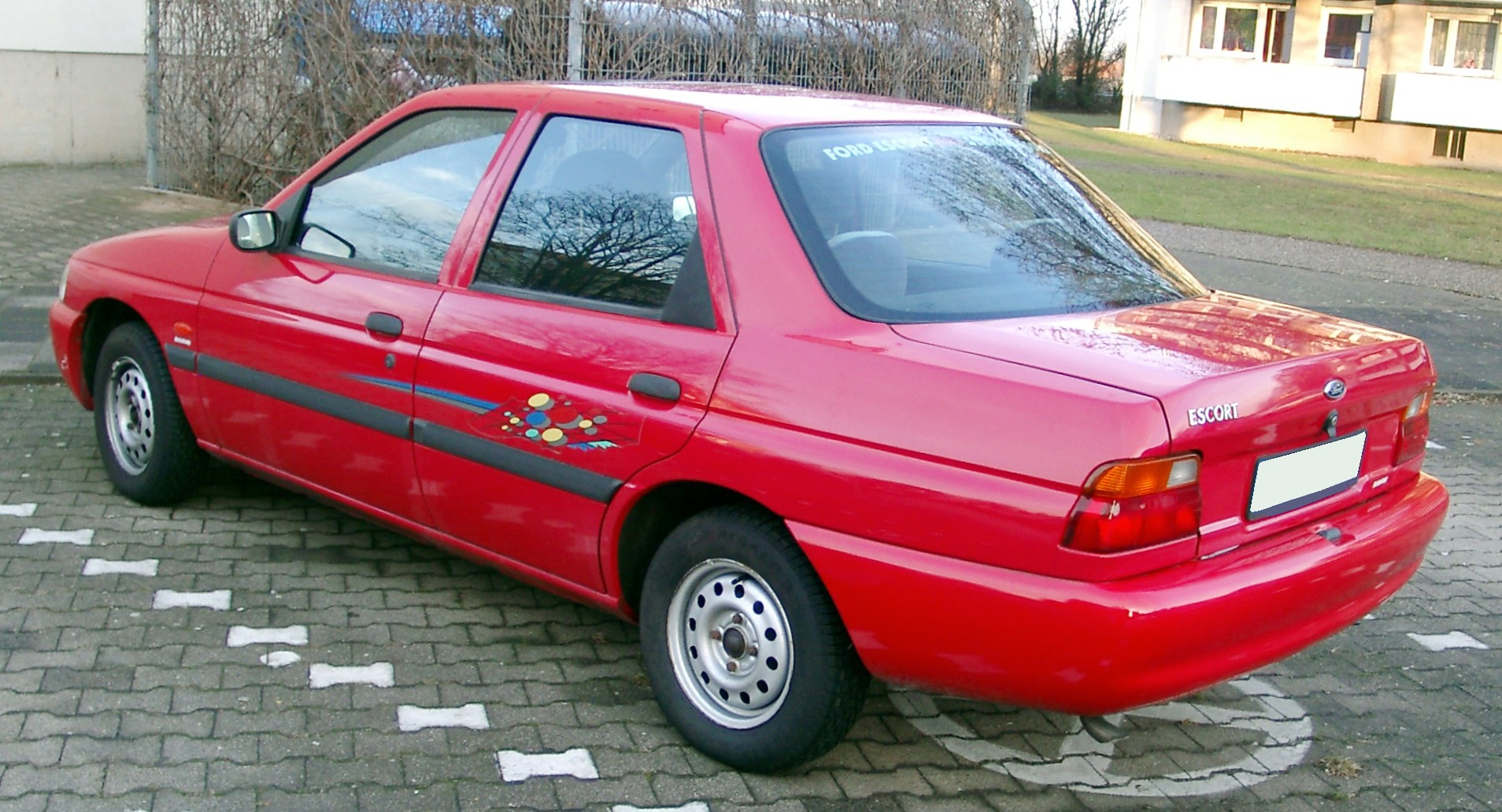
Ford Escort VI седан (1995-2000)

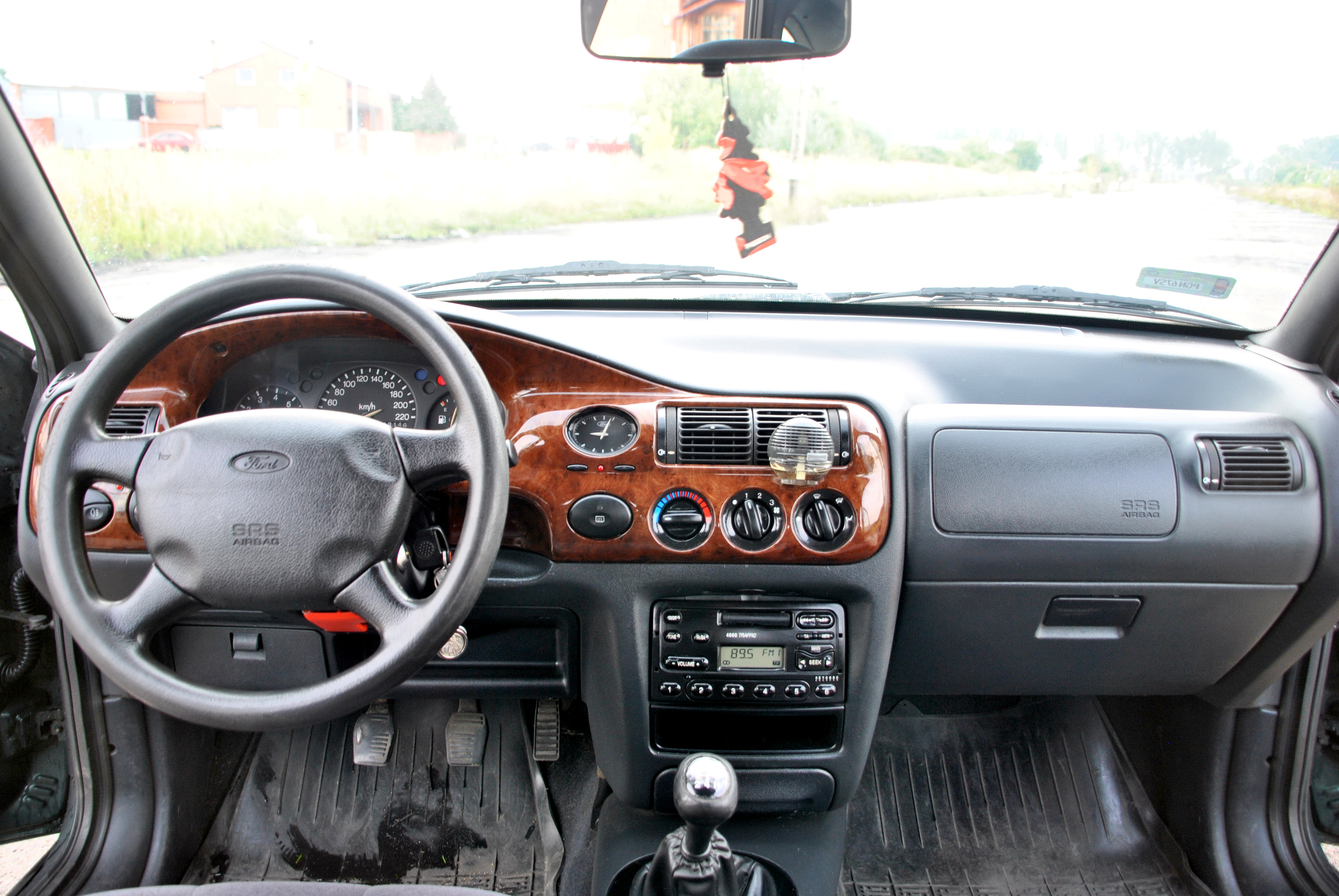

У 1995 році була проведена значна модернізація Escort VI, і з'явилося останнє сьоме покоління автомобілів цієї серії. Був поліпшений дизайн кузова і інтер'єру ескорт набув більш округлу форму і дуті бампери. Список стандартного устаткування був істотно розширено — до нього входив гідропідсилювач керма, подушки безпеки для водія, ABS, кондиціонер і багато іншого.
Escort VII мав досить просторий салон з практичною, досить міцної оббивкою, досить зручними сидіннями і багажником обсягом (380—1145 л у хетчбека).
На Escort VII встановлювалися бензинові двигуни об'ємом від 1,3 до 1,8 л (від 60 до 115 к.с.), а також дизель об'ємом 1,8 л (60, 70 і 90 к.с.). Крім хетчбека, випускалася модифікація з кузовом седан, універсал Escort VII Turnier, фургон Escort VII Express і кабріолет Escort VII Cabriolet.
У 1998 році випуск Escort VII пішов на спад через освоєння нового Ford Focus. Поступово припинялося виробництво різних модифікацій, і у вересні 2000 року з конвеєра заводу Ford в графстві Ессекс зійшов останній європейський Escort.
Базова комплектація автомобіля включає в себе: гідропідсилювач керма, подушки безпеки для водія, протитуманні фари, 15-дюймові колеса, ABS і кондиціонер. Існує 2 комплекти додаткової комплектації. Пакет «deluxe» включає в себе: кондиціонер, круїз-контроль, програвач дисків. Опціональний набір «premium» має у своєму складі: електричні склопідйомники і замки, ABS і люк на даху. 

#### Двигуни
Бензинові:
- 1,3 л,  8V - 44 кВт (60 к.с.)
- 1,4 л,  8V - 55 кВт (75 к.с.)
- 1,6 л,  8V - 75 кВт (105 к.с.)
- 1,6 л, 16V - 65 кВт (88 к.с.)
- 1,6 л, 16V - 66 кВт (90 к.с.)
- 1,8 л, 16V - 75 кВт (105 к.с.)
- 1,8 л, 16V - 85 кВт (115 к.с.)
- 1,8 л, 16V - 96 кВт (130 к.с.)
- 2,0 л, 16V - 110 кВт (150 к.с.) - RS2000
- 2,0 л, 16V - 162 кВт (220 к.с.) - RS Cosworth

Дизельні:
- 1,8 л, D - 44 кВт (60 к.с.)
- 1,8 л, TD - 51 кВт (70 к.с.)
- 1,8 л, TD - 66 кВт (90 к.с.)

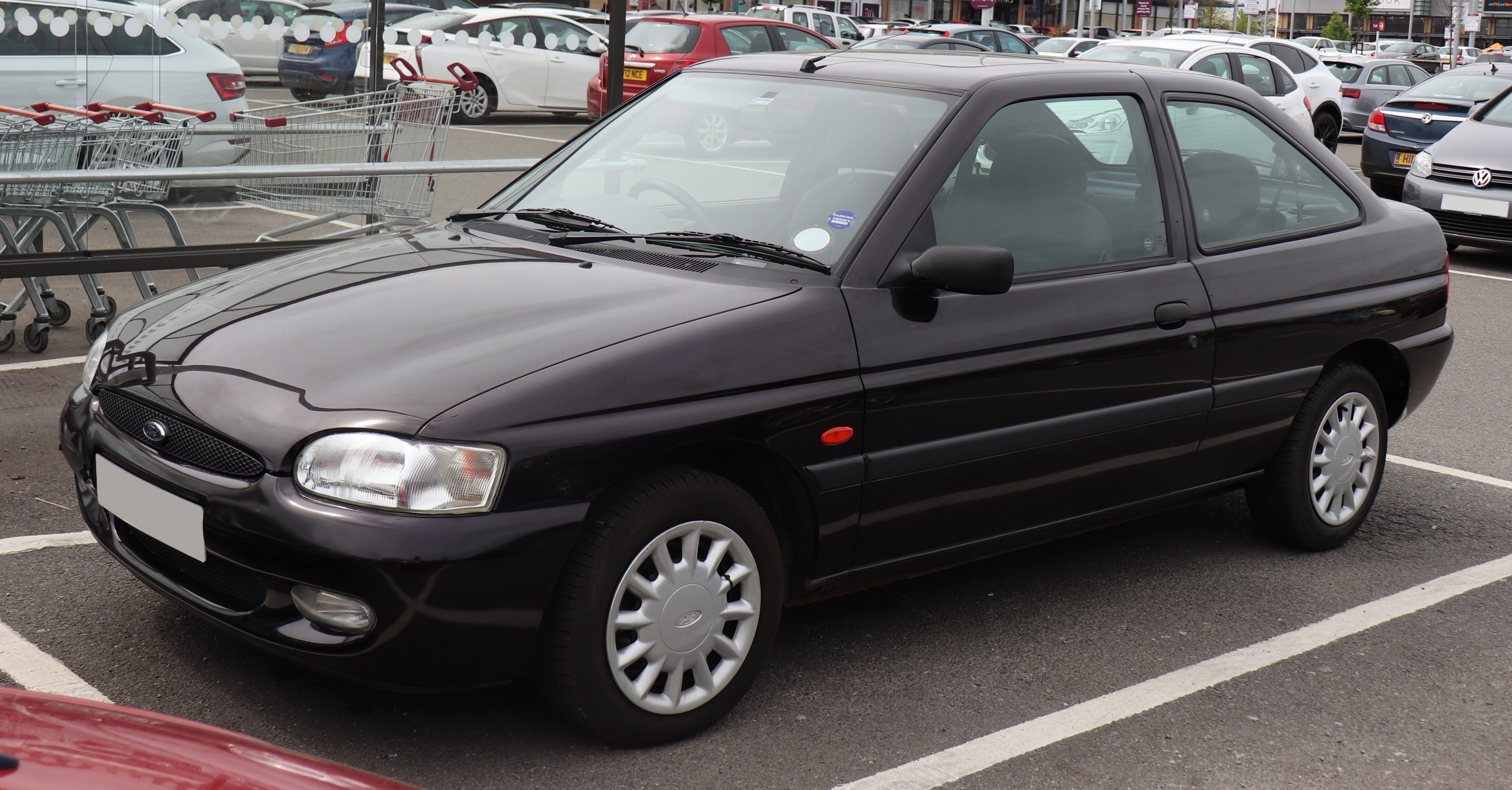
Ford Escort VI 3дв. (1995-2000)
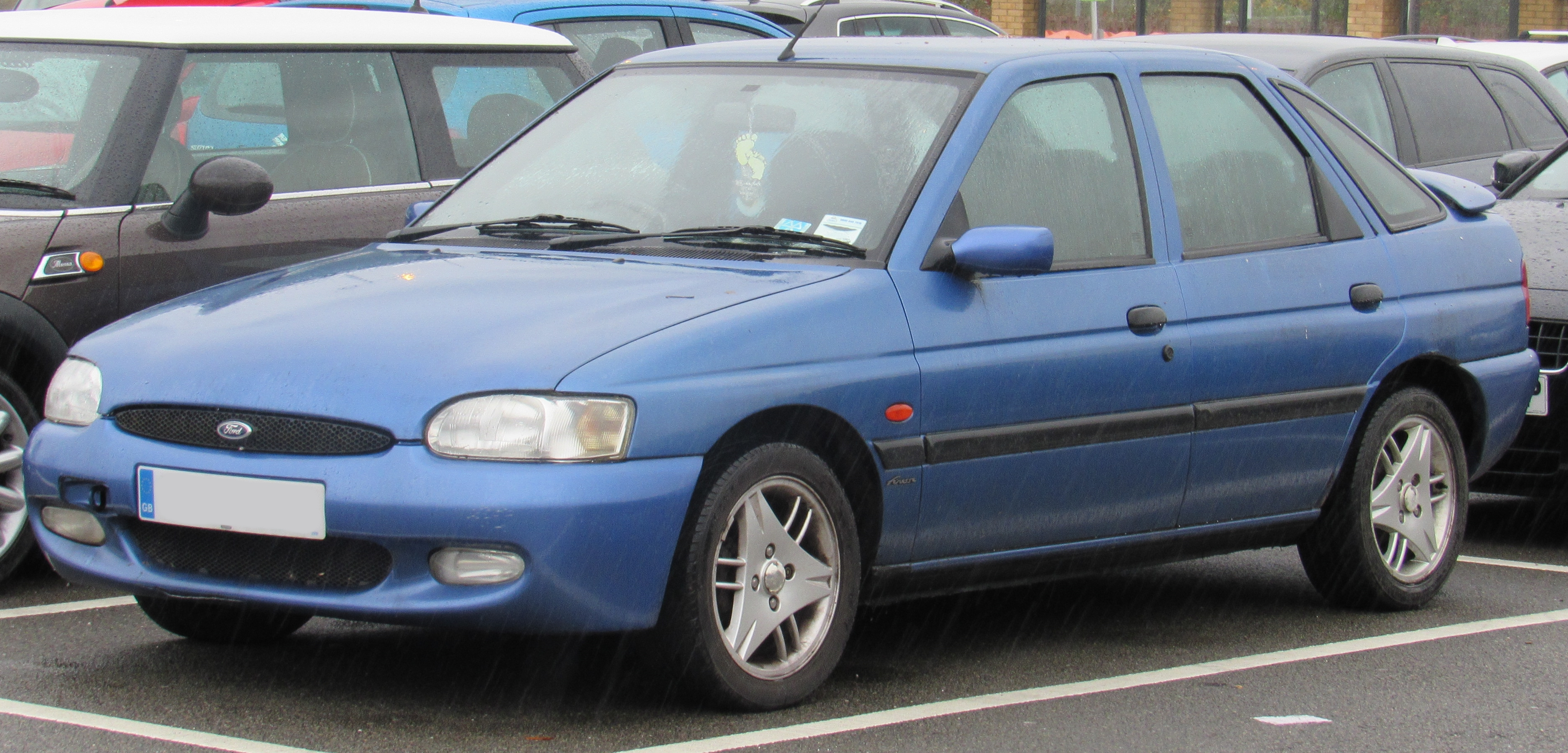
Ford Escort VI 5дв. (1995-2000)
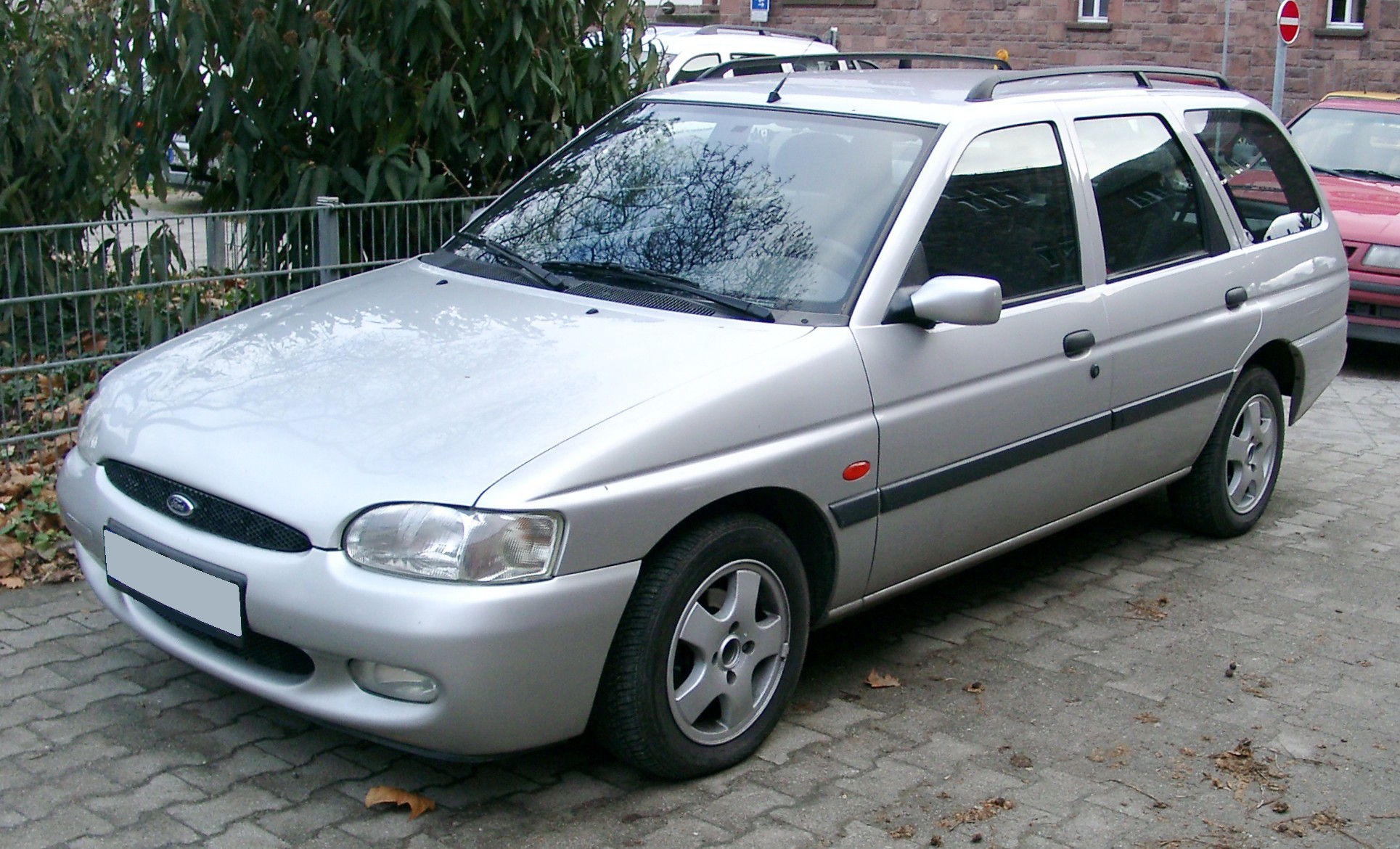
Ford Escort VII Turnier (1995-2000)
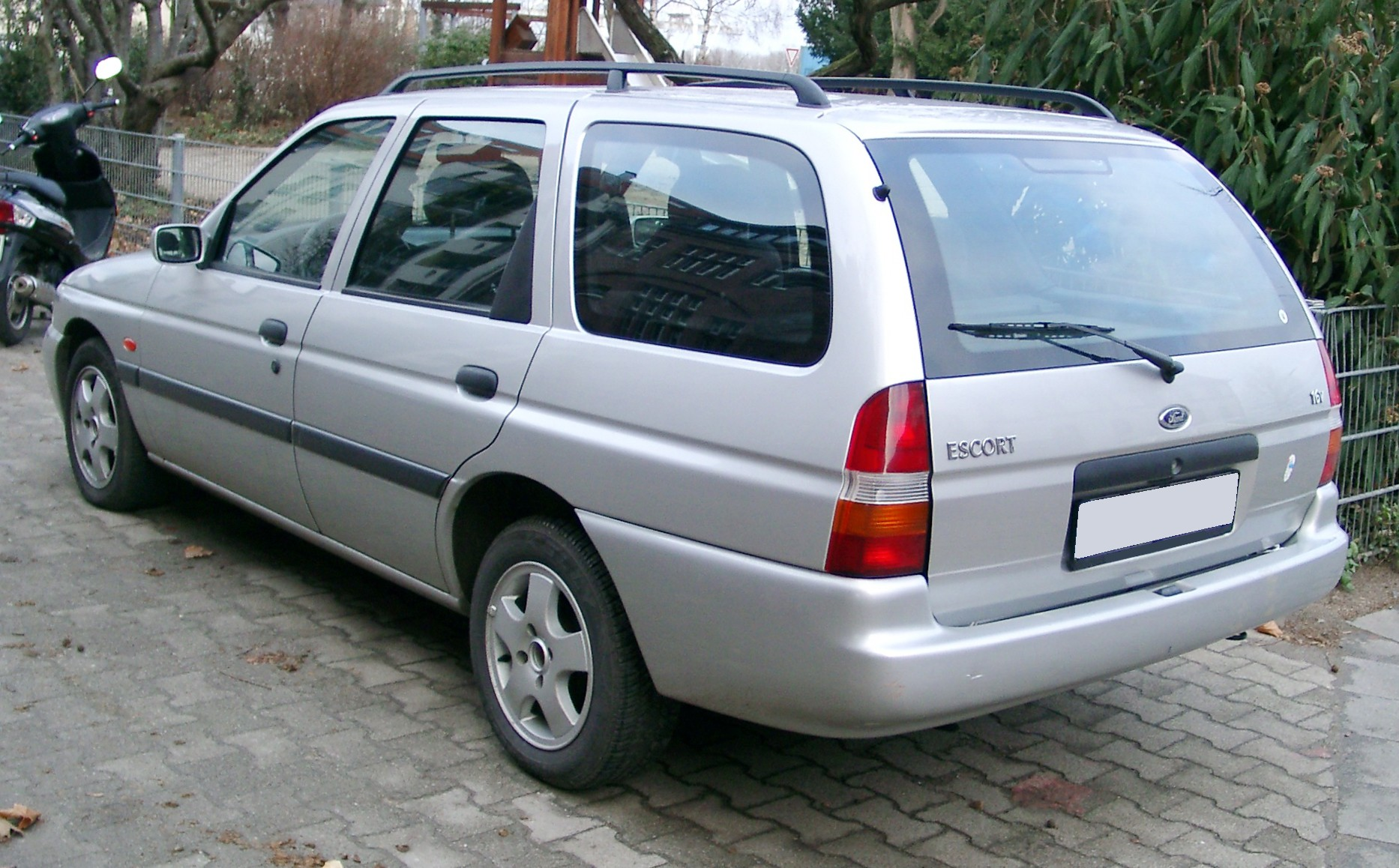
Ford Escort VII Turnier (1995-2000)
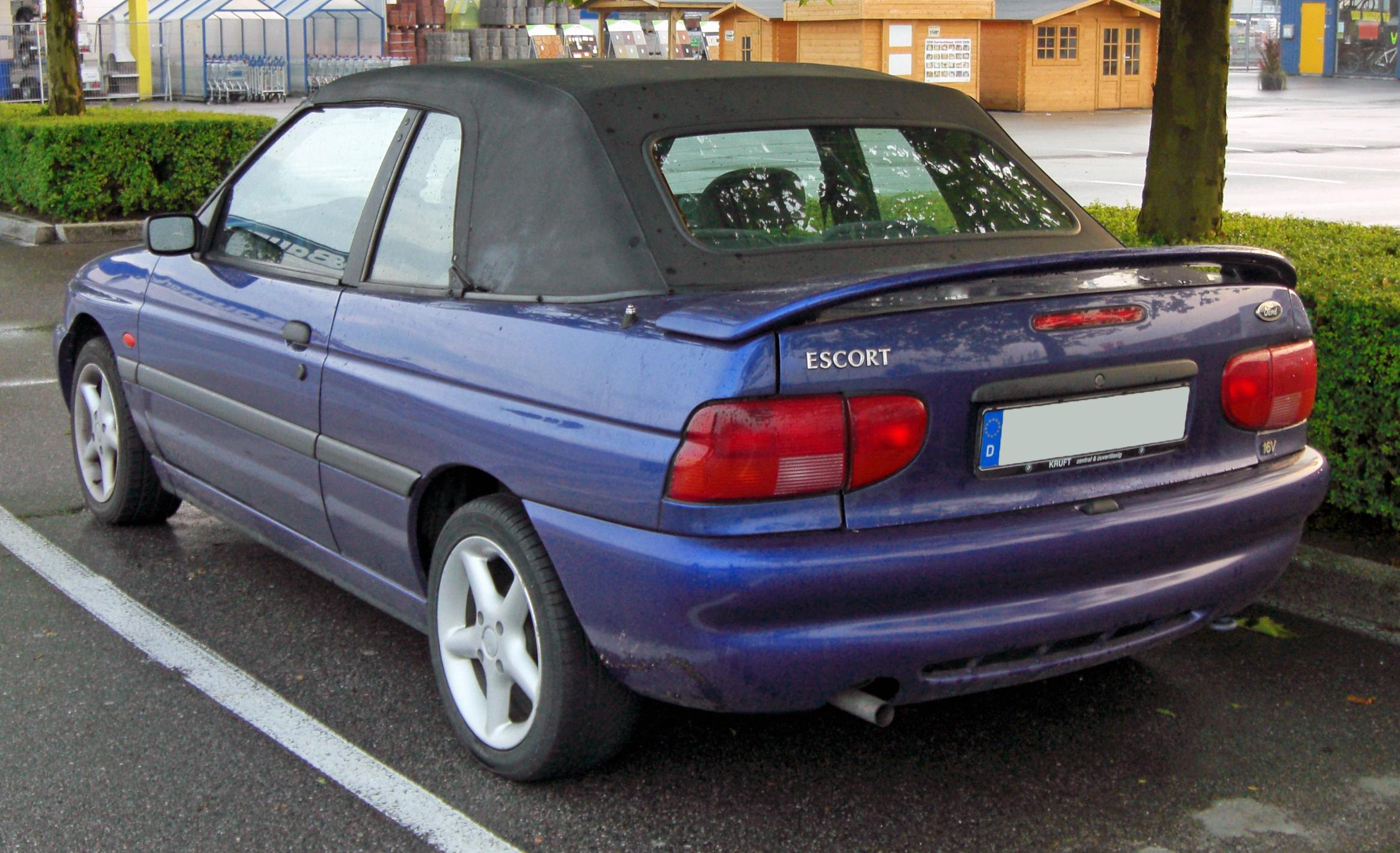
Ford Escort VII Cabriolet (1995-2000)
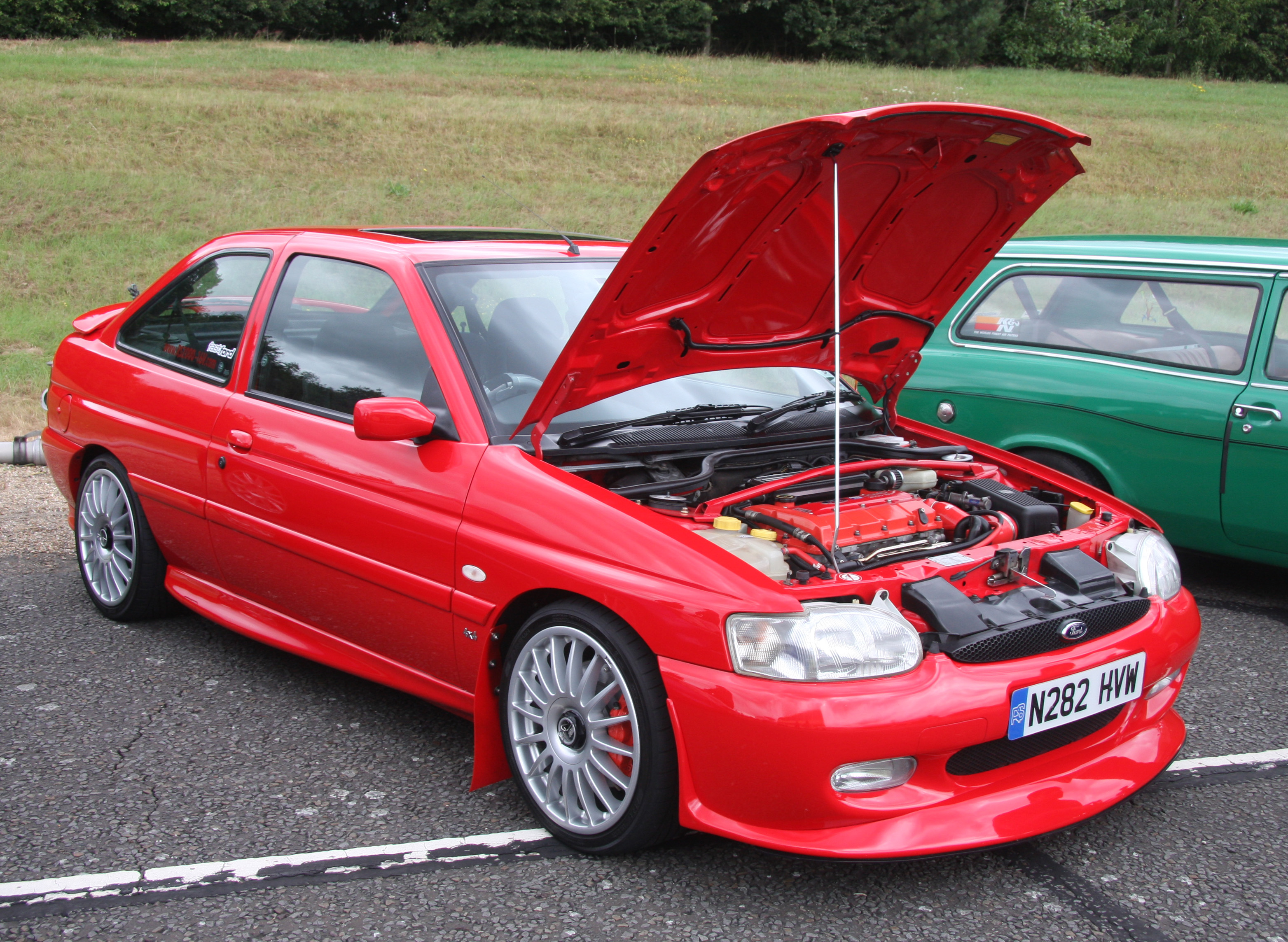
Ford Escort RS 2000 (1995-1996)

### Фургон

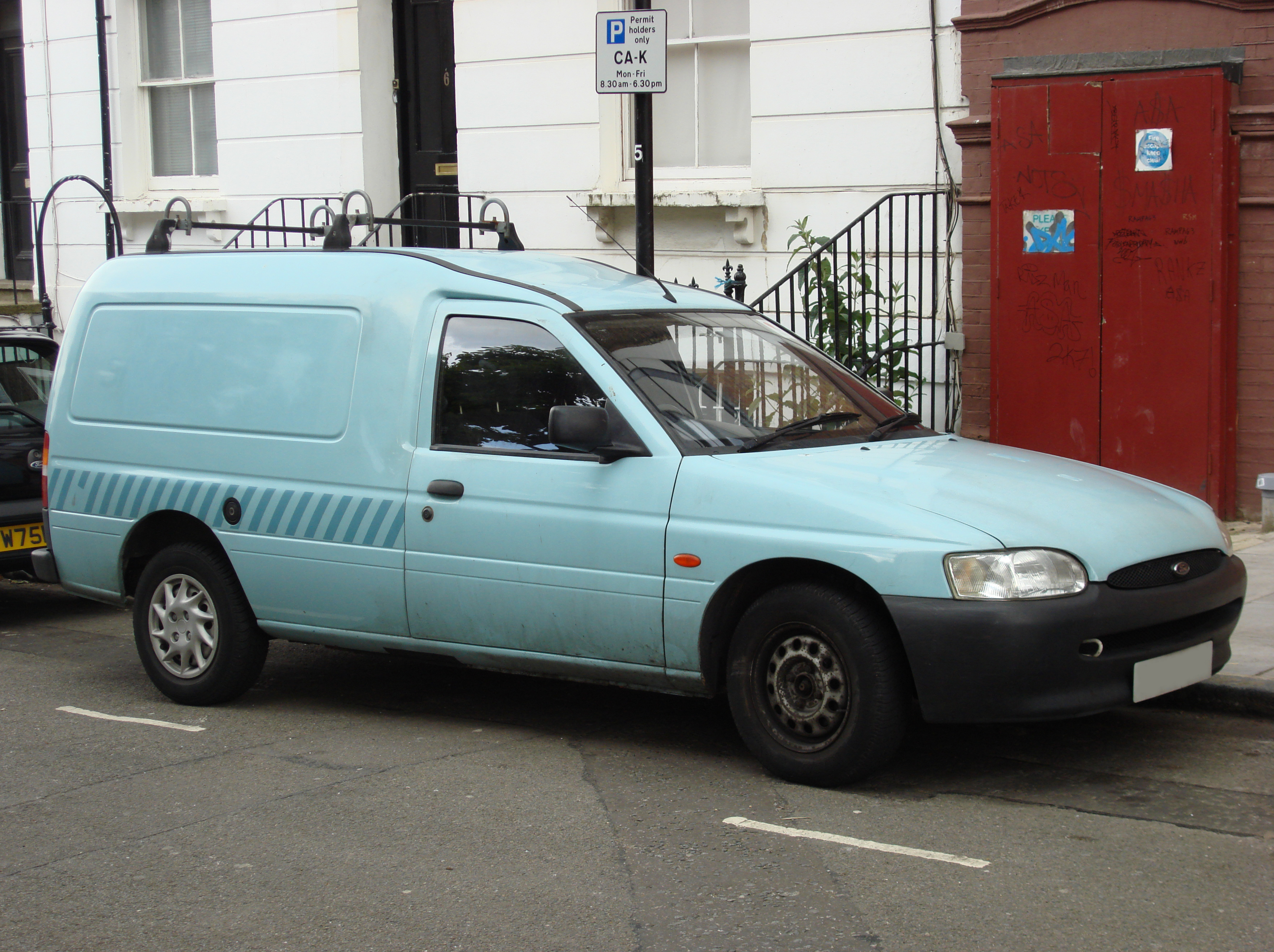
Ford Escort Express (1995-1998)

В 1968 році представлений Ford Escort Van першого покоління. В 1975 році його замінив модернізований Escort Van другого покоління.
На початку 1981 року на основі легкової моделі представлений фургон під назою Ford Express або Ford Escort Express.
З того часу до 1998 року виготовлялися різні покоління фургонів Escort.

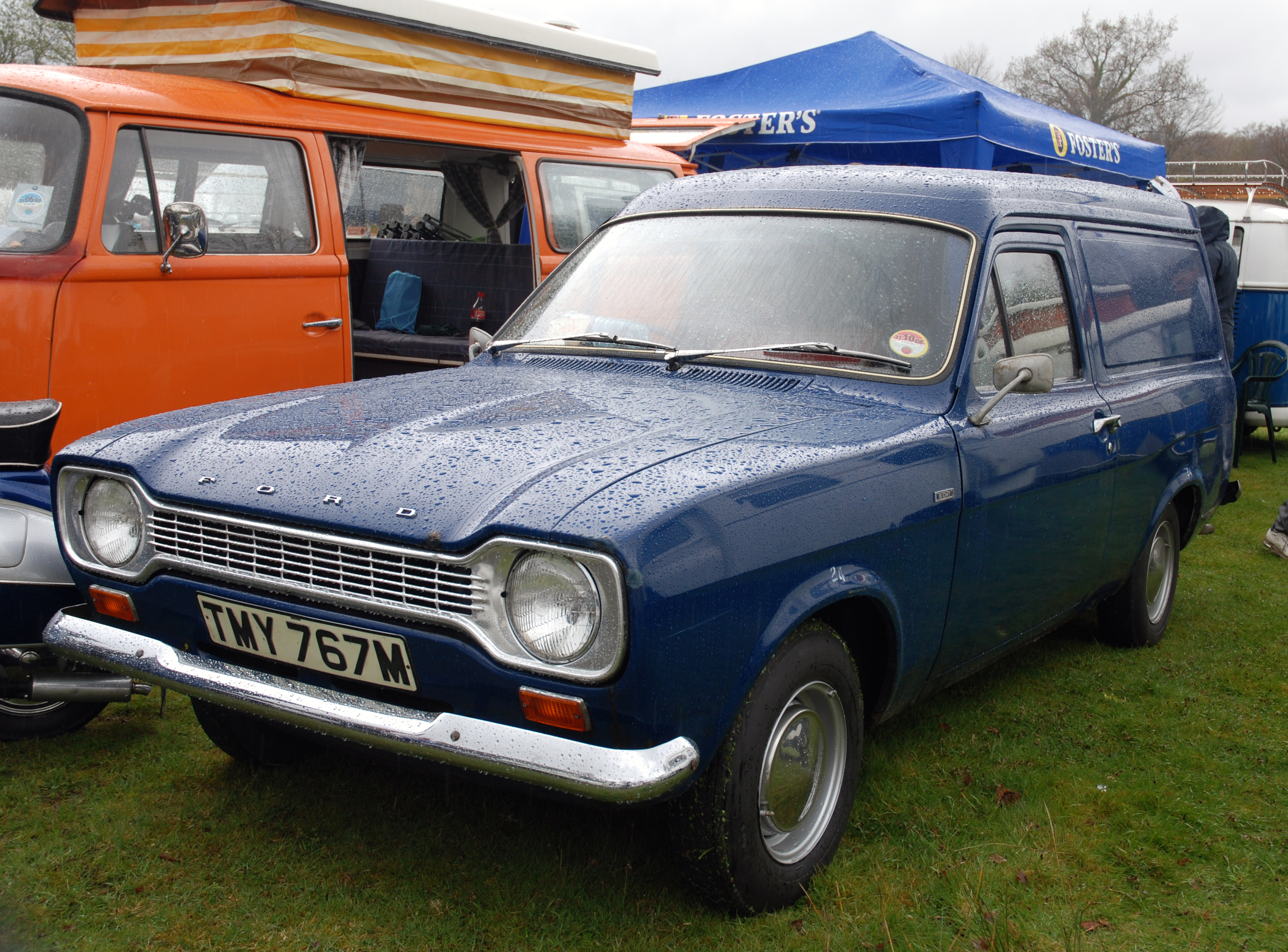
Ford Escort Van (1968-1975)
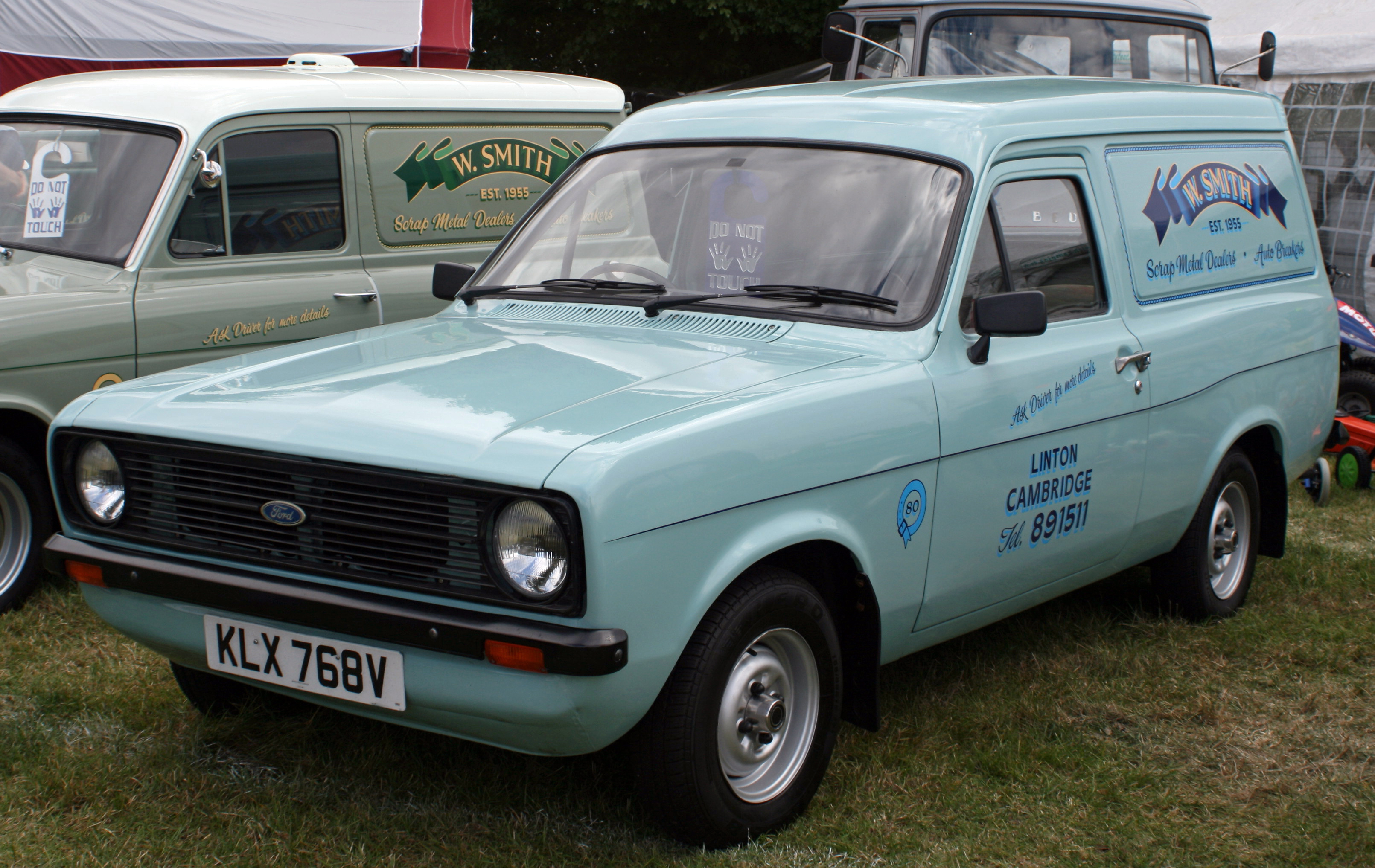
Ford Escort Van (1975-1981)
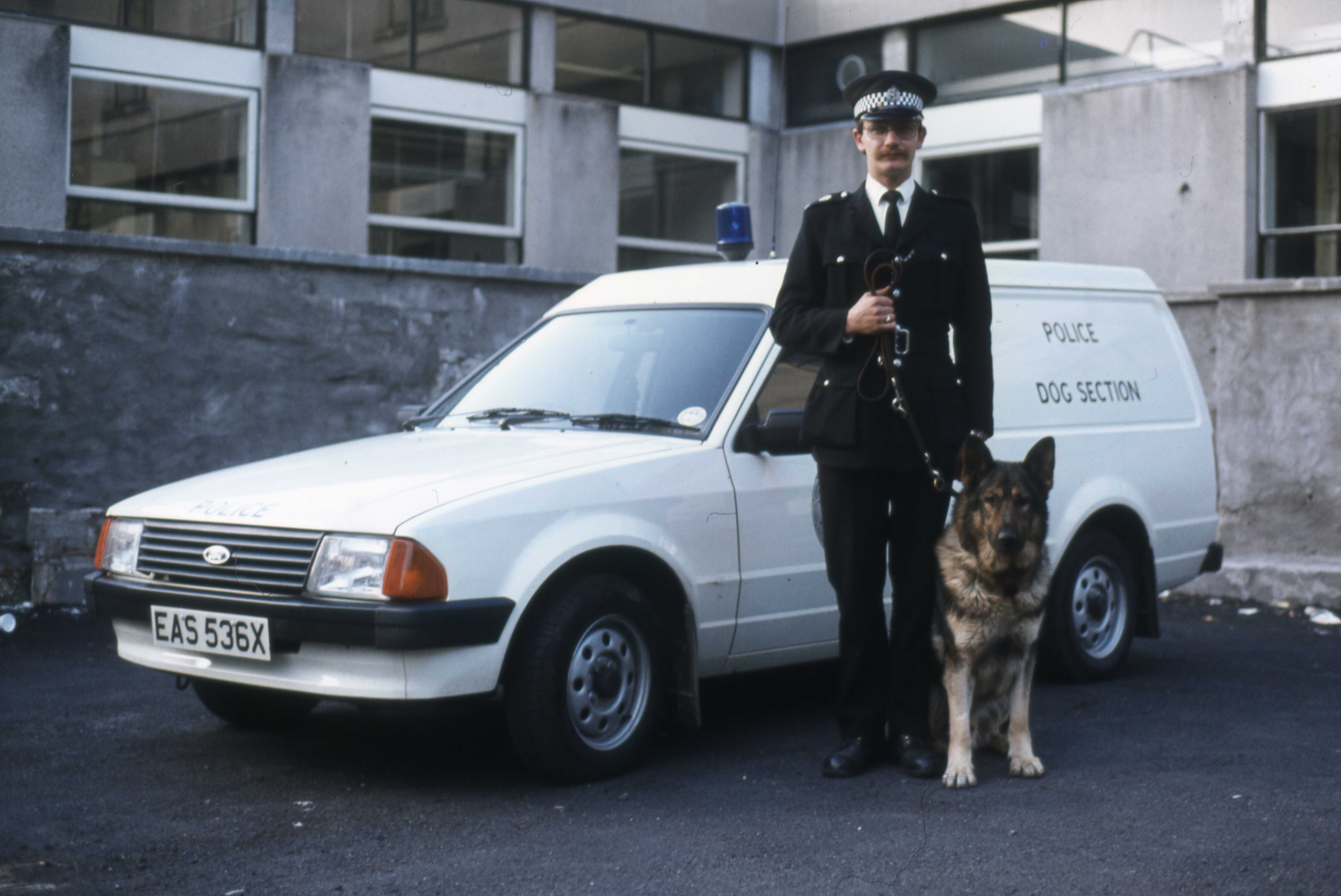
Ford Escort Express (1981-1985)
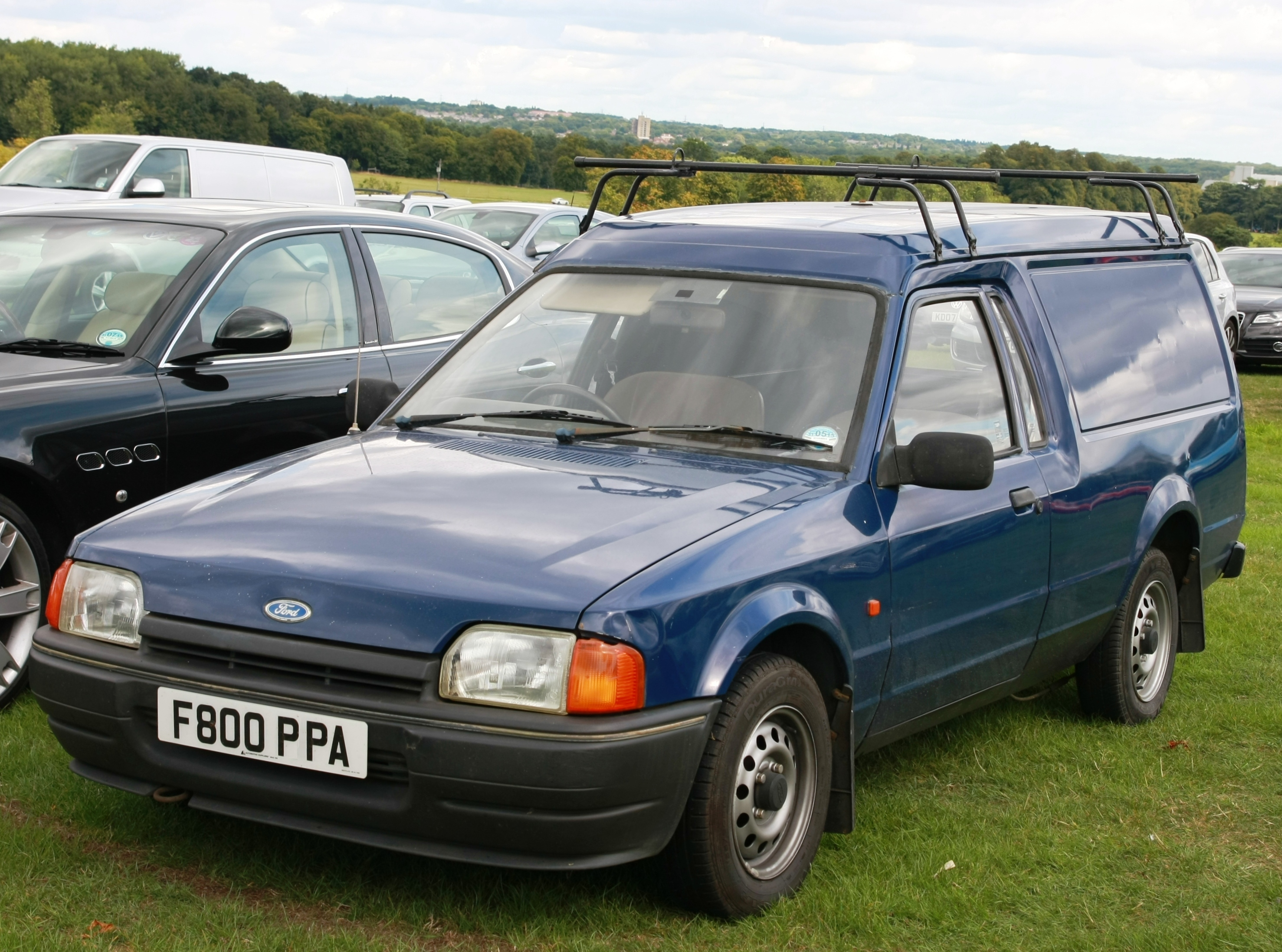
Ford Escort Express (1985-1991)
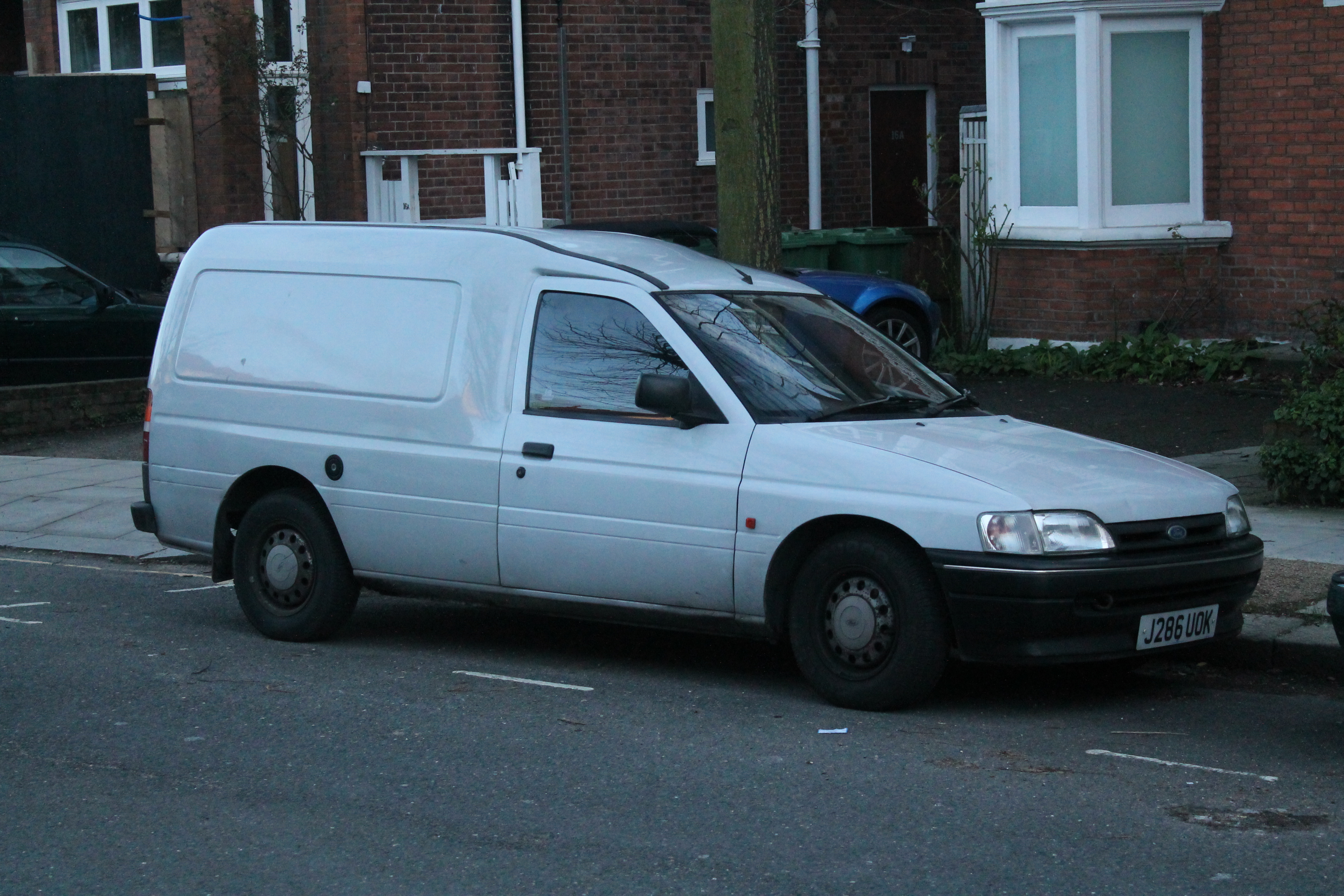
Ford Escort Express (1991-1995)

## Північна Америка

### Ford Escort (1981—1990)

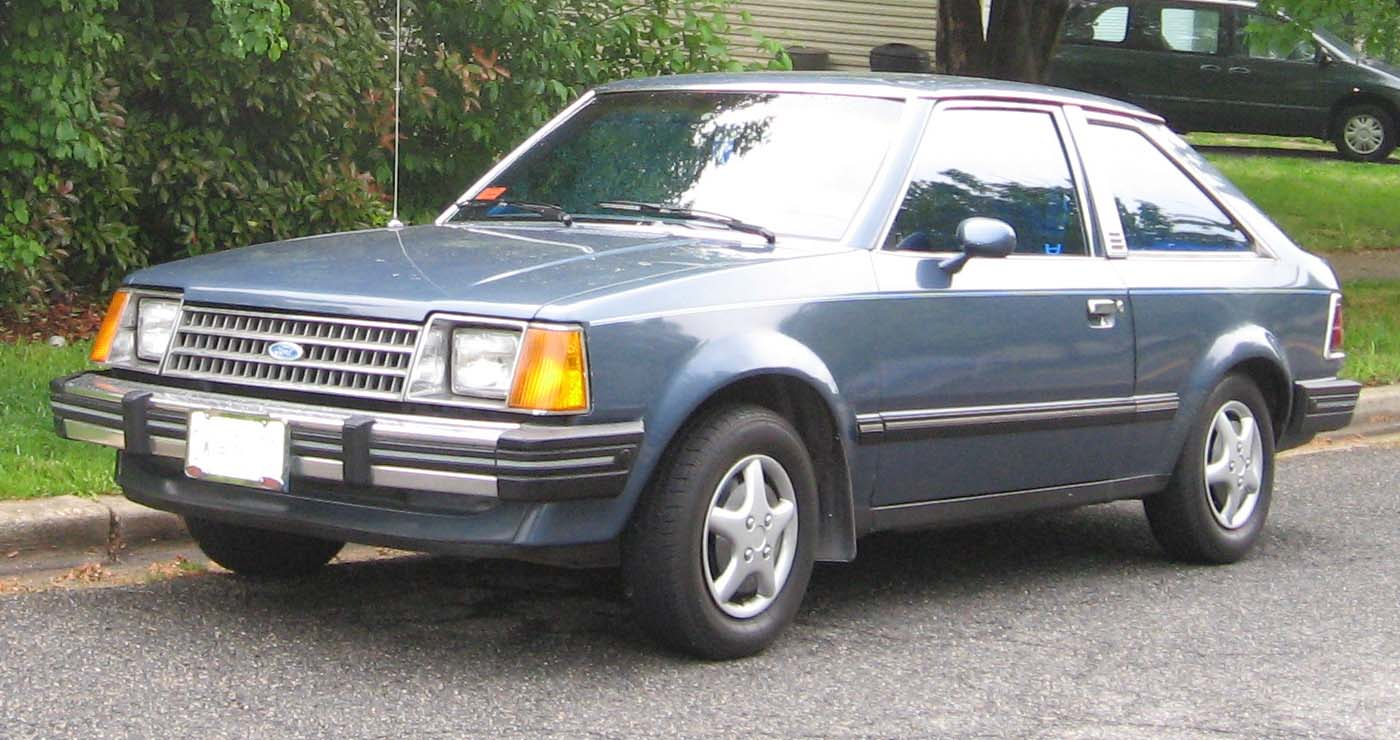
Ford Escort 1 (1981-1988)

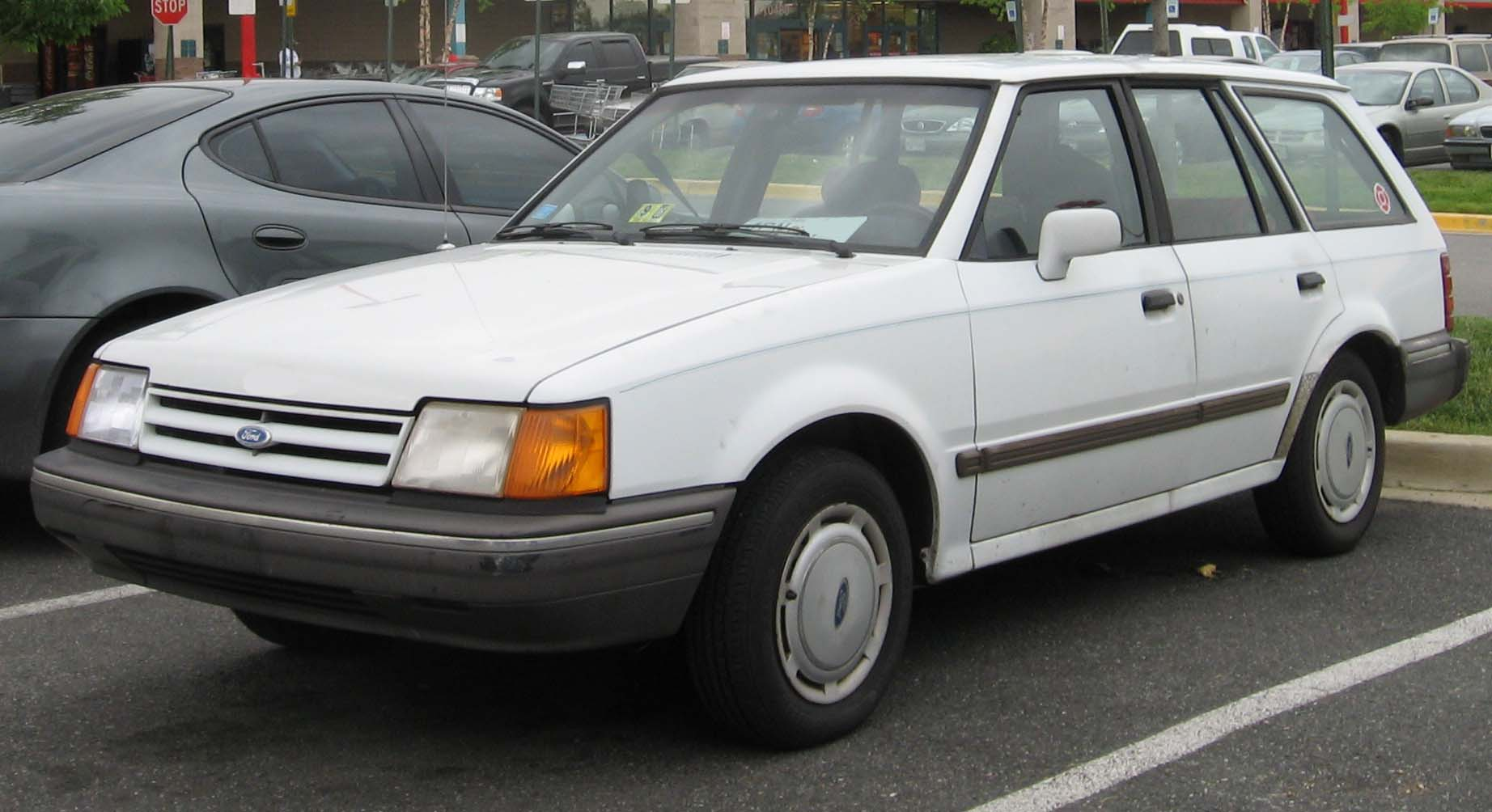
Ford Escort 1 Wagon (1988-1990)

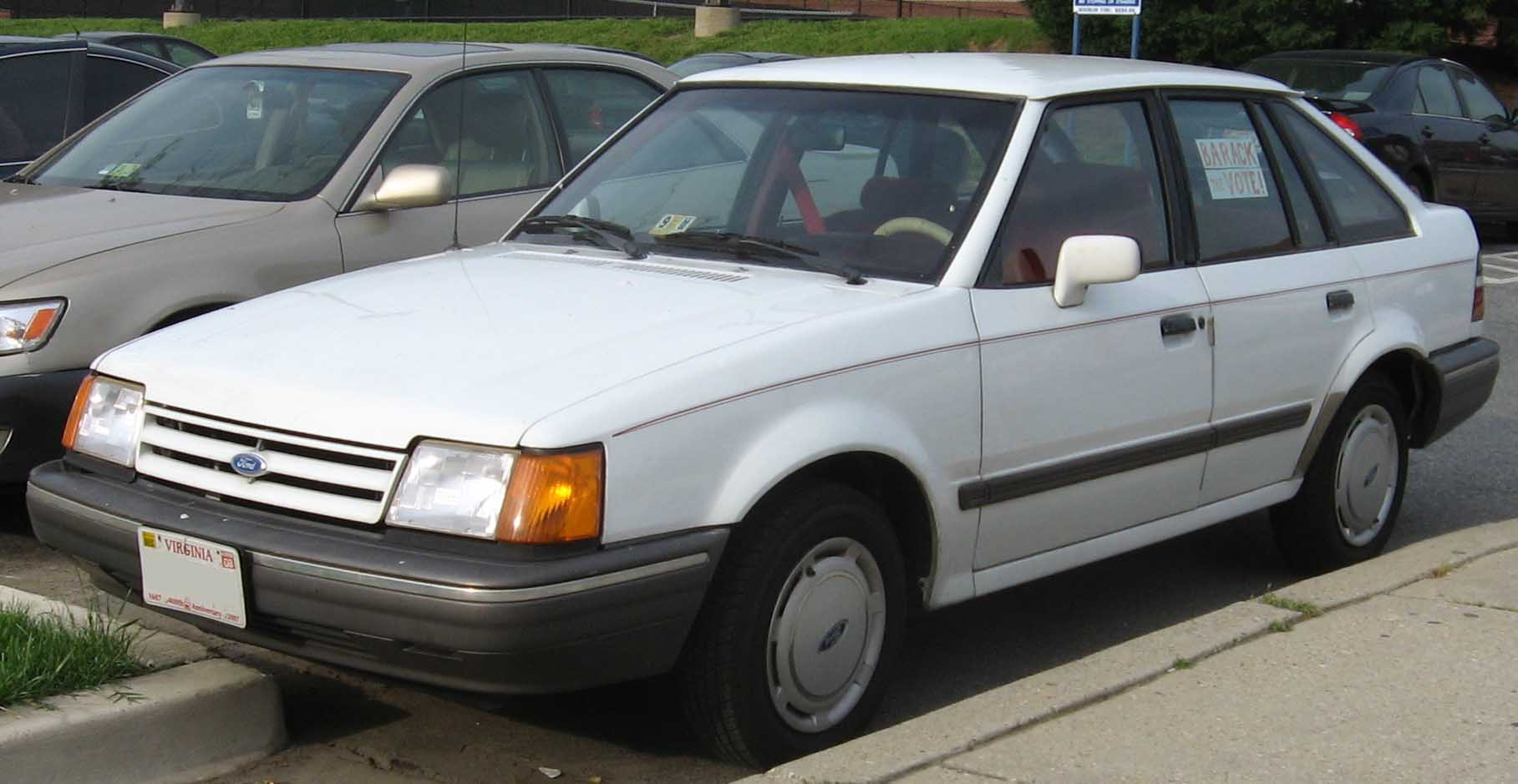
Ford Escort 1 (1988-1990)

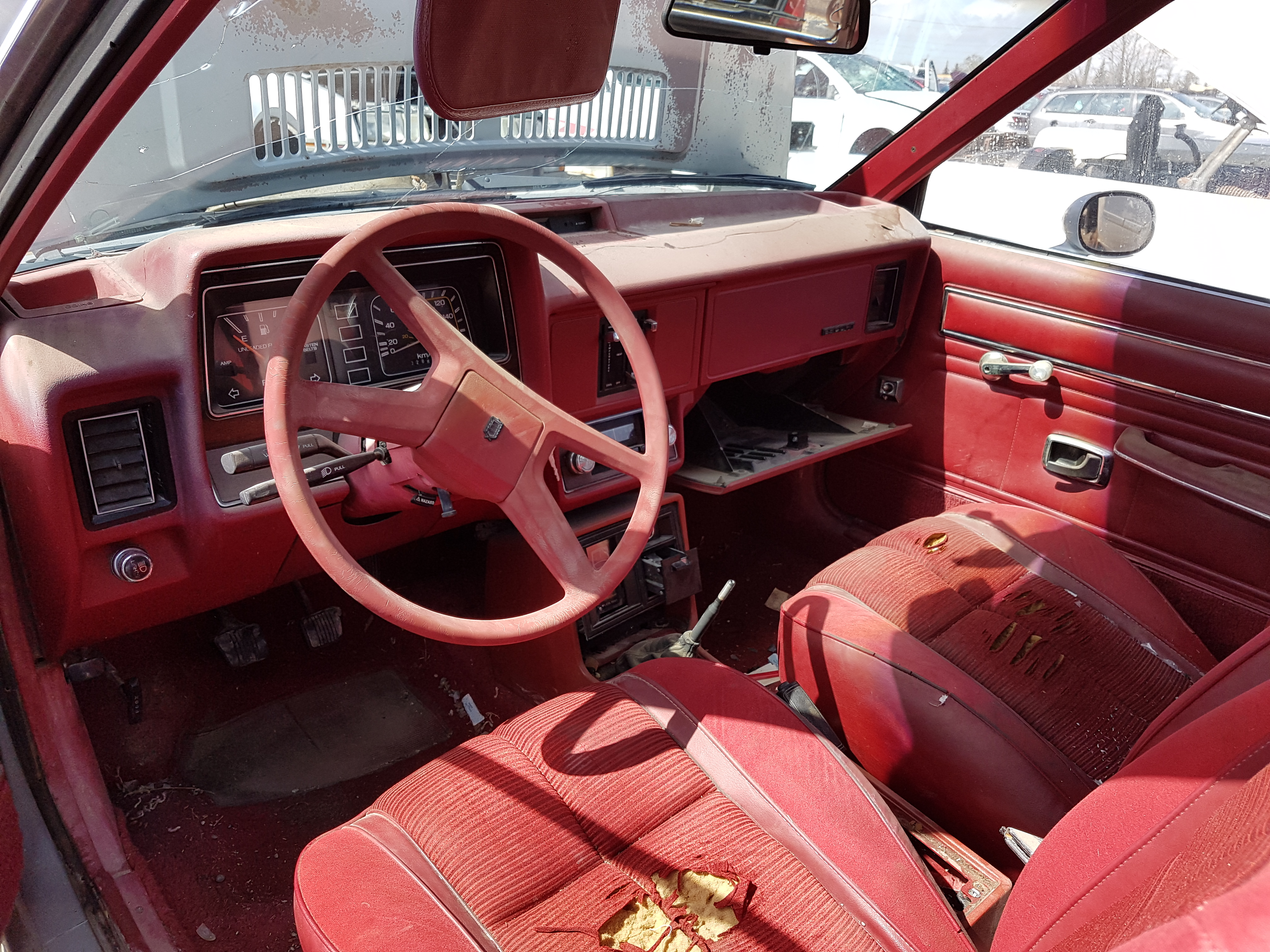

Навесні 1981 року компанія Ford представила Escort для американського ринку, автомобіль був схожим на європейську модель, але з суттєвою різницею.
Спочатку пропонувався тільки тридверний хетчбек. 
На початку 1982 року представлений п'ятидверний хетчбек і універсал. 
Програма була розділена на базову модель, L, GL, GLX і спортивний SS.
Навесні 1982 року спортивну модифікацію SS перейменована в GT.
У 1985 році модель оновили.
Навесні 1988 року, модель оновили змінивши передню частину і задні ліхтарі.
У 1990 року припинили виробництво першого покоління моделі.

### Двигуни
- 1.6 л CVH I4
- 1.9 л CVH I4
- 2.0 л Mazda RF diesel I4

### Ford Escort (1990—1997)

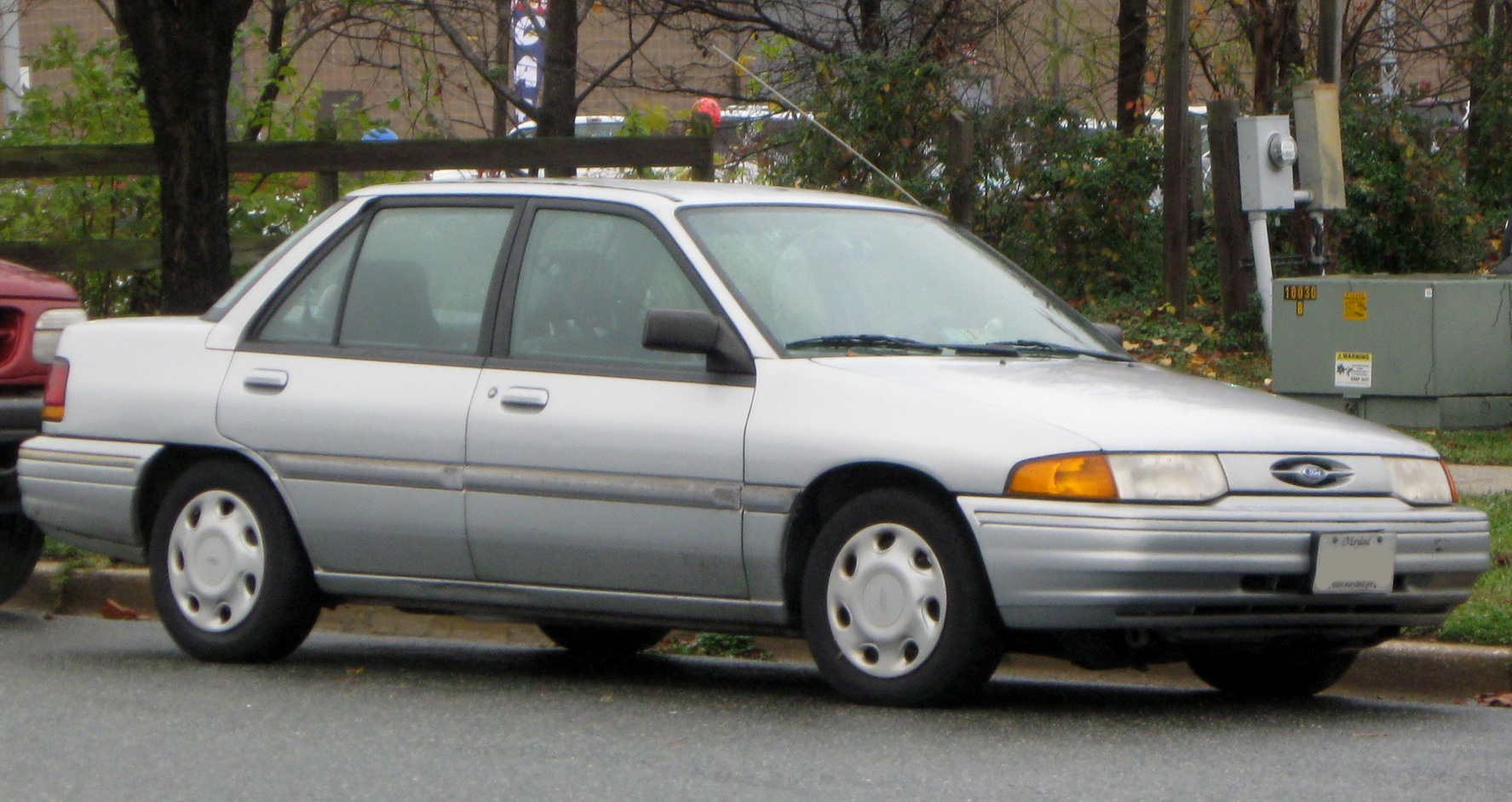
Ford Escort 2

Влітку 1990 року з'явилося друге покоління Escort. Автомобіль отримав довшу колісну базу (250 замість 239 см) і крім імені немав нічого спільного з європейською моделлю. Новий Escort збудовано на основі Mazda 323. Автомобіль пропонувався як трьох-і п'ятидверний хетчбек, чотирьохдверний седан і п'ятидверний універсал, в комплектаціях Pony, LX або GT. На машину встановлювали 1,9-літровий чотирициліндровий двигун від попередньої моделі, а GT, оснащався 1,9-літровим DOHC (129 к.с. / 95 кВт) від Mazda.  Автомобілі комплектувалися п'ятиступінчастою механічною або чотирьох-ступінчастою автоматичною коробками передач.
В 1995 році Ескорт отримав нову приладову панель.
Ескорт другого покоління виготовлявся до весни 1997 року і розійшовся тирежем 1'740'000 автомобілів.

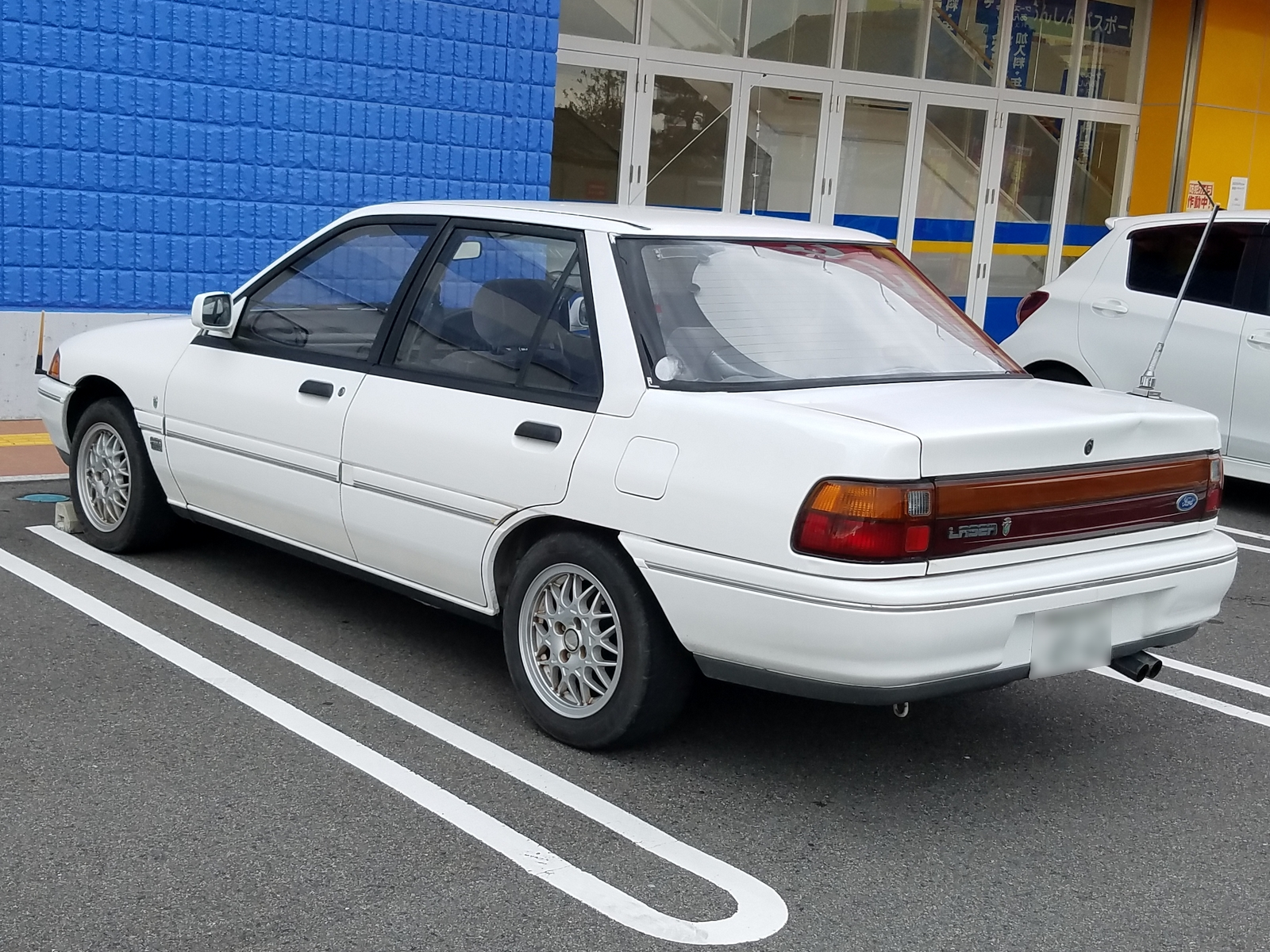
Ford Escort седан (1990-1997)
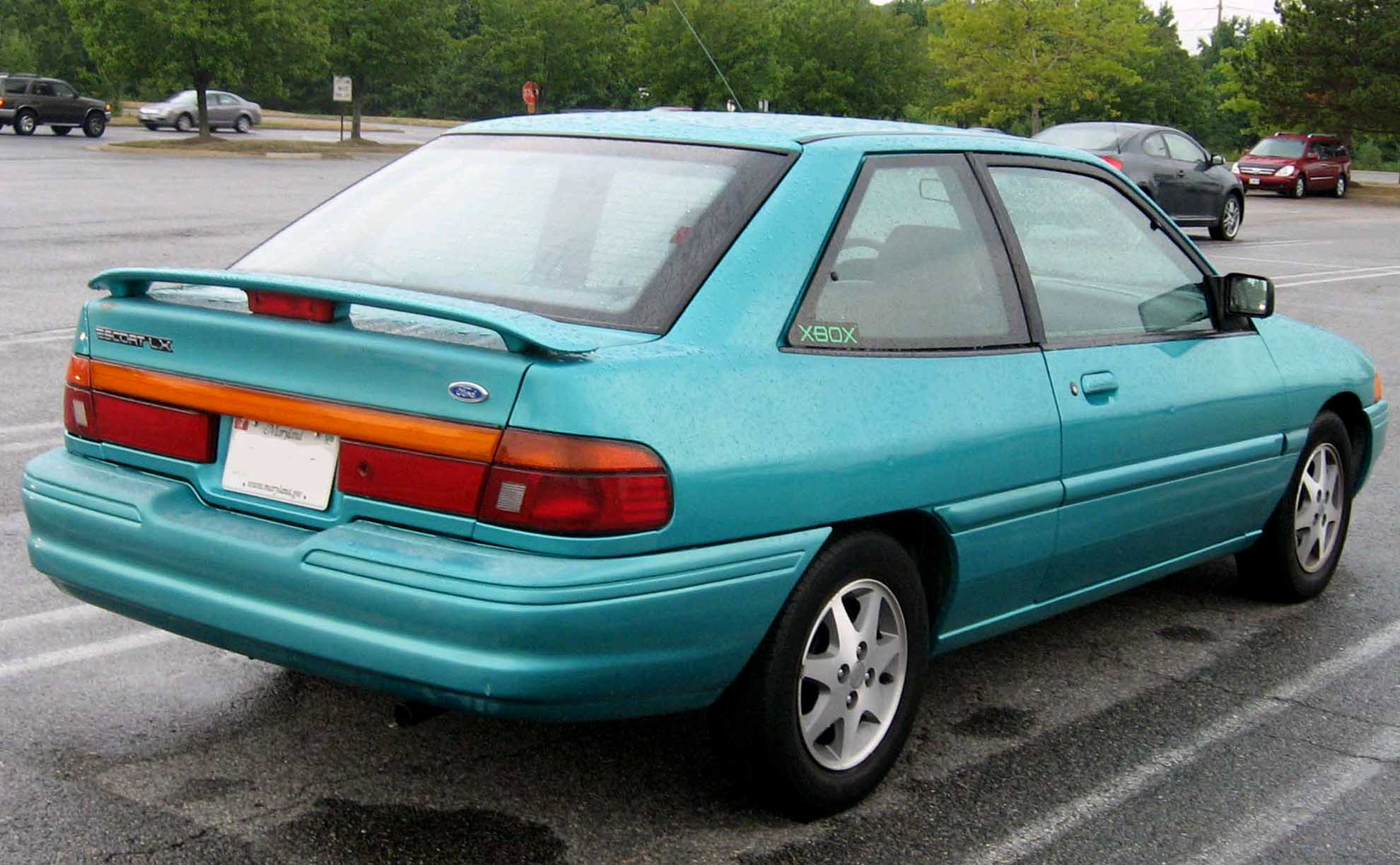
Ford Escort 3дв. хетчбек (1990-1997)
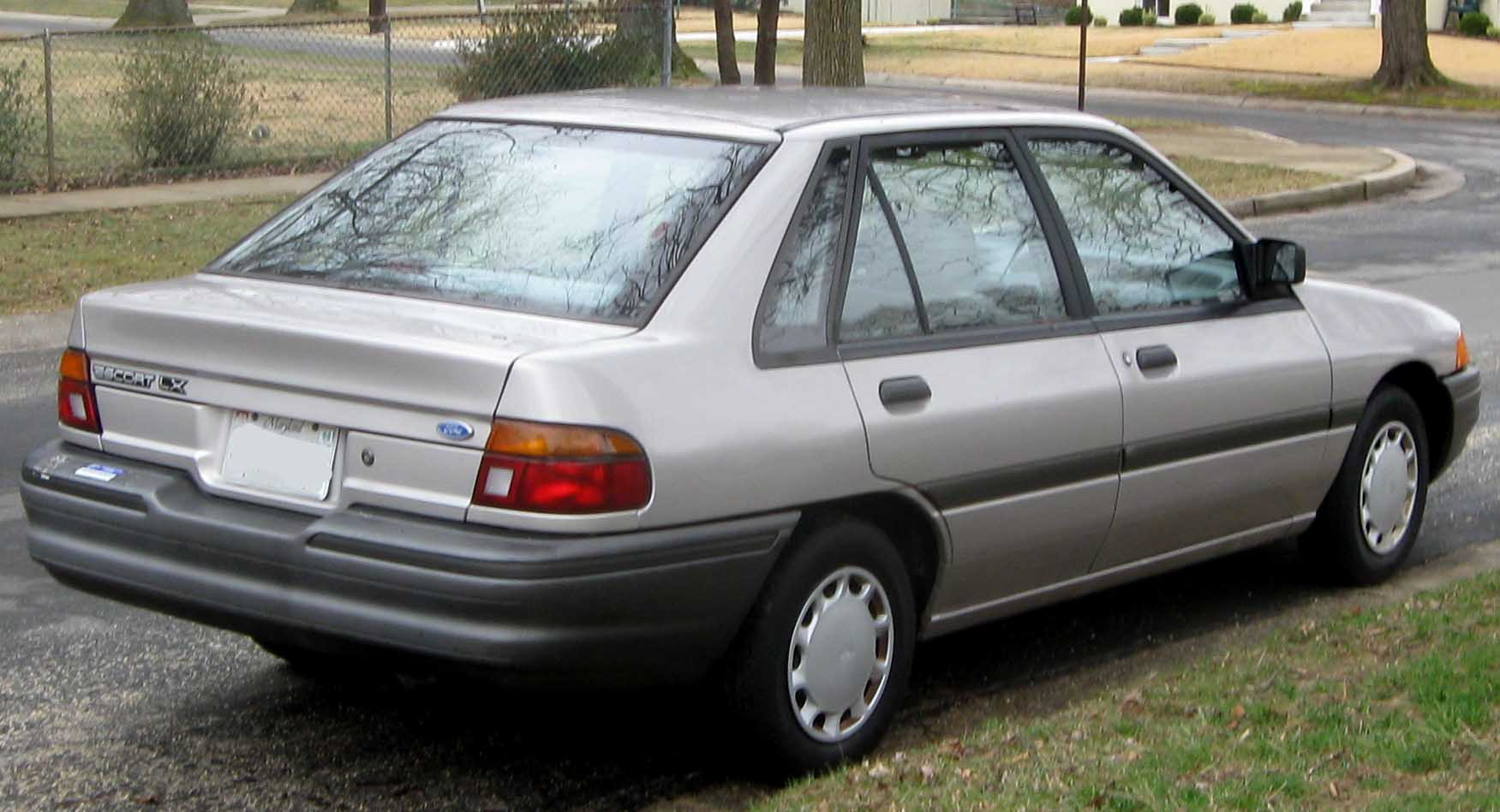
Ford Escort 5дв. хетчбек (1990-1997)
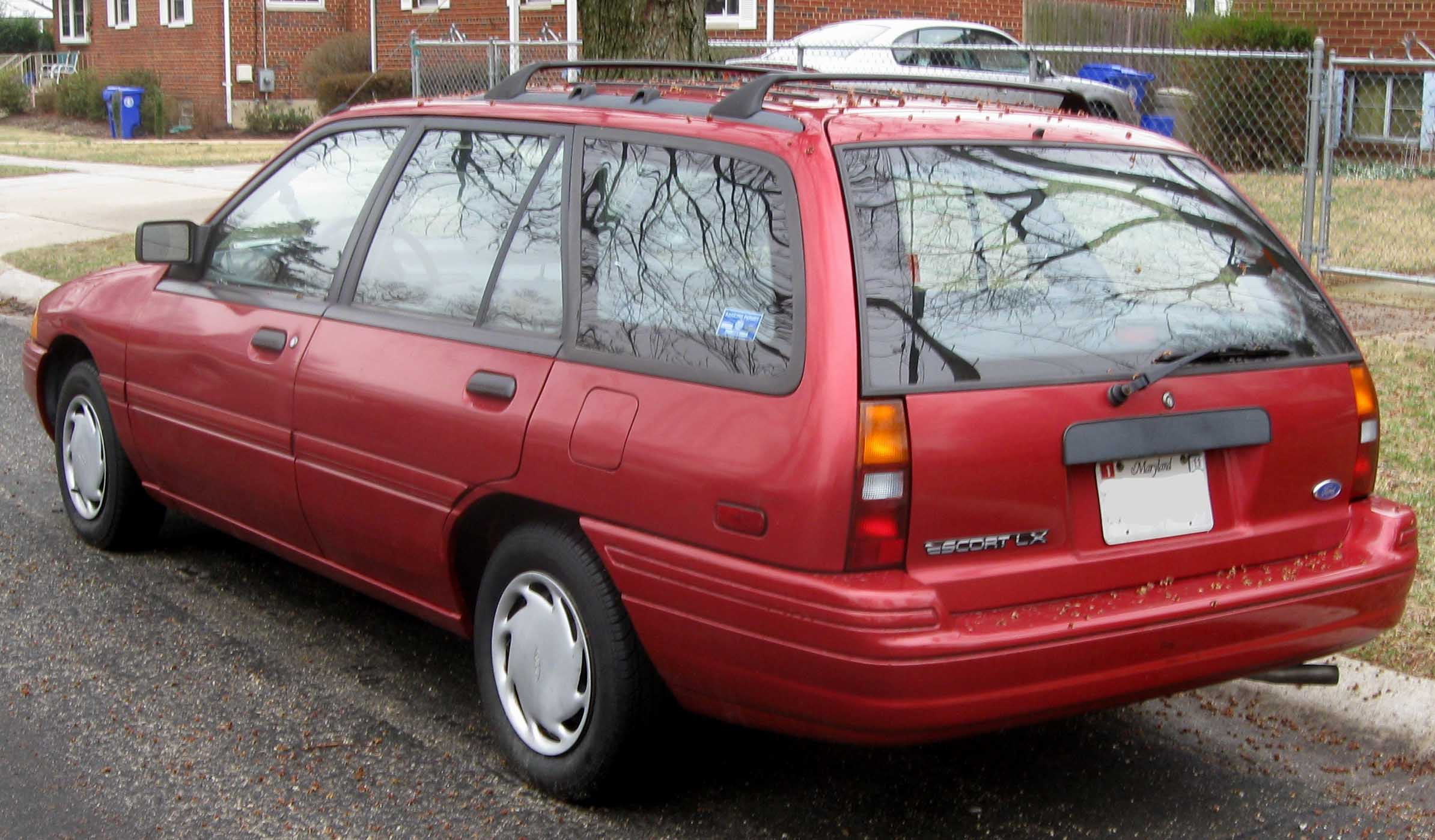
Ford Escort Turnier (1990-1997)

### Двигуни
- 1.8 л BP I4
- 1.9 л CVH I4

### Ford Escort (1997—2003)

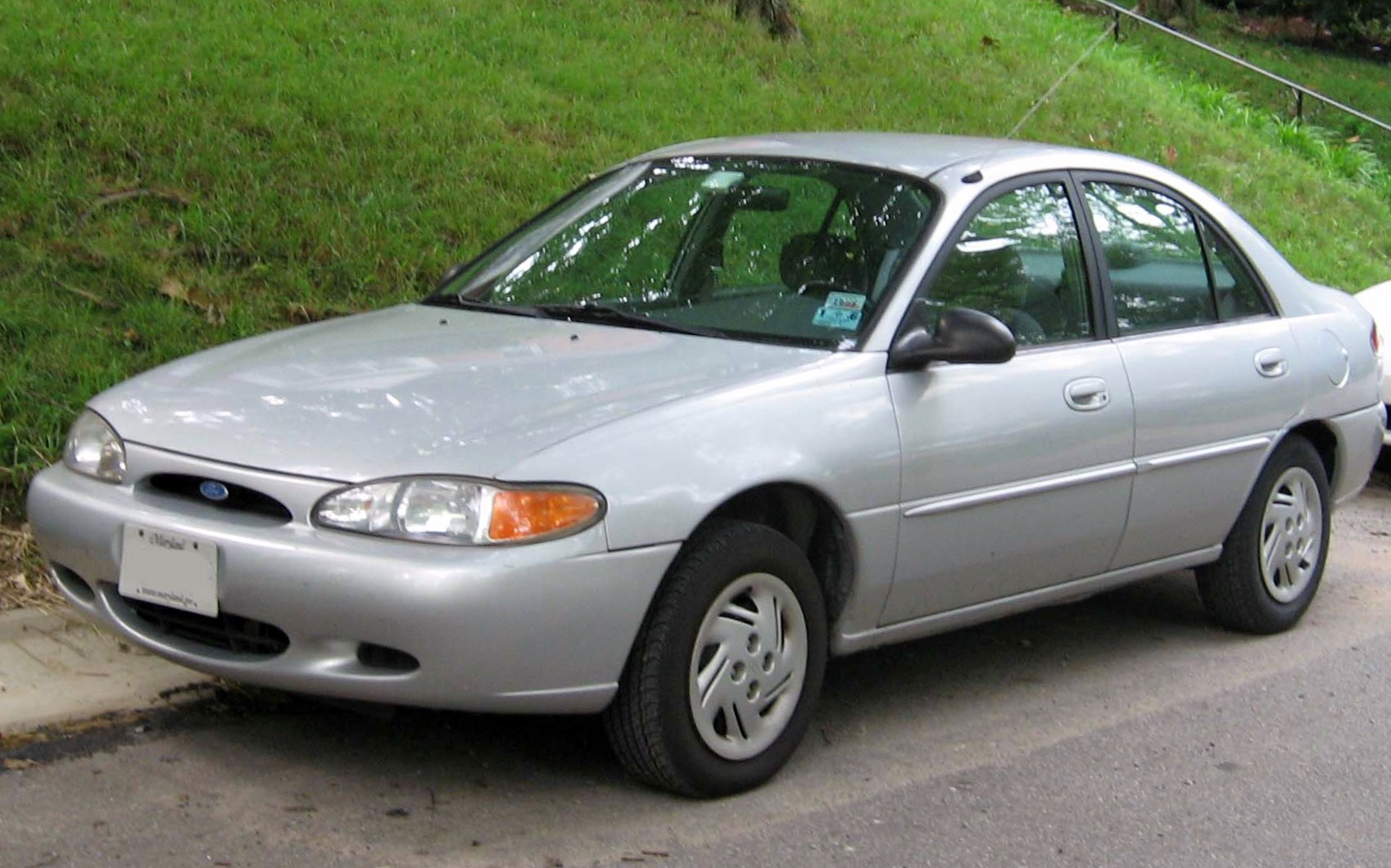
Ford Escort 3

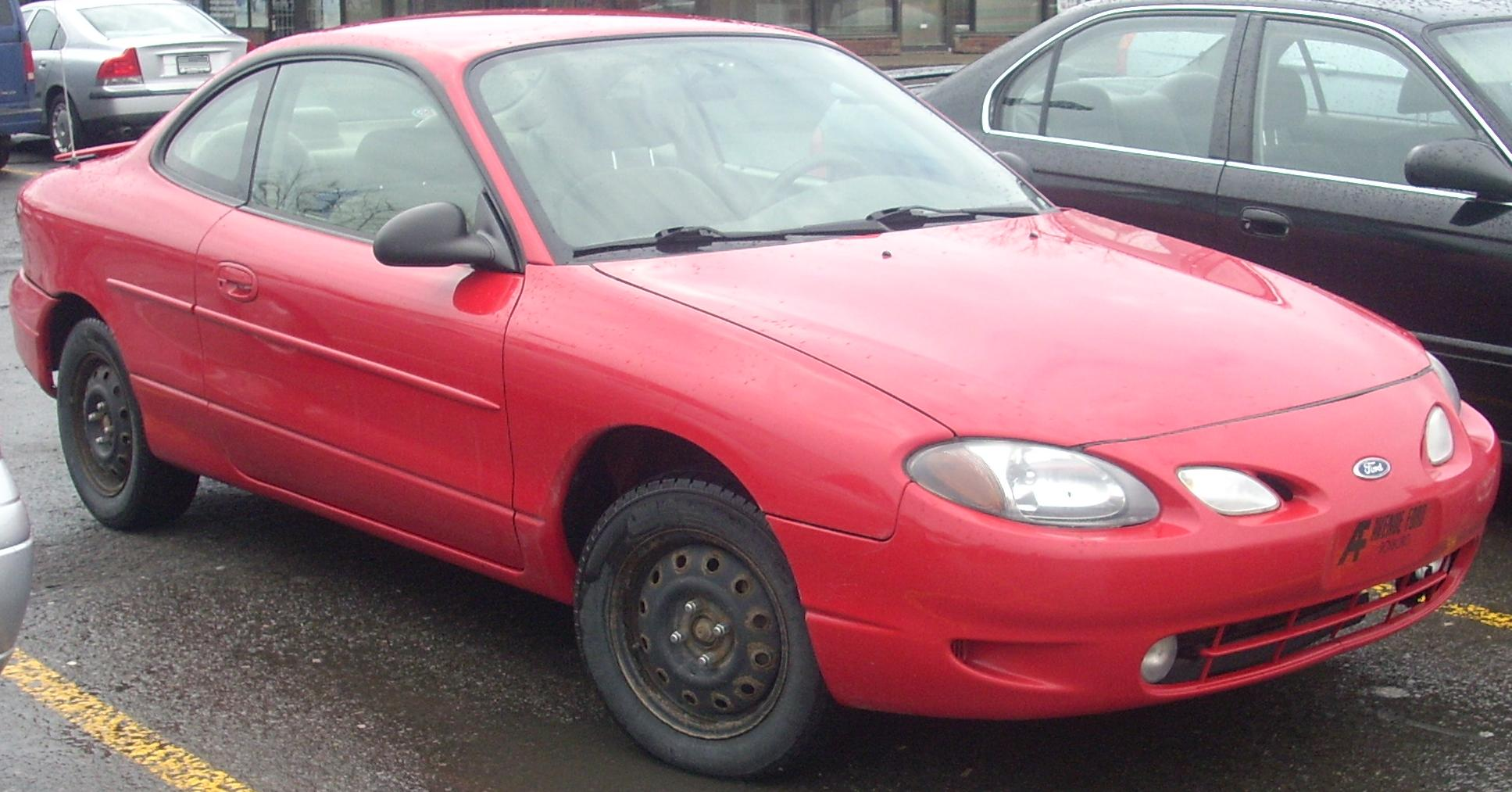
Ford Escort ZX2

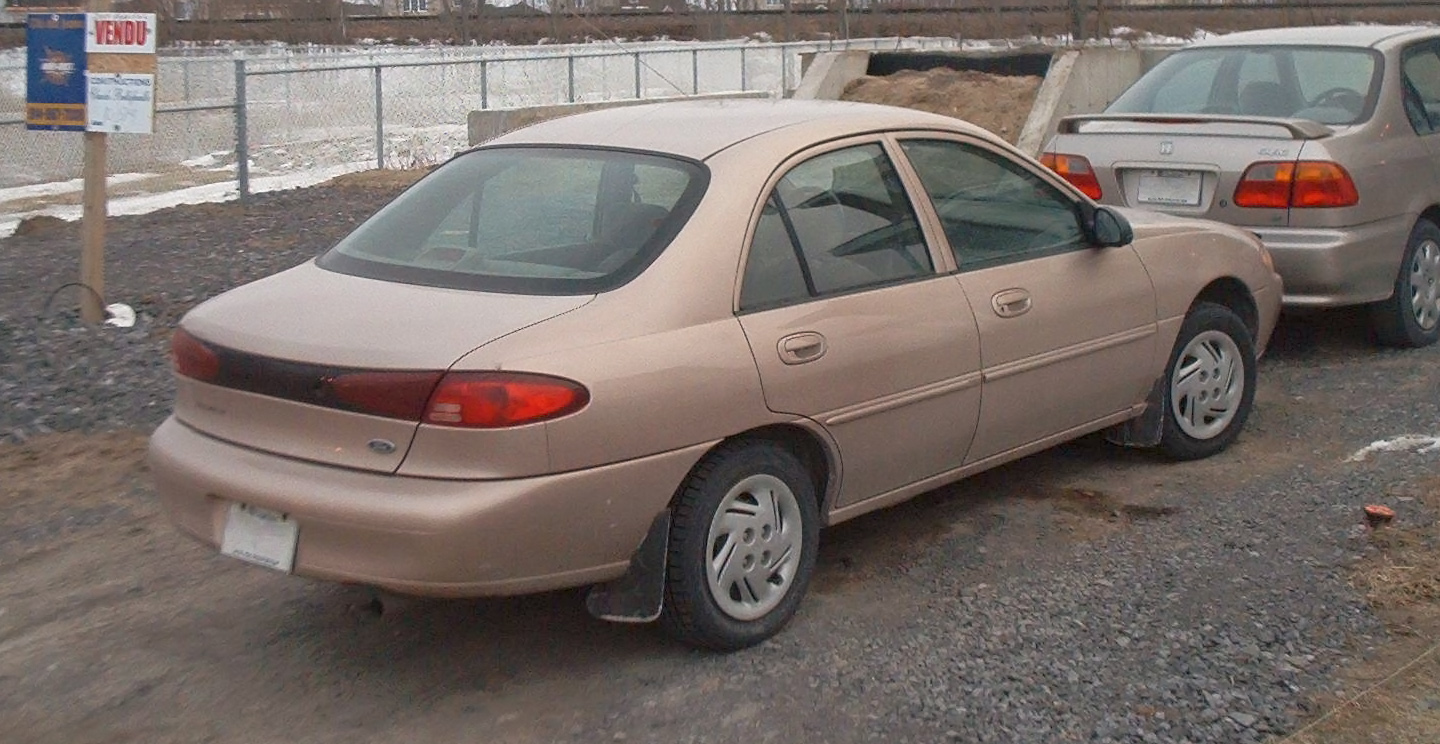
Ford Escort 3

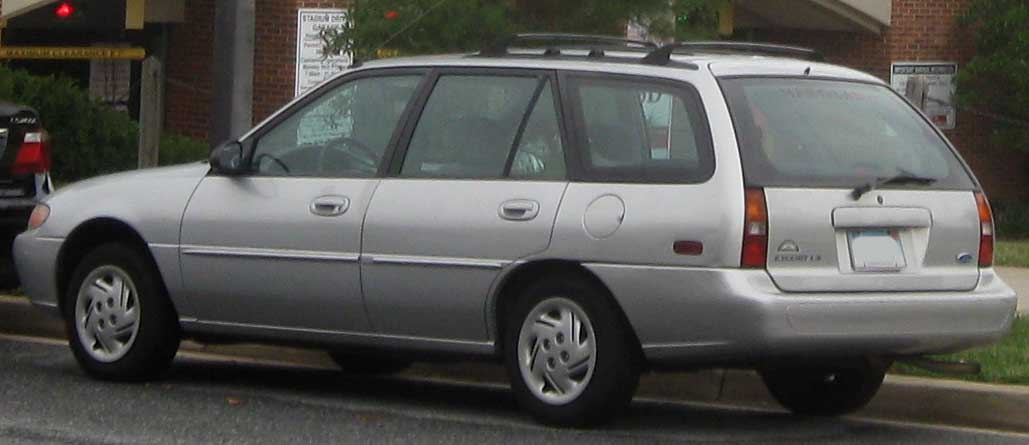
Ford Escort SE Wagon

У 1997 році з'явилося третє покоління Ford Escort для ринку Північної Америки. Автомобілі представлені в кузовах седан і універсал. У 1998 році лінійку моделей Escort доповнило спортивне купе ZX2. Воно прийшло на зміну Ford Probe. 
У 1999 році сімейство оновили.
У 2003 році виробництво автомобілів Ford Escort для ринку Північної Америки припинили.

### Двигуни
- 2.0 л SPI2000 SOHC I4
- 2.0 л Zetec DOHC I4 (Escort ZX2)

### Продажі
| Рік               | Продажі в Пн. Америці |
| ----------------- | --------------------- |
| 1999              | 260,486               |
| 2000              | 110,736               |
| 2001              | 90,503                |
| 2002              | 51,857                |
| 2003 (тільки ZX2) | 25,473                |
| 2004 (тільки ZX2) | 1,210                 |

## Китай (2015—2023)

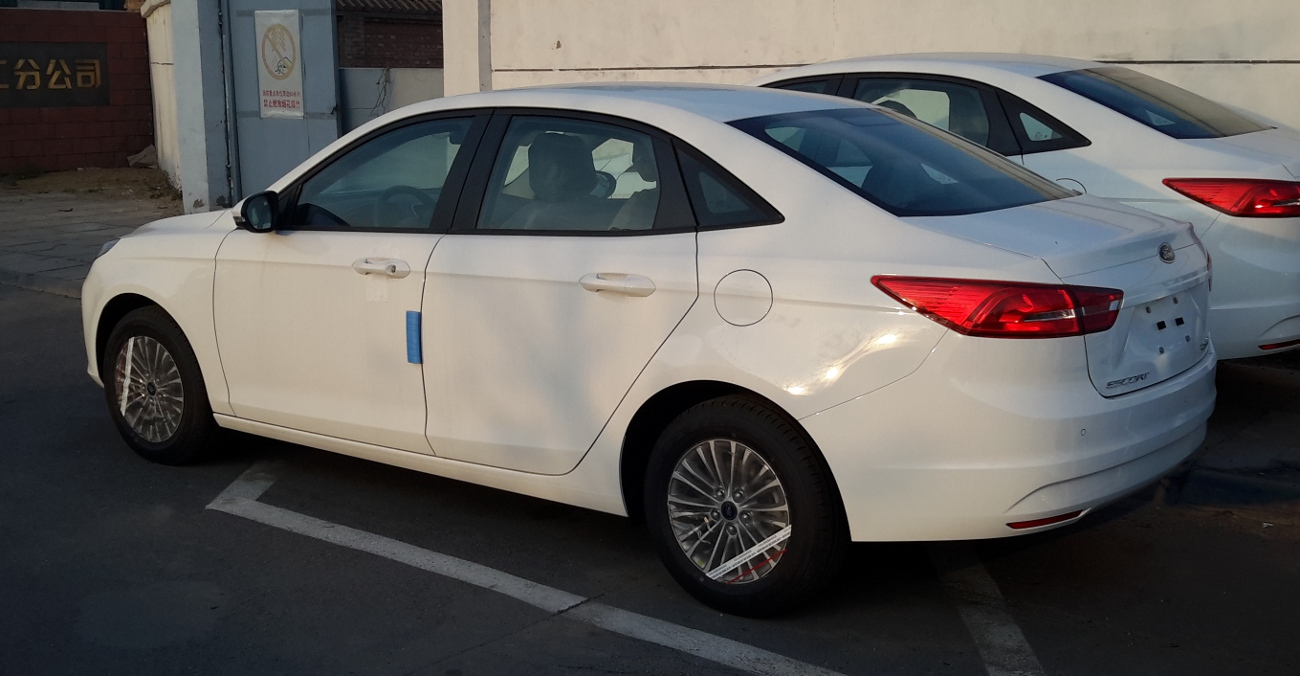
Ford Escort седан

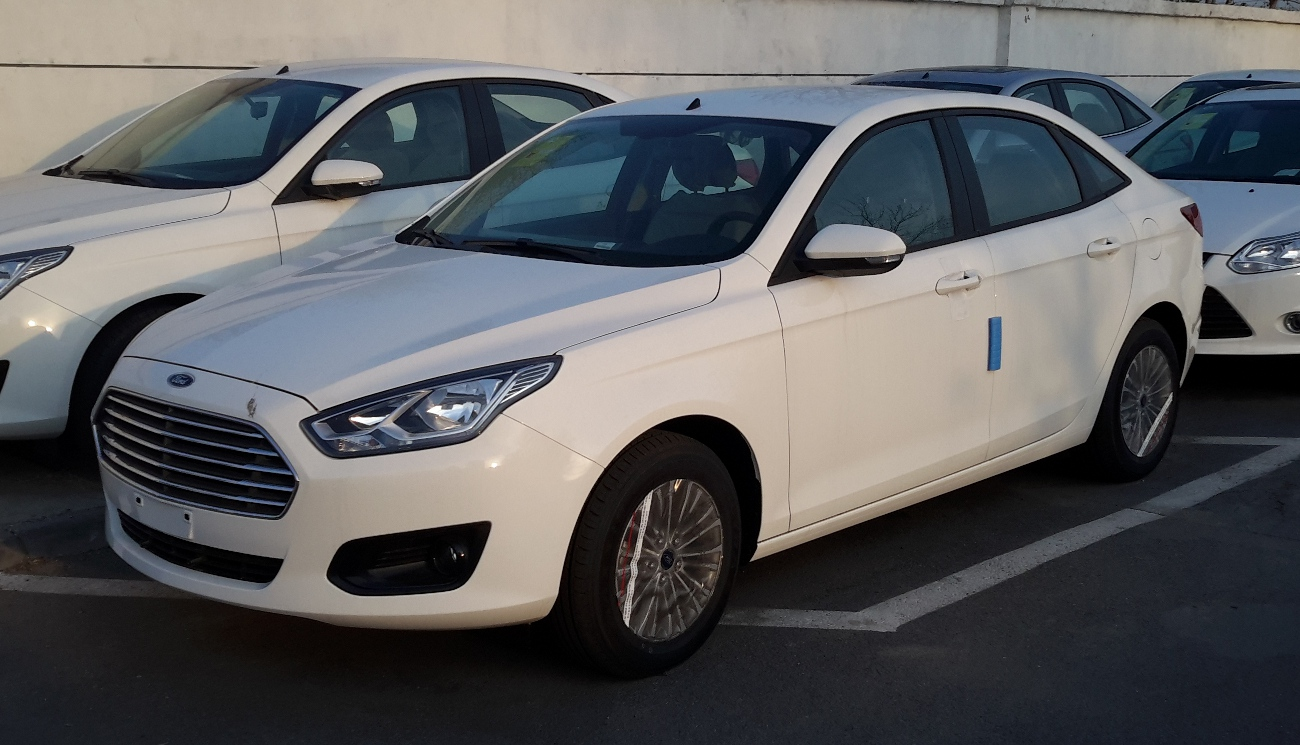
Ford Escort седан (2015-2021)

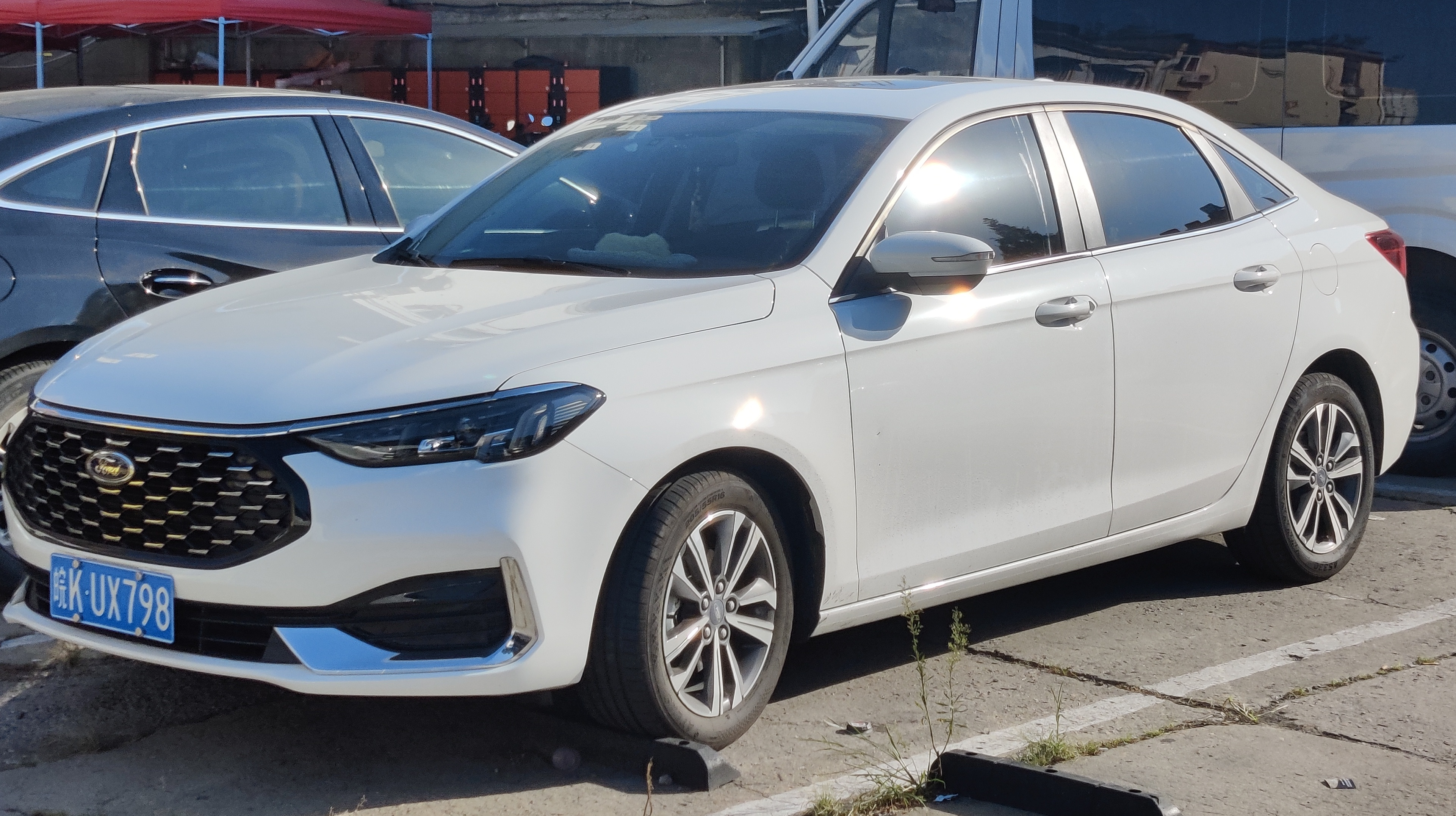
Ford Escort седан (2021-2023)

У квітні 2013 року на Шанхайському автосалоні компанія Ford представила концепт-кар Escort в кузові седан. Серійний автомобіль (C-класу) з'явився в продажі на китайському ринку в 2015 році і зайняв місце на сходинку нижче від Ford Focus. Не виключено і поставки моделі на ринки країн Східної Європи. Автомобіль оснастили бензиновим двигуном 1,5 л Ti-VCT потужністю 112 к.с., крутним моментом 138 Нм.

### Двигуни
- 1.5 л Ti-VCT I4